# Edvard Munch
Edvard Munch (/ˈɛdvɑ:ʈ mʉŋk/; Løten, 12 de diciembre de 1863-Oslo, 23 de enero de 1944) fue un pintor y grabador noruego. Sus evocadoras obras sobre la angustia influyeron profundamente en el expresionismo alemán de comienzos del siglo XX. 

Sus obras han sido consideradas como variaciones constantes sobre la gran sinfonía de la existencia humana en sus lados diurnos, pero aún más, como es congruente con la sensibilidad finisecular, en los nocturnos. El amor y el odio, el deseo y la angustia, las pasiones y las emociones, son elevados a arquetipos de la vida anímica del hombre moderno o, incluso, de la propia condición humana.

El pintor decía de sí mismo que, del mismo modo que Leonardo da Vinci había estudiado la anatomía humana y diseccionado cuerpos, él intentaba diseccionar almas. Por ello, los temas más frecuentes en sus obras fueron los relacionados con los sentimientos y las tragedias humanas, como la soledad (Melancolía), la angustia (El grito), la muerte (Muerte de un bohemio) y el erotismo (Amantes, El beso). Se le considera precursor del expresionismo, por la fuerte expresividad de los rostros y las actitudes de sus figuras, además del mejor pintor noruego de todos los tiempos.
Edvard Munch sería clasificado como simbolista y como representante temprano del expresionismo, que sería la tendencia artística predominante en la primera mitad del siglo XX. Desde muy joven, en la década de 1880, el artista Munch buscaba expresar sus experiencias emocionales en el arte. Así representó la ruptura con el predominante enfoque del naturalismo en lo externo y objetivo. Se anticipó al cambio que inundaría la década de 1890 hacia lo subjetivo y lo psicológico. La temática existencial como la angustia, la muerte, el amor, los celos y la melancolía se vuelven fundamentales en su obra.
En su intento por expresar los "estados más sutiles del alma", Munch desarrolló su característico estilo. Para expresar sentimientos fuertes y sutiles era necesario otra forma de expresión diferente al naturalismo. En la obra de Munch se mezclan la realidad interior y exterior en grandes superficies limitadas por contornos claros.
El grito, realizado en 1893, fue una de sus obras más importantes. La idea de esta obra va surgiendo despacio. En 1892 apunta:

Iba por la calle con dos amigos cuando el sol se puso. De repente, el cielo se tornó rojo sangre y percibí un estremecimiento de tristeza. Un dolor desgarrador en el pecho. Me detuve; me apoyé en la barandilla, preso de una fatiga mortal. Lenguas de fuego como sangre cubrían el fiordo negro y azulado y la ciudad. Mis amigos siguieron andando y yo me quedé allí, temblando de miedo. Y oí que un grito interminable atravesaba la naturaleza.

## Infancia
Edvard Munch nació el 12 de diciembre de 1863 en Løten, Noruega. Hijo del médico militar Christian Munch y su esposa Laura Cathrine, tuvo una infancia muy difícil, ya que su madre y su hermana mayor murieron de tuberculosis cuando él era muy joven, y su padre era un hombre de economía modesta dominado por obsesiones de tipo religioso que falleció en 1889. De todo ello surgió una personalidad conflictiva y un tanto desequilibrada, que él mismo consideraba la base de su genio. 
Su padre Christian se casó con su madre Laura, una mujer el doble de joven, en 1861. Edvard tenía una hermana mayor, Johanne Sophie, y tres hermanos menores: Peter Andreas, Laura Catherine e Inger Marie. Laura tenía talento artístico y puede haber alentado a Edvard y Sophie. Edvard estaba emparentado con el pintor Jacob Munch y el historiador Peter Andreas Munch.

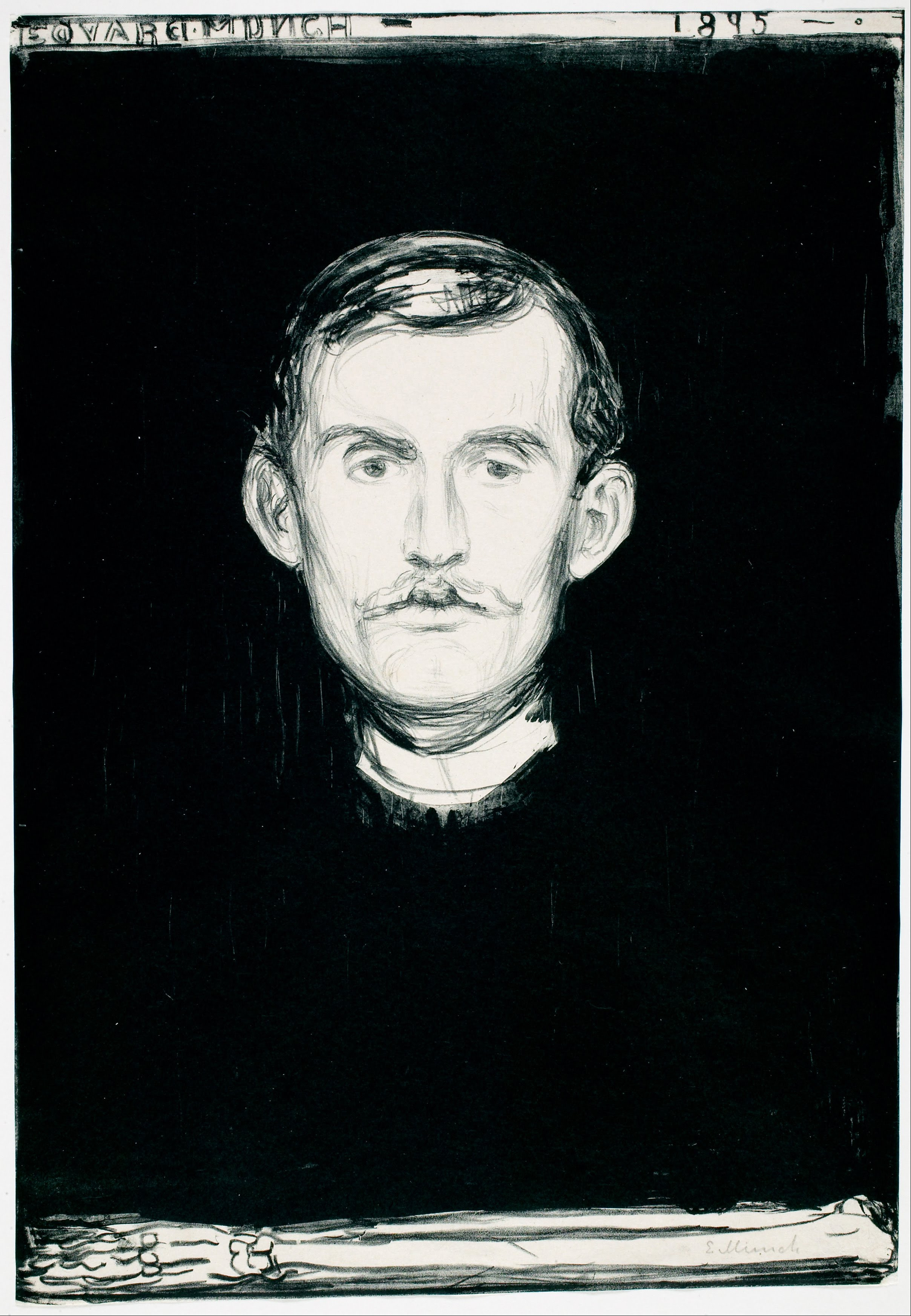
Autorretrato con brazo esquelético, 1895, Museo Munch, Oslo.

La familia se trasladó a Christiania (rebautizada como Kristiania en 1877 y ahora Oslo) en 1864 cuando Christian Munch fue nombrado oficial médico en la Fortaleza de Akershus. La madre de Edvard murió de tuberculosis en 1868, al igual que la hermana favorita de Munch, Johanne Sophie, en 1877. Después de la muerte de su madre, los hermanos Munch fueron criados por su padre y su tía Karen. A menudo enfermo durante gran parte de los inviernos y sin ir a la escuela, Edvard dibujaba para mantenerse ocupado. Fue instruido por sus compañeros de escuela y su tía. Christian Munch también instruyó a su hijo en historia y literatura, y entretuvo a los niños con vívidas historias de fantasmas y los cuentos del escritor estadounidense Edgar Allan Poe.
Tal como lo recordaba Edvard, el comportamiento positivo de Christian hacia sus hijos se vio ensombrecido por su morboso pietismo. Munch escribió: "Mi padre era temperamentalmente nervioso y obsesivamente religioso, hasta el punto de la psiconeurosis. De él heredé las semillas de la locura. Los ángeles del miedo, el dolor y la muerte estuvieron a mi lado desde el día en que nací". Christian reprendía a sus hijos diciéndoles que su madre les miraba desde el Cielo y se afligía por su mal comportamiento. El entorno religioso opresivo, la mala salud de Edvard y las vívidas historias de fantasmas ayudaron a inspirar sus macabras visiones y pesadillas; el niño sentía que la muerte avanzaba constantemente hacia él. A una de las hermanas menores de Munch, Laura, le diagnosticaron una enfermedad mental a una edad temprana. De los cinco hermanos, solo Andreas se casó, pero murió unos meses después de la boda. Munch escribiría más tarde: "Heredé dos de los enemigos más temibles de la humanidad: la herencia de la tuberculosis y la locura".
La paga militar de Christian Munch era muy baja, y sus intentos de desarrollar una práctica paralela privada fracasaron, manteniendo a su familia en una pobreza perenne. Se mudaban con frecuencia de un piso barato a otro. Los primeros dibujos y acuarelas de Munch representaban estos interiores y los objetos individuales, como frascos de medicamentos e instrumentos de dibujo, además de algunos paisajes. En su adolescencia, el arte ya dominaba los intereses de Munch. A los 13 años, Munch fue a su primera exposición junto a otros artistas en la Asociación de Arte recién formada, donde admiró el trabajo de la escuela de paisaje noruega. Volvió para copiar las pinturas, y pronto comenzó a pintar al óleo.

## Estudios e influencias
En 1879, Munch se matriculó en un colegio técnico para estudiar ingeniería, donde se destacó en física, química y matemáticas. Aprendió el dibujo a escala y en perspectiva, pero las frecuentes enfermedades interrumpieron sus estudios. Al año siguiente, para gran decepción de su padre, Munch dejó la universidad decidido a convertirse en pintor. Su padre veía el arte como un "oficio profano", y sus vecinos reaccionaron con amargura y le enviaron cartas anónimas. En contraste con el pietismo rabioso de su padre, Munch adoptó una postura no dogmática hacia el arte. Escribió su objetivo en su diario: "En mi arte intento explicarme la vida y su significado".
En 1881, Munch se matriculó en la Real Escuela de Arte y Diseño de Kristiania, uno de cuyos fundadores fue su pariente lejano Jacob Munch. Sus maestros fueron el escultor Julius Middelthun y el pintor naturalista Christian Krohg. Ese año, Munch demostró su rápida absorción del aprendizaje en la academia en sus primeros retratos, incluido uno de su padre y su primer autorretrato. En 1883, Munch participó en su primera exposición pública y compartió un estudio con otros estudiantes. Su retrato de cuerpo entero de Karl Jensen-Hjell, un notorio bohemio de la ciudad, obtuvo la respuesta desdeñosa de un crítico: "Es impresionismo llevado al extremo. Es una parodia del arte". Las pinturas de desnudos de Munch de este período sobreviven solo en bocetos, a excepción de Desnudo de pie (1887). Es posible que fueran confiscadas por su padre.

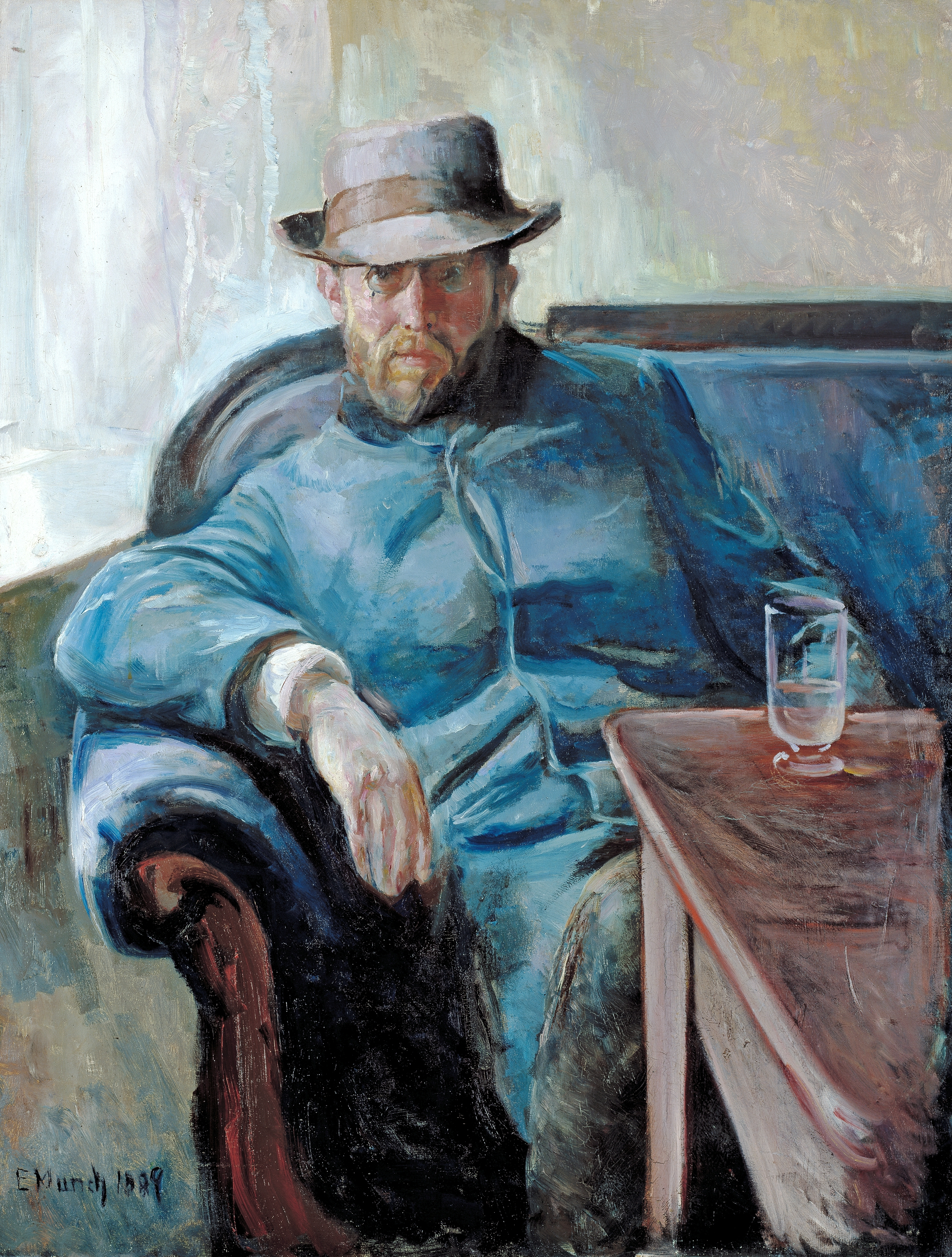
Edvard Munch, HansJæge; 1889.

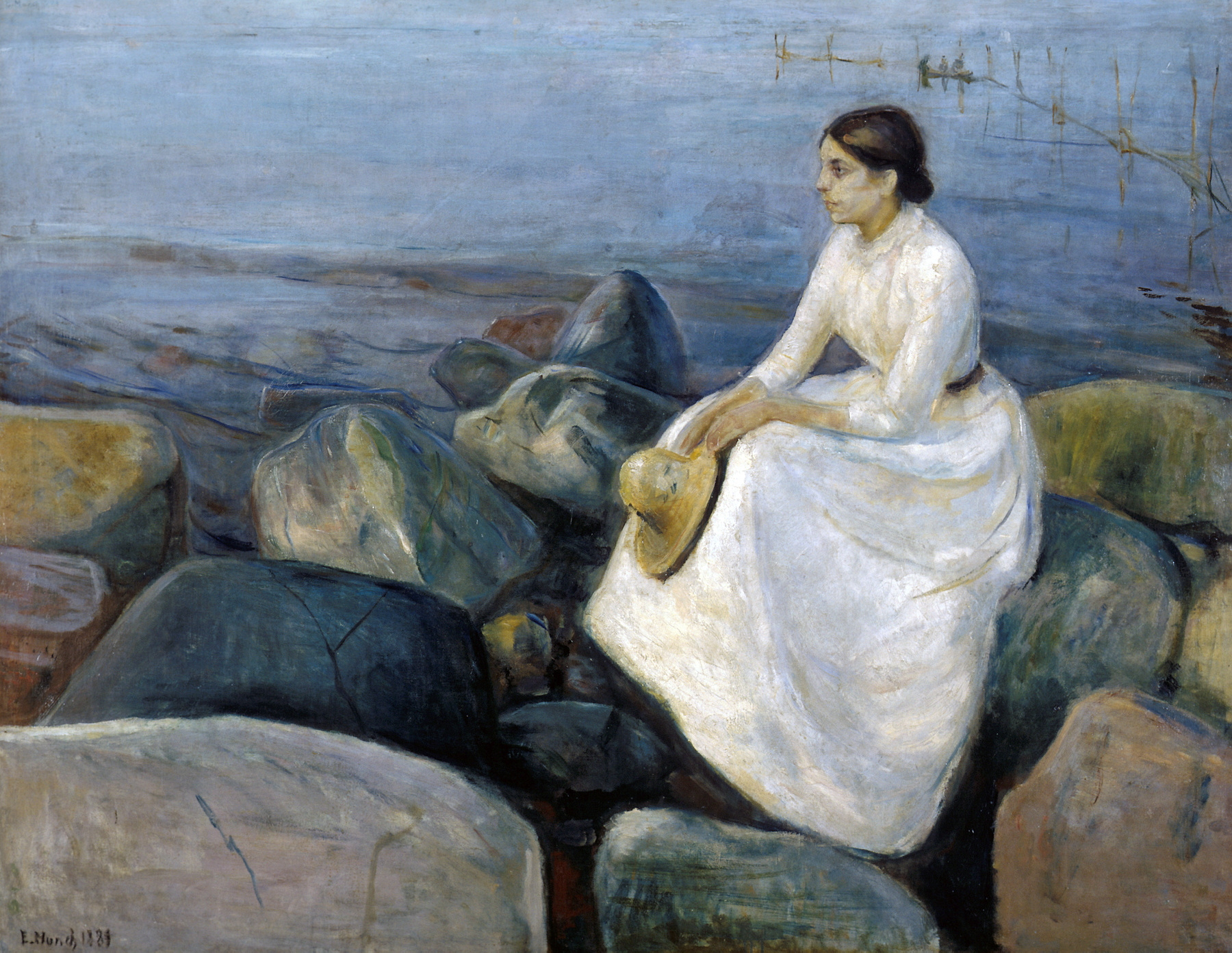
Edvard Munch, Inger en la playa (1889).

Desde muy joven, Munch fue influenciado por impresionistas como Édouard Manet y más tarde por artistas del postimpresionismo como Vincent van Gogh y Paul Gauguin. Durante estos primeros años, experimentó con muchos estilos, incluidos el naturalismo y el impresionismo. Algunas obras tempranas recuerdan a Manet. Muchos de estos intentos le acarrearon críticas desfavorables por parte de la prensa y le valieron constantes reproches por parte de su padre, quien, sin embargo, le proporcionó pequeñas sumas para los gastos de manutención. En un momento, sin embargo, el padre de Munch, tal vez influenciado por la opinión negativa del primo de Munch, Edvard Diriks (un pintor tradicional establecido), destruyó al menos una pintura (probablemente un desnudo) y se negó a adelantar más dinero para materiales de arte.
Munch también soportó la ira de su padre por su relación con Hans Jæger, el nihilista local que vivía según el código "la pasión por destruir es también una pasión creativa" y que abogaba por el suicidio como el último camino hacia la libertad: "Mis ideas se desarrollaron bajo la influencia de los bohemios o más bien bajo la influencia de Hans Jæger. Mucha gente ha afirmado erróneamente que mis ideas se formaron bajo la influencia de Strindberg y los alemanes... pero eso es incorrecto. Ya se habían formado para entonces". En ese momento, a diferencia de muchos de los otros bohemios, Munch todavía era respetuoso con las mujeres, además de reservado y de buenos modales, pero comenzó a ceder ante las borracheras y las peleas de su círculo. Estaba inquieto por la revolución sexual que estaba ocurriendo en ese momento y por las mujeres independientes que lo rodeaban. Más tarde se volvió cínico en materia sexual, expresandolo no solo en su comportamiento y su arte, sino también en sus escritos, un ejemplo es un largo poema llamado La ciudad del amor libre. Aún dependiendo de su familia para muchas de sus comidas, la relación de Munch con su padre se mantuvo tensa por las preocupaciones sobre su vida bohemia.
Después de numerosos experimentos, Munch llegó a la conclusión de que el lenguaje impresionista no le permitía una expresión suficiente. Lo encontró superficial y demasiado parecido a la experimentación científica. Sintió la necesidad de profundizar y explorar situaciones llenas de contenido emocional y energía expresiva. Bajo el mandato de Jæger de que Munch debería "escribir su vida", lo que significa que Munch debería explorar su propio estado emocional y psicológico, el joven artista comenzó un período de reflexión y autoexamen, registrando sus pensamientos en su "diario del alma". Esta perspectiva más profunda lo ayudó a trasladarse a una nueva visión de su arte. Escribió que su pintura La niña enferma (1886), basada en la muerte de su hermana, fue su primera "pintura del alma", su primera ruptura con el impresionismo. La pintura recibió una respuesta negativa de los críticos y de su familia, y provocó otro "estallido violento de indignación moral" de la comunidad.

Solo su amigo Christian Krohg lo defendió:

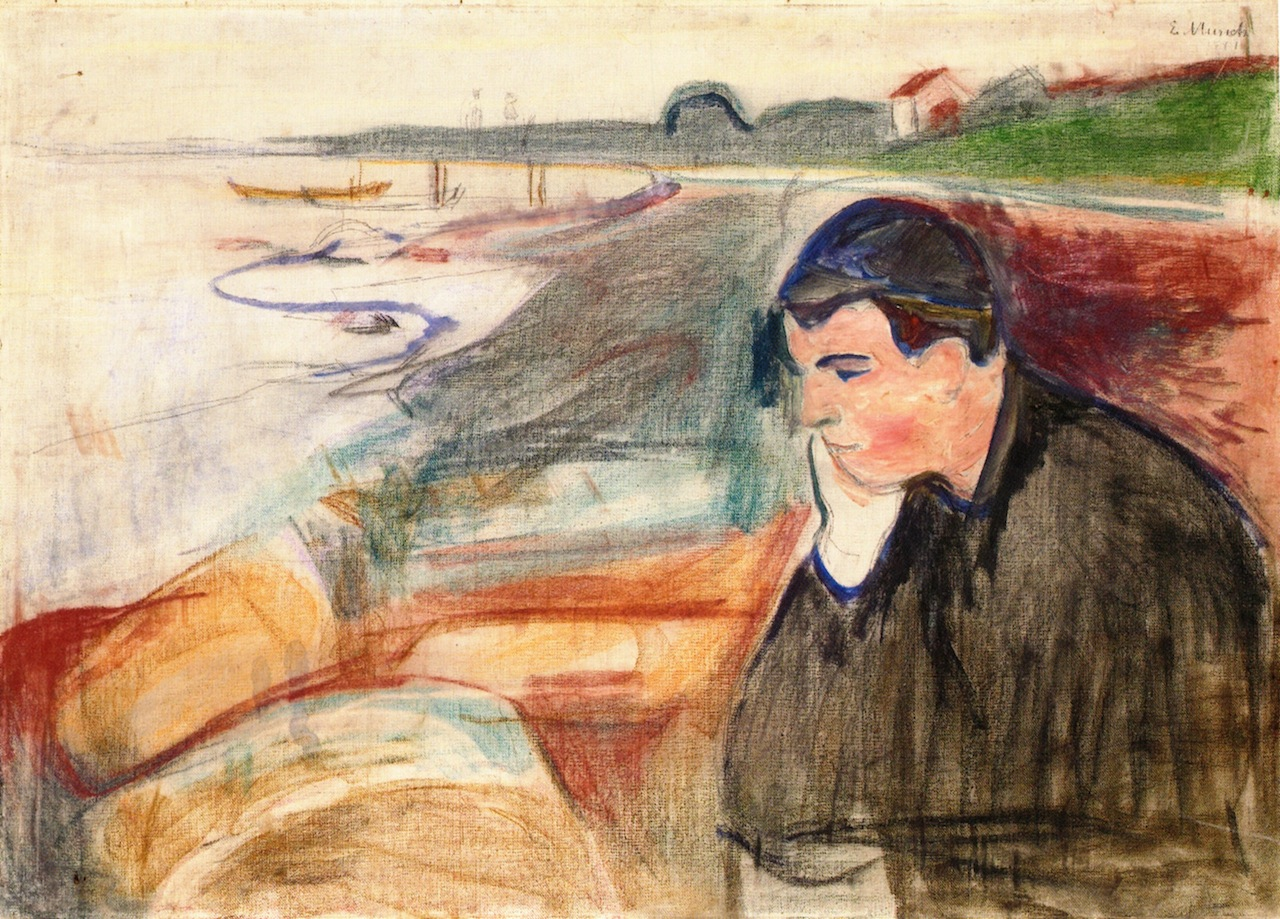
Edvard Munch, Melancolía, 1891, óleo, lápiz y crayón sobre lienzo, 73 × 101 cm, Museo Munch, Oslo

"Pinta, o más bien mira, las cosas de una manera diferente a la de otros artistas. Ve sólo lo esencial, y eso, naturalmente, es todo lo que pinta. Por esta razón, las imágenes de Munch son, por regla general, "incompletas", como la gente está encantada de descubrir por sí misma. Ah, sí, están completos. Su obra completa. El arte está completo una vez que el artista realmente ha dicho todo lo que tenía en mente, y esta es precisamente la ventaja que tiene Munch sobre los pintores de la otra generación, que realmente sabe cómo mostrarnos lo que ha sentido y lo que lo ha cautivado. y a esto subordina todo lo demás."
Munch continuó empleando una variedad de técnicas de pinceladas y paletas de colores durante la década de 1880 y principios de la de 1890, mientras luchaba por definir su estilo. Su lenguaje continuó oscilando entre el posimpresioista, como se ve en Retrato de Hans Jæger, y el impresionista, como en la Rue Lafayette. Su Inger en la playa (1889), que provocó otra tormenta de confusión y controversia, insinúa las formas simplificadas, los contornos pesados, los contrastes agudos y el contenido emocional de su estilo maduro por venir. Comenzó a calcular cuidadosamente sus composiciones para crear tensión y emoción. Aunque influenciado estilísticamente por los postimpresionistas, lo que evolucionó fue un tema de contenido simbolista, que representaba un estado mental en lugar de una realidad externa. En 1889, Munch presentó su primera exposición individual de casi todas sus obras hasta la fecha. El reconocimiento que recibió dio lugar a una beca estatal de dos años para estudiar en París con el pintor francés Léon Bonnat.
Munch parece haber sido uno de los primeros críticos de la fotografía como forma de arte, y comentó que "nunca competirá con el pincel y la paleta, ¡hasta el momento en que se puedan tomar fotografías en el cielo o en el infierno!"
La hermana menor de Munch, Laura, fue el tema de su Melancolía interior de 1899. Amanda O'Neill dice sobre la obra: "En esta acalorada escena claustrofóbica, Munch no solo retrata la tragedia de Laura, sino también su propio temor a la locura que podría haber heredado".

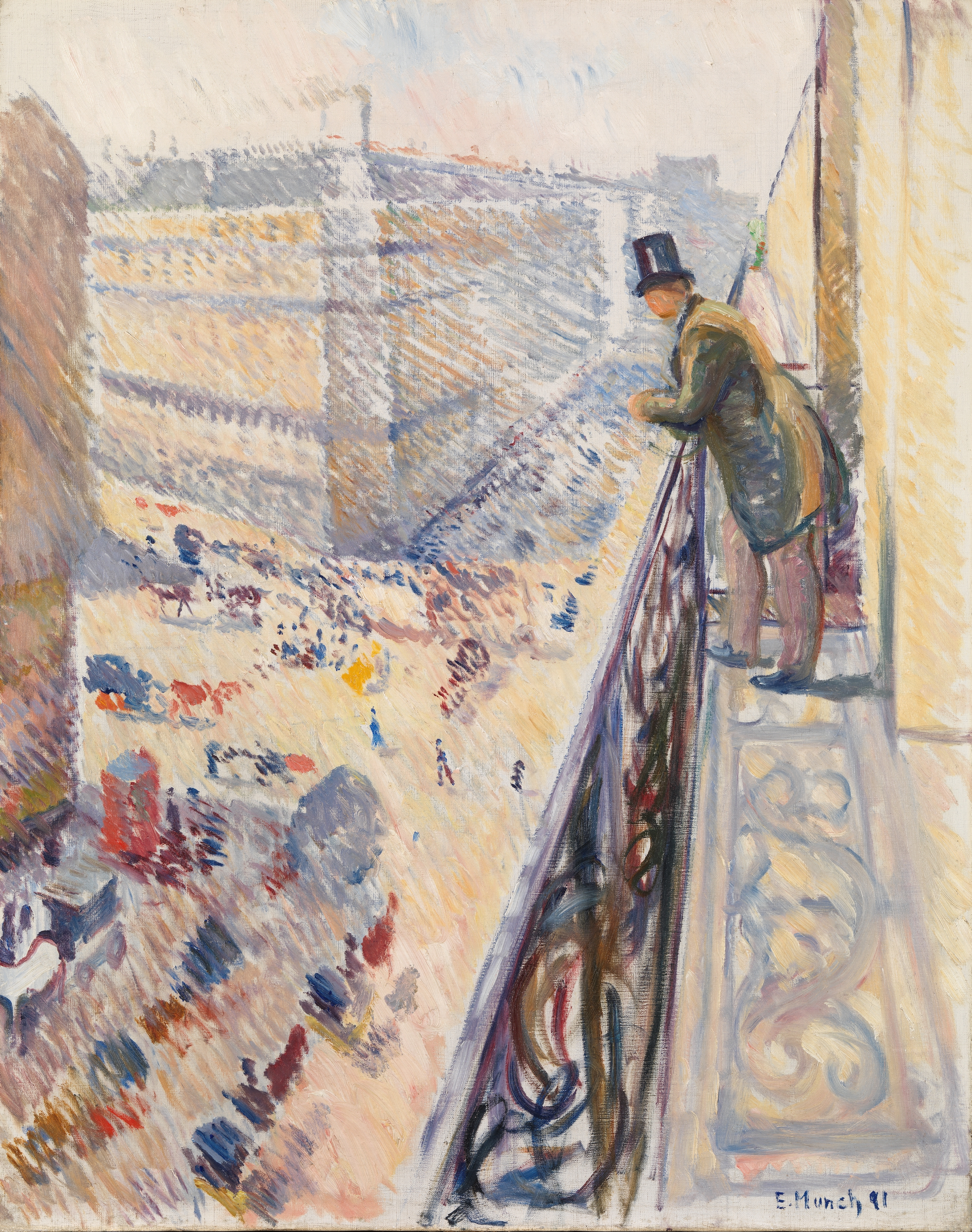
Edvard Munch, Rue Lafayette (1891).

En 1885 hizo el primero de sus numerosos viajes a París, donde conoció los movimientos pictóricos más avanzados y se sintió especialmente atraído por el arte de Gauguin. Visita allí el Salón y el Louvre, que le impresionó notablemente. Ese mismo año participó en la Feria Mundial de Amberes. Tras una primera influencia de la pintura impresionista y postimpresionista comienza a pintar tres de sus obras capitales: El día siguiente, Pubertad y La niña enferma, la cual causa un escándalo en la Exposición de Otoño de Oslo en el año 1886. 
No tardó en crear un estilo sumamente personal, basado en acentuar la fuerza expresiva de la línea, reducir las formas a su expresión más esquemática y hacer un uso simbólico, no naturalista, del color, y de ahí su clasificación como pintor simbolista. En su primera exposición individual con 110 cuadros en Oslo hizo que una parte del público lo aclamara con entusiasmo. 

## Estancia en París
Munch llegó a París durante las celebraciones de la Exposición Universal (1889) y se alojó con dos compañeros artistas noruegos. Su cuadro Mañana (1884) se exhibió en el pabellón noruego. Pasaba las mañanas en el ajetreado estudio de Bonnat (que incluía modelos femeninas) y las tardes en la exposición, las galerías y los museos (donde se esperaba que los estudiantes hicieran copias como una forma de aprender técnicas y observar). Munch registró poco entusiasmo por las lecciones de dibujo de Bonnat: "Me cansa y me aburre, me adormece", pero disfrutó de los comentarios del maestro durante los viajes al museo.
Munch quedó cautivado por la gran muestra de arte europeo moderno, incluidas las obras de tres artistas que serían influyentes para él: Paul Gauguin, Vincent van Gogh y Henri de Toulouse-Lautrec, todos notables por cómo usaron el color para transmitir emociones. Munch se inspiró particularmente en la "reacción contra el realismo" de Gauguin y su credo de que "el arte era obra humana y no una imitación de la naturaleza", una creencia declarada anteriormente por Whistler. Como dijo más tarde uno de sus amigos de Berlín sobre Munch, "él no necesita ir a Tahití para ver y experimentar lo primitivo de la naturaleza humana. Lleva su propio Tahití dentro de él". Influenciado por Gauguin, así como por los aguafuertes del artista alemán Max Klinger, Munch experimentó con grabados como medio para crear versiones gráficas de sus obras. En 1896 creó sus primeros grabados en madera, un medio que resultó ideal para las imágenes simbólicas de Munch. Junto con su contemporáneo Nikolai Astrup, Munch es considerado un innovador del medio grabado en madera en Noruega.

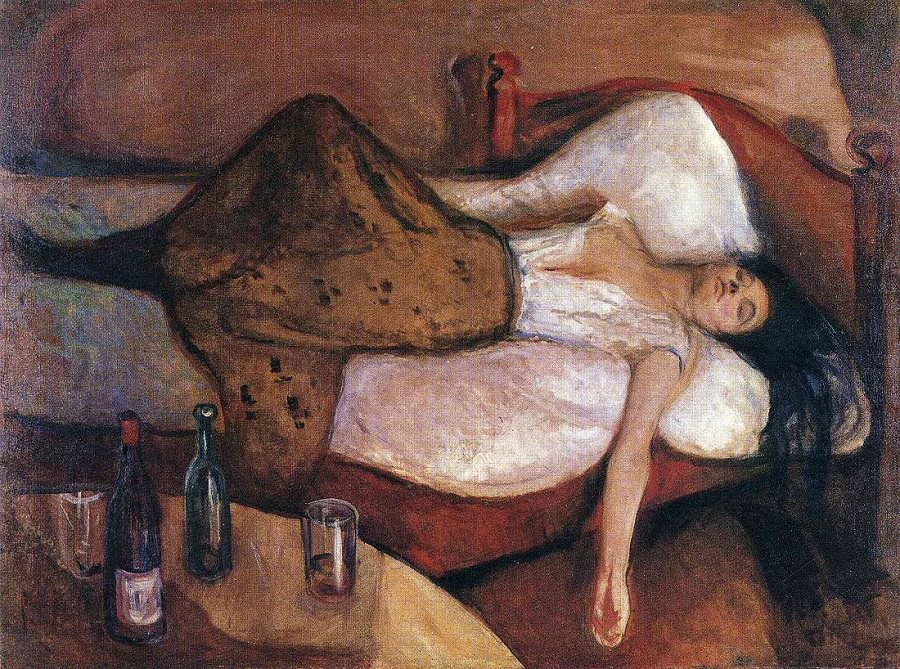
Edvard Munch - El dia después

En diciembre de 1889 murió su padre, dejando a la familia de Munch en la indigencia. Regresó a casa y arregló un gran préstamo de un rico coleccionista noruego cuando los parientes adinerados no lo ayudaron, y asumió la responsabilidad financiera de su familia a partir de ese momento. La muerte de Christian lo deprimió y estaba plagado de pensamientos suicidas: "Vivo con los muertos: mi madre, mi hermana, mi abuelo, mi padre... Suicídate y luego se acabó. ¿Por qué vivir?" Las pinturas de Munch del siguiente año incluyeron escenas de tabernas incompletas y una serie de paisajes urbanos brillantes en los que experimentó con el estilo puntillista de Georges Seurat.
En el año 1890 la influencia del postimpresionismo en sus obras fue muy notoria. Ese mismo año recibe su segunda beca estatal. Un año más tarde comenzó a desarrollar los motivos del Friso de la vida, ciclo pictórico que incluye muchas de sus obras más conocidas que en su conjunto pretenden dar una visión unitaria de la vida, donde se plasman ampliamente las memorias personales de Munch, incluyendo la devastadora pérdida de su madre, Laura Munch, y de su hermana favorita, Sophie. 
En 1892, Munch formuló su estética sintetista característica y original, como se ve en Melancolía (1891), en la que el color es un elemento cargado de símbolos. Considerada por el artista y periodista Christian Krohg como la primera pintura simbolista de un artista noruego, Melancolía fue expuesta en 1891 en la Exposición de Otoño de Oslo.

## El caso Munch
En 1892, Adelsteen Normann, en nombre de la Unión de Artistas de Berlín, invitó a Munch a exponer en su exposición de noviembre, la primera exposición individual de la sociedad. Sin embargo, sus pinturas provocaron una amarga controversia (apodada "El caso Munch") y, después de una semana, la exposición cerró. Munch estaba complacido con la "gran conmoción" y escribió en una carta: "Nunca había pasado un momento tan divertido; es increíble que algo tan inocente como la pintura haya creado tal revuelo".
"Para el joven Munch, que no era particularmente bien recibido aquí en casa, esta invitación de Berlín fue un honor y un estímulo", escribió Jens Thiis, quien después se convirtió en director de la Galería Nacional de Noruega en Oslo. La exposición se anunció como "Cuadros en la línea de Ibsen", que debería durar 14 días, del 5 al 19 de  noviembre. El espacio de exhibición fue el recién renovado Salón de Honor en la rotonda de la planta baja del “Architektenhaus” en la Wilhelmstraße. La Asociación de Arquitectos de Berlín organizaba regularmente exposiciones especiales allí. El edificio de la asociación de arquitectos erigido por Wilhelm Böckmann en 1876-77 fue demolido en 1934.
Munch llevó consigo un total de 55 pinturas a Berlín, "que mostraban su desarrollo artístico desde la década de 1880, un desarrollo que comenzaba con el realismo radical y presentaba después la influencia del impresionismo francés y el posimpresionismo en las pinturas más recientes". Al respecto escribió Reinhold Heller: “Las características de los últimos movimientos artísticos parisinos de vanguardia se pueden ver en estas obras, que en su radicalismo superan fácilmente todo lo producido por los artistas berlineses más progresistas, como Max Liebermann y los otros miembros del recién fundado Grupo de los XI. Obras que la crítica también consideró "tan inusual a nuestros ojos que a primera vista uno difícilmente puede orientarse en este colorido juego de manchas de color violeta y verde." 

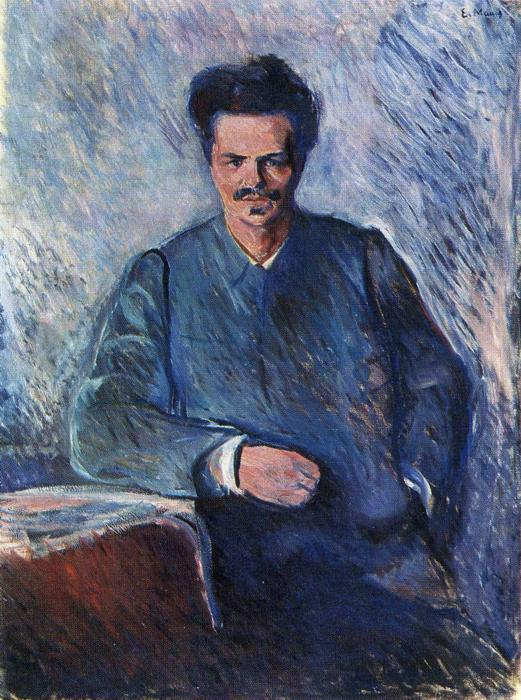
August Strindberg por Edvard Munch

Junto a las pinturas de Munch de su fase impresionista, como la Rue Lafayette, estaban otras como El día después (1895), la vista de una mujer joven después de una noche de copas. Estas obras no provocaron indignación por sus motivos, sino por su estilo de pintura. Al aplicar y raspar repetidamente la pintura, Munch trató de hacer visible la dolencia física y la extinción de una persona.
El título "Cuadros en la línea de Ibsen" sugería nuevas representaciones de paisajes noruegos como montañas y fiordos, con los que pintores como Hans Dahl y Adelsteen Normann tuvieron éxito comercial en ese momento; Pero pronto quedó claro para todos los artistas de Berlín y los visitantes de la exposición que “Munch no era un pintor dócil de estados de ánimo, sino, como lo expresó el Illustrirte Zeitung,"uno de los impresionistas modernos más atrevidos, cuyo arte se burla de todas las tradiciones de los movimientos más antiguos.“  En el Kunstchronik, el suplemento de la Revista de bellas artes, el historiador del arte y publicista Adolf Rosenberg explicó:
“Lo que el noruego había logrado en términos de informe, de brutalidad de la pintura, crudeza y mezquindad de sentimiento eclipsa todos los pecados de los impresionistas franceses y escoceses." 
Poco después de su inauguración, Munch escribió a su familia: "Sí, la exposición ya está abierta, y es un escándalo colosal, porque aquí hay una masa de miserables pintores ancianos que están furiosos por la nueva dirección del arte. - Los periódicos se quejan terriblemente - pero en algunos me han elogiado. – Pero a todos los jóvenes les gustan mucho mis pinturas. Resulta curioso el rechazo provocado por las obras de Munch, que prefiguraban el expresionismo, en la ciudad que pocos años después acogería a los mayores representantes de ese estilo.
Las obras de Munch sorprendieron al ala conservadora de la asociación. El escultor Max Kruse escribió sobre los hechos del 5 de noviembre de 1892: "Habíamos invitado a Edvard Munch a una exposición. Pero no teníamos idea del estallido de indignación, sí de ira, entre los viejos caballeros.”  En el “Freien Bühne”, Walter Selber escribió con intención amargamente irónica: “¡Eso debería ser arte! ¡Oh miseria, miseria! ¡Era diferente de cómo lo pintamos, era nuevo, extraño, repulsivo, feo, malvado! ¡Fuera las pinturas, fuera, fuera! El pintor impresionista Walter Leistikow se escondió detrás del seudónimo. 
Surgió una animada discusión tanto en la prensa alemana como en la Asociación de Artistas de Berlín sobre "si un 'impresionista' que niega la tradición tiene derecho a exponer en el club, o si su obra es un 'insulto a todos esos artistas honestamente esforzados a los que [. . . ] se roba la luz y el espacio, por lo «que uno tendría derecho a cerrar la exposición para no insultar más al público.
Poco después de ver la exposición, los ejecutivos de la asociación regresaron corriendo a la sala de reuniones y "Anton von Werner declaró que la exposición era una burla al arte, llena de obscenidad y mezquindad, y la cerró". Pero no estaba en el poder de Werner cerrar la exposición de Munch inmediatamente después de su inauguración. Hubo resistencia a esto dentro de la asociación, especialmente entre los miembros más jóvenes. “Sin embargo, no tanto, porque la gente estuviera entusiasmada con Munch. Se trataba de la libertad de cada artista para seguir sus propios caminos, incluso los no convencionales. Los estatutos se oponían a la clausura inmediata por lo que se convocó a asamblea general extraordinaria.
En esa asamblea general “tumultuosa”, 23 artistas, entre ellos Hermann Eschke, Wilhelm Streckfuss, Emil Hundrieser y Louis Douzette, exigieron que la rotonda se cerrara de inmediato y “por respeto a los esfuerzos artísticos honestos en el deseo ciertamente justificado de Asociación de Artes de Berlín y de la sospecha de que era indigna" 
Una contramoción presentada por 30 artistas encabezados por Karl Breitbach, Karl Köpping, Otto Brausewetter y August von Heyden exigía que la exposición fuera reemplazada por otra. Werner, que no había votado como presidente de la reunión, pudo prevalecer en la votación. Con 120 votos contra 105, se aceptó la moción del grupo en torno a Hermann Eschke y se decidió clausurar la exposición. Así las obras de Munch se retiraron a los pocos días. 

## Época de Berlín
Aunque estuvo desde 1892 viviendo en Alemania varios años, sobre todo en Berlín, hizo frecuentes viajes a Noruega y París, donde realizó numerosas exposiciones como la de Berlín.
En 1893 entabla relaciones con la tertulia del «Cochinillo negro»(Zum schwarzen Ferkel), lugar frecuentado por los artistas de la época. Ese mismo año pinta El grito, una de sus más importantes obras. En Berlín, Munch se involucró en un círculo internacional de escritores, artistas y críticos, incluido el dramaturgo sueco y destacado intelectual August Strindberg, a quien pintó en 1892. También conoció al escritor y pintor danés Holger Drachmann, a quien pintó en 1898. Drachmann era 17 años mayor que Munch y uno de sus compañeros de bebida en la taberna del Cochinillo Negro (Zum schwarzen Ferkel) en el periodo 1893-1894. En 1894, Drachmann escribió sobre Munch: "Lucha mucho. Buena suerte con tus luchas, noruego solitario".
Durante sus cuatro años en Berlín, Munch esbozó la mayoría de las ideas que conformarían su principal obra, El friso de la vida, primero diseñada para la ilustración de libros pero luego expresada en pinturas. Vendió poco, pero obtuvo algunos ingresos cobrando entradas para ver sus controvertidas pinturas. Munch ya estaba mostrando renuencia a desprenderse de sus pinturas, a las que llamaba sus "hijos".
Sus otras pinturas, incluidas las escenas de casino, muestran una simplificación de formas y detalles que marcaron su estilo maduro temprano. Munch también comenzó a preferir un espacio pictórico poco profundo y un fondo mínimo para sus figuras frontales. Dado que las poses se elegían para producir las imágenes más convincentes de estados mentales y condiciones psicológicas, como en Cenizas, las figuras tienen una calidad monumental y estática. Las figuras de Munch parecen representar papeles en el escenario de un teatro (Muerte en la habitación del enfermo), cuya pantomima de posturas fijas significa diversas emociones; dado que cada personaje encarna una sola dimensión psicológica, como en El Grito, los hombres y mujeres de Munch comenzaron a parecer más simbólicos que realistas. Escribió: "Ya no deberían pintarse los interiores, la gente leyendo y las mujeres tejiendo: habría que pintar gente viva, respirando y sintiendo, sufriendo y amando".
Entre 1894 y 1897 crea sus primeros aguafuertes mientras continúa realizando exposiciones en Estocolmo, Berlín y Oslo, una de sus exposiciones con más éxito. Con el estudio de Toulouse-Lautrec, Bonnard y Vuillard creó una serie de bocetos mediante una técnica que puede considerarse un invento común de ambos, como eran los bocetos de óleo sobre papel o bien sobre tableros unidos con cola en los que no se trabajaba el fondo.

## El grito

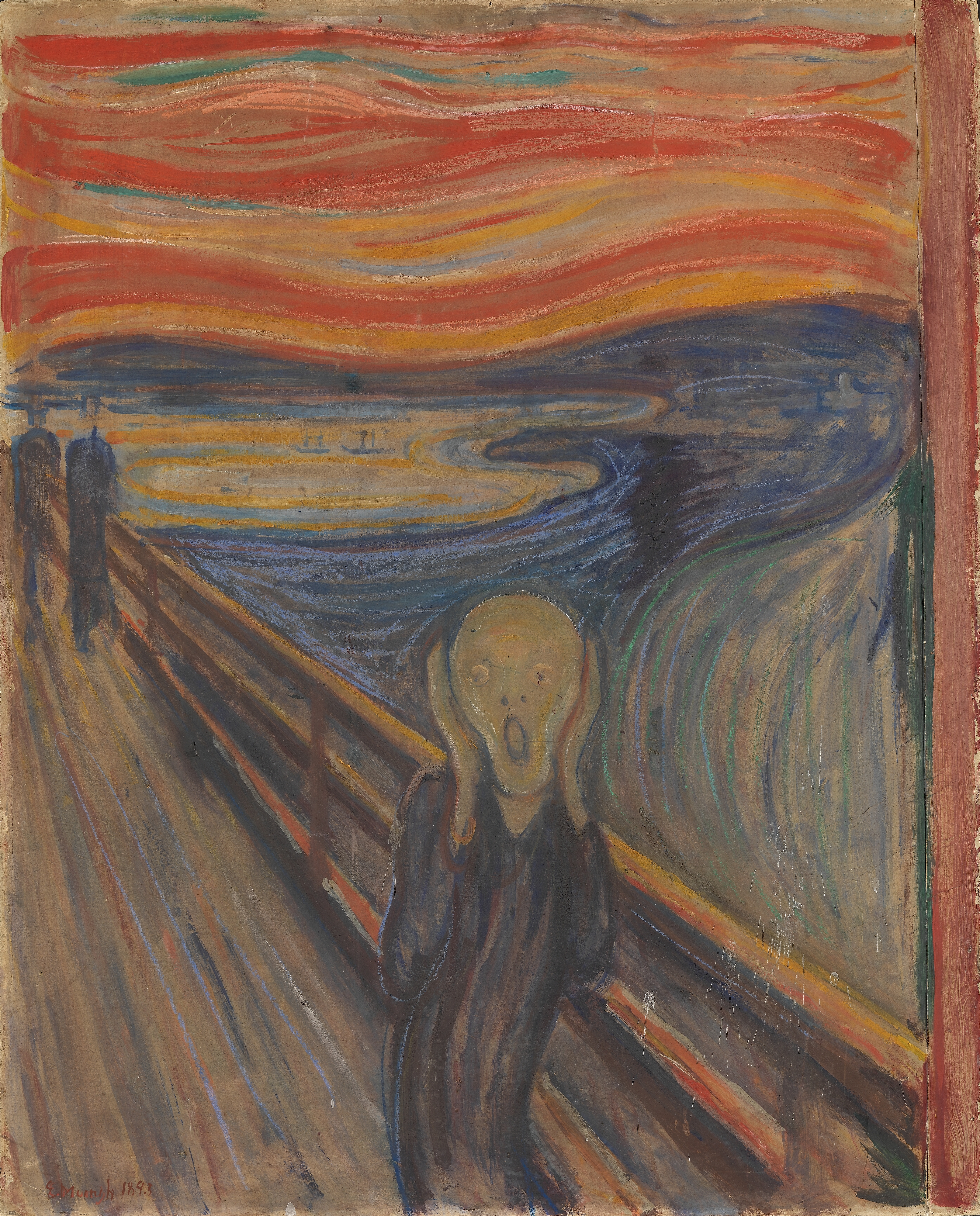
El grito (1893), óleo, temple y pastel sobre cartón,, Galería Nacional de Oslo.

El grito existe en cuatro versiones: dos pasteles (1893 y 1895) y dos pinturas (1893 y 1910). También hay varias litografías de El grito (1895 y posteriores).
El pastel de 1895 se vendió en una subasta el 2 de mayo de 2012 por 119.922.500 USD, incluida la comisión de venta. Es la más colorida de las versiones y se distingue por la postura mirando hacia abajo de una de sus figuras de fondo. También es la única versión que no está en manos de un museo noruego.
La versión de 1893 fue robada de la Galería Nacional de Oslo en 1994 y luego recuperada. La pintura de 1910 fue robada en 2004 del Museo Munch de Oslo, pero se recuperó en 2006 con daños limitados.
El grito es la obra más famosa de Munch y una de las pinturas más reconocibles de toda la historia del arte. Se ha interpretado ampliamente que representa la ansiedad universal del hombre moderno. Pintada con amplias franjas de color chillón y formas muy simplificadas, y empleando un punto de vista alto, reduce la figura agonizante a un cráneo ataviado en medio de una crisis emocional.
Con esta pintura, Munch cumplió su objetivo declarado "del estudio del alma, es decir, el estudio de mí mismo". Más tarde describió la angustia personal detrás de la pintura: "durante varios años estuve casi loco… ¿Conoces mi cuadro, 'El Grito?' Estaba tensionado hasta el límite: la naturaleza gritaba en mi sangre... Después de eso, perdí la esperanza de poder volver a amar".

En 2003, al comparar la pintura con otras grandes obras, la historiadora del arte Martha Tedeschi escribió:
"La madre de Whistler, el Gótico americano de Wood, la Mona Lisa de Leonardo da Vinci y El grito de Edvard Munch han logrado algo que la mayoría de las pinturas, independientemente de su importancia histórica artística, belleza o valor monetario, no han logrado: comunican un significado específico casi de inmediato a cada espectador. Estas pocas obras han hecho con éxito la transición del ámbito de la élite visitante de museos al enorme lugar de la cultura popular."

## ElFriso de la vida: un poema sobre la vida, el amor y la muerte
De aquí no hay más que un pequeño paso hacia el estilo completamente nuevo que Munch desarrollaría en el Friso de la vida, en que destacarían cuadros como Pubertad, que refleja por primera vez una asociación entre miedo y sexualidad; Melancolía, serie sobre la plenitud y el fin del amor, al igual que Celos. Munch termina con estos ciclos del Friso de la vida en el año 1900 y empieza a exponerlos en 1902 y en 1905 en Praga, intentando plasmar un terreno más tradicional. Retratos, paisajes y pinturas de estudio le preocupan cada vez más.
El friso de la vida es una compilación de obras clave del pintor noruego Edvard Munch, en su mayoría pintadas en la década de 1890. Munch describió el friso como una "poesía sobre la vida, el amor y la muerte", con la que también nombró los temas centrales de su obra. El friso de la vida no incluye un número de obras claramente definido. Munch pintó muchos motivos varias veces y las imágenes resultantes no se pueden combinar en un ciclo uniforme en términos de tamaño, forma y motivo. Más bien, el término, que no se estableció hasta 1918, es un título para varias combinaciones de imágenes que hizo Munch a partir de 1893. Con el tiempo, los motivos se expandieron desde el tema original del amor a todos los aspectos de la vida humana.

### Estudio para una serie "Amor"
En un texto de 1918, en el que acuñó por primera vez el término Lebensfrieze para la compilación de sus obras centrales, Munch afirmó que las primeras notas sobre la idea de tal ciclo pictórico se remontan a la década de 1880. Primero expuso su friso en 1892 en Kristiania, ahora Oslo. Sin embargo, estas declaraciones no pueden probarse. La primera compilación comprobada de seis pinturas bajo el título de Estudio para una serie "Amor" tuvo lugar en diciembre de 1893 en Berlín en un espacio de exposición alquilado en Unter den Linden. Eran La Voz, El Beso, Vampiro, Madonna, Melancolía y El Grito. Según Hans Dieter Huber, el orden de las imágenes cuenta una historia de amor, desde la atracción de los sexos en una noche de verano, un beso y el robo de los poderes del hombre, hasta el resplandor de la mujer en plena floración y el hundimiento del hombre en basta la melancolía hasta el miedo final de la vida.

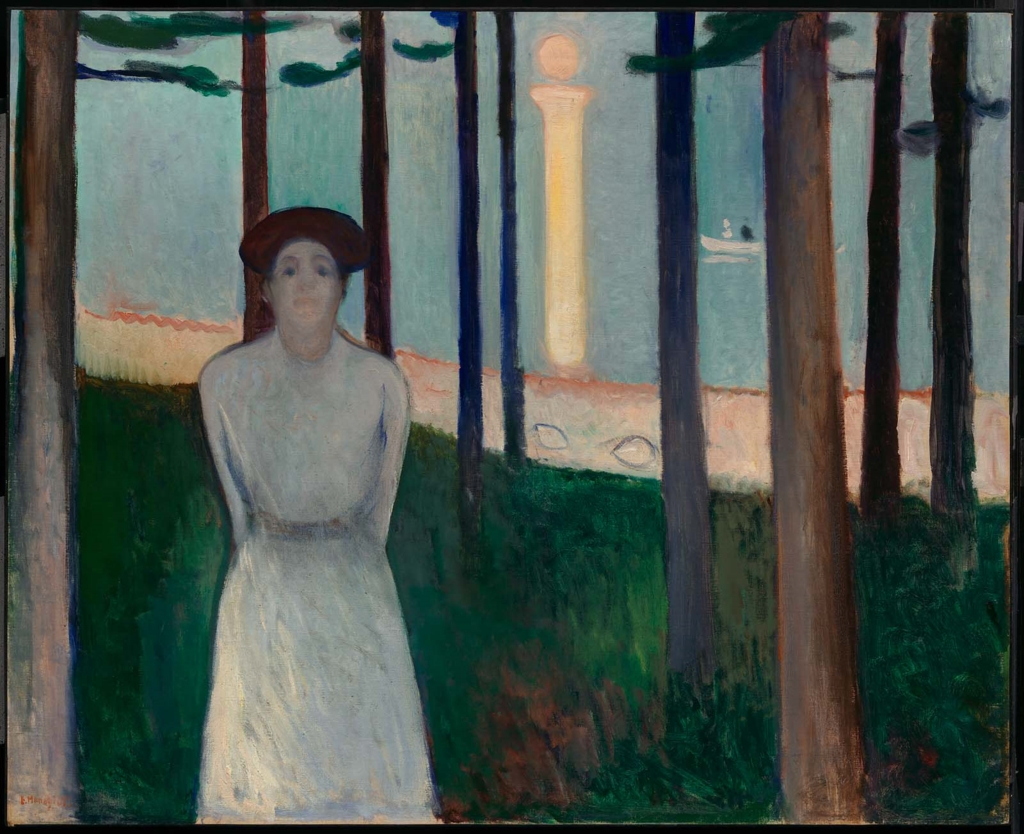
La voz (1893), Museo de Bellas Artes de Boston.
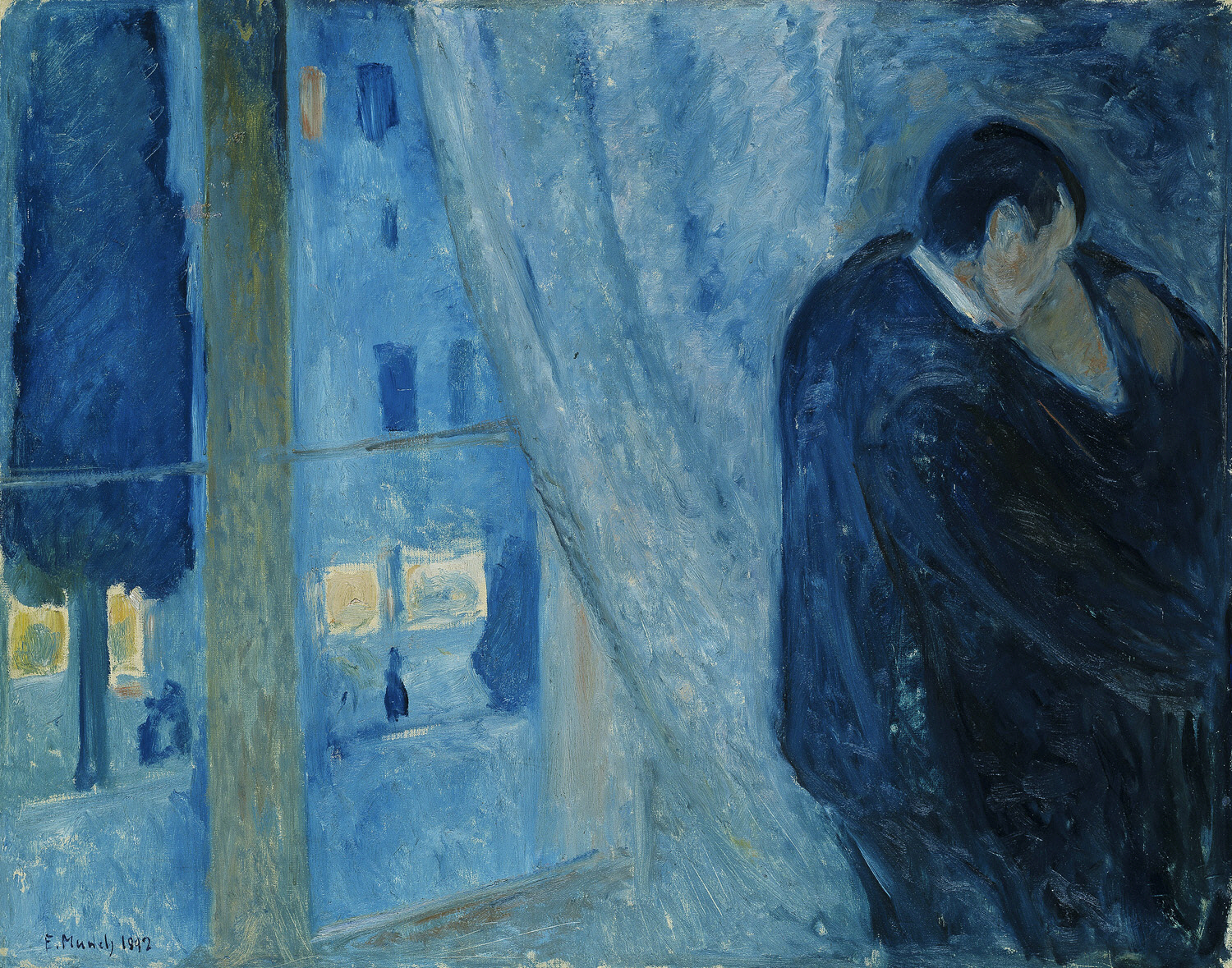
El beso (1892), Galería Nacional de Noruega, Oslo.
Vampiro (1893), Kunstmuseum, Gotemburgo.
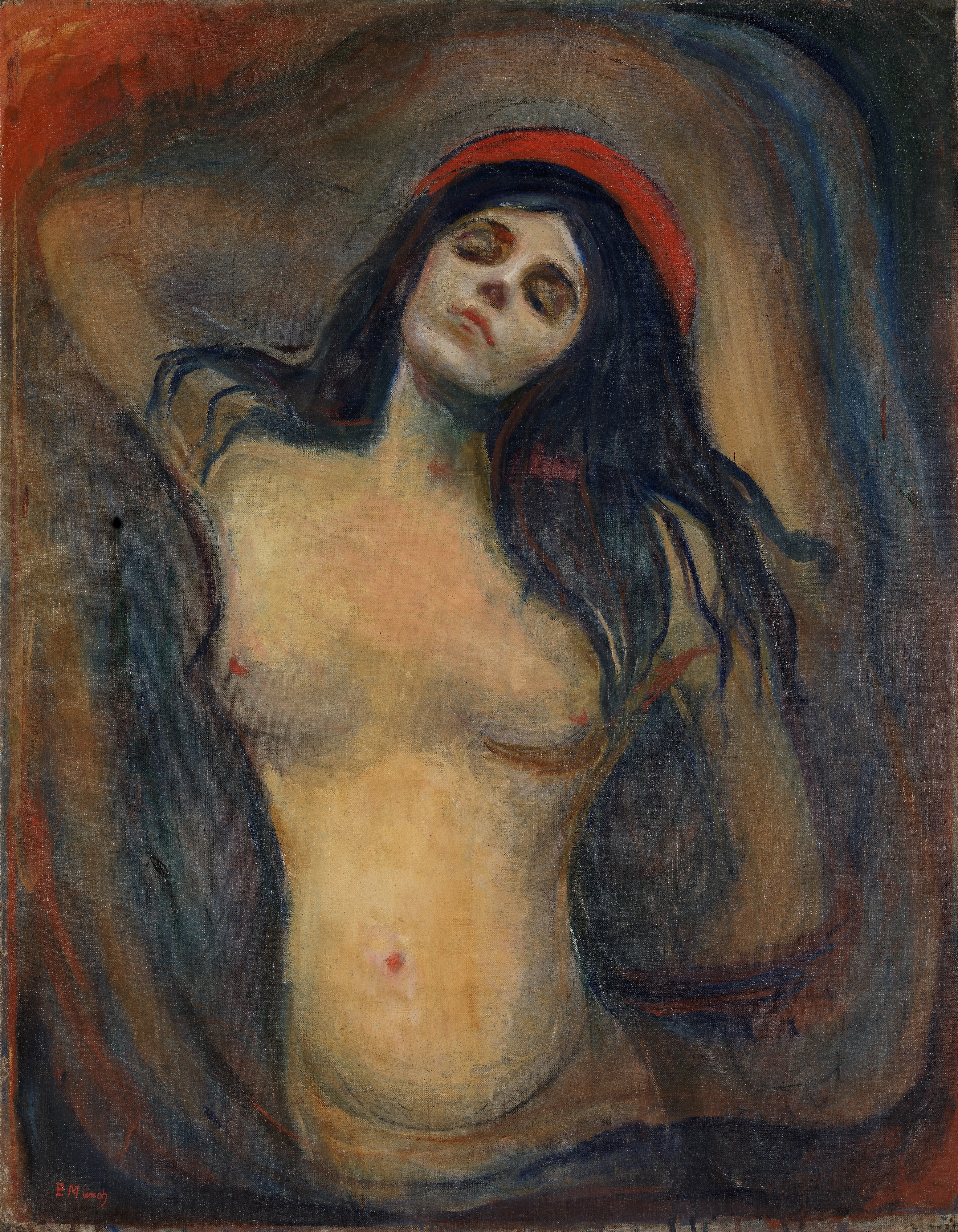
Madonna (1894–95), Norwegische Nationalgalerie, Oslo.
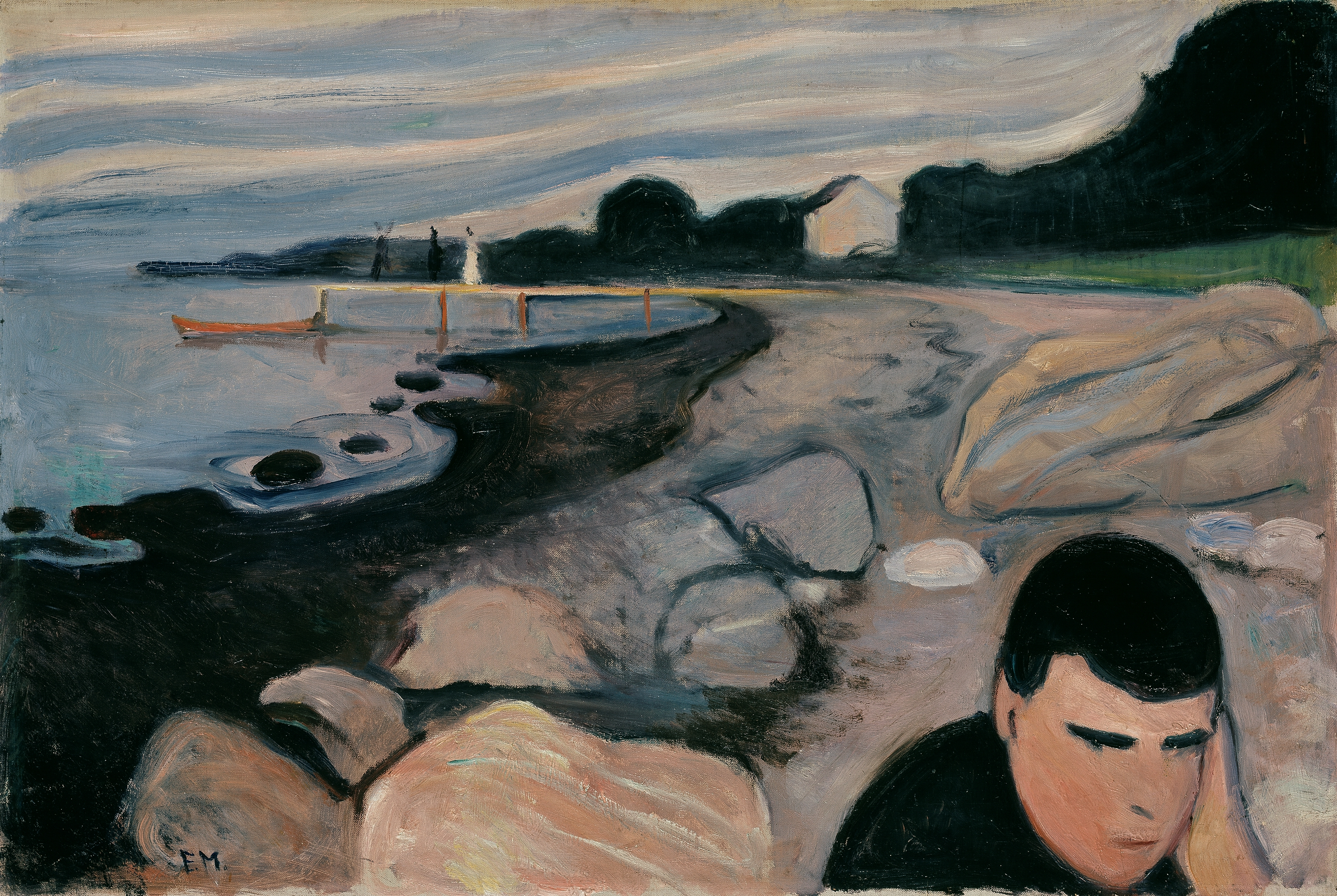
Melancolía (1892), Norwegische Nationalgalerie, Oslo.
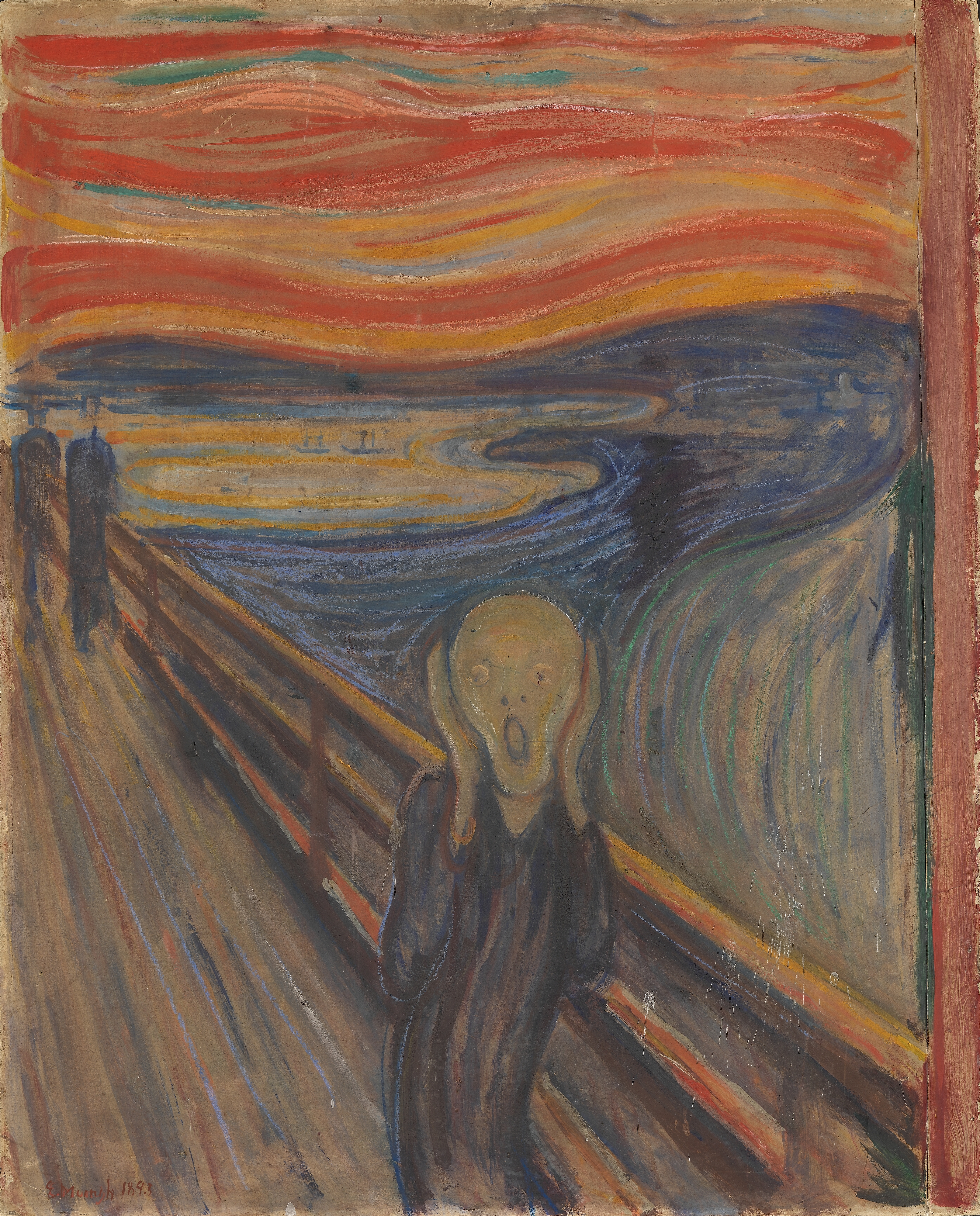
El grito (1893), temple y pastel sobre cartulina, Norwegische Nationalgalerie, Oslo.

### Estudios sobre un estado de ánimo "Amor"
En octubre de 1894, la mayor exposición individual de Edvard Munch hasta la fecha tuvo lugar en la Sociedad de Arte de Estocolmo. Presentó sus obras en un total de cinco secciones, la última de las cuales se tituló Estudios sobre un estado de ánimo Serie "Amor" . En él exhibió 14 pinturas y una viñeta basada en el motivo de la melancolía, que Munch había diseñado para la colección de poemas Alruner de su amigo Emanuel Goldstein. Deja que la historia de amor comience en la naturaleza y todavía termina con el Grito. Algunos motivos se duplican y, por lo tanto, varían para el espectador, lo que rompe con la linealidad de la narrativa pictórica. Las novedades de la serie son La mujer en tres etapas, Cenizas, Metabolismo, Manos, Noche estrellada, La niña y la muerte, Ojo a ojo y Ansiedad.

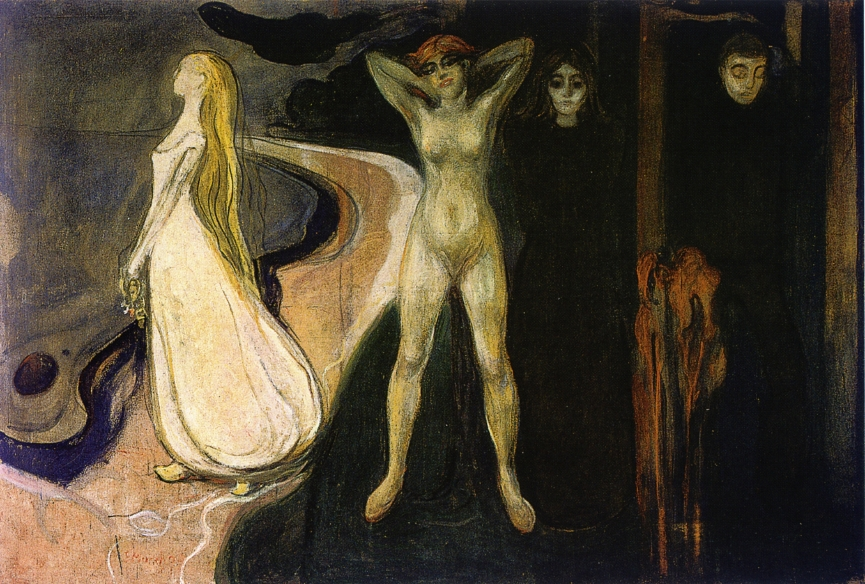
La mujer en tres etapas (1894), Kunstmuseum Bergen.
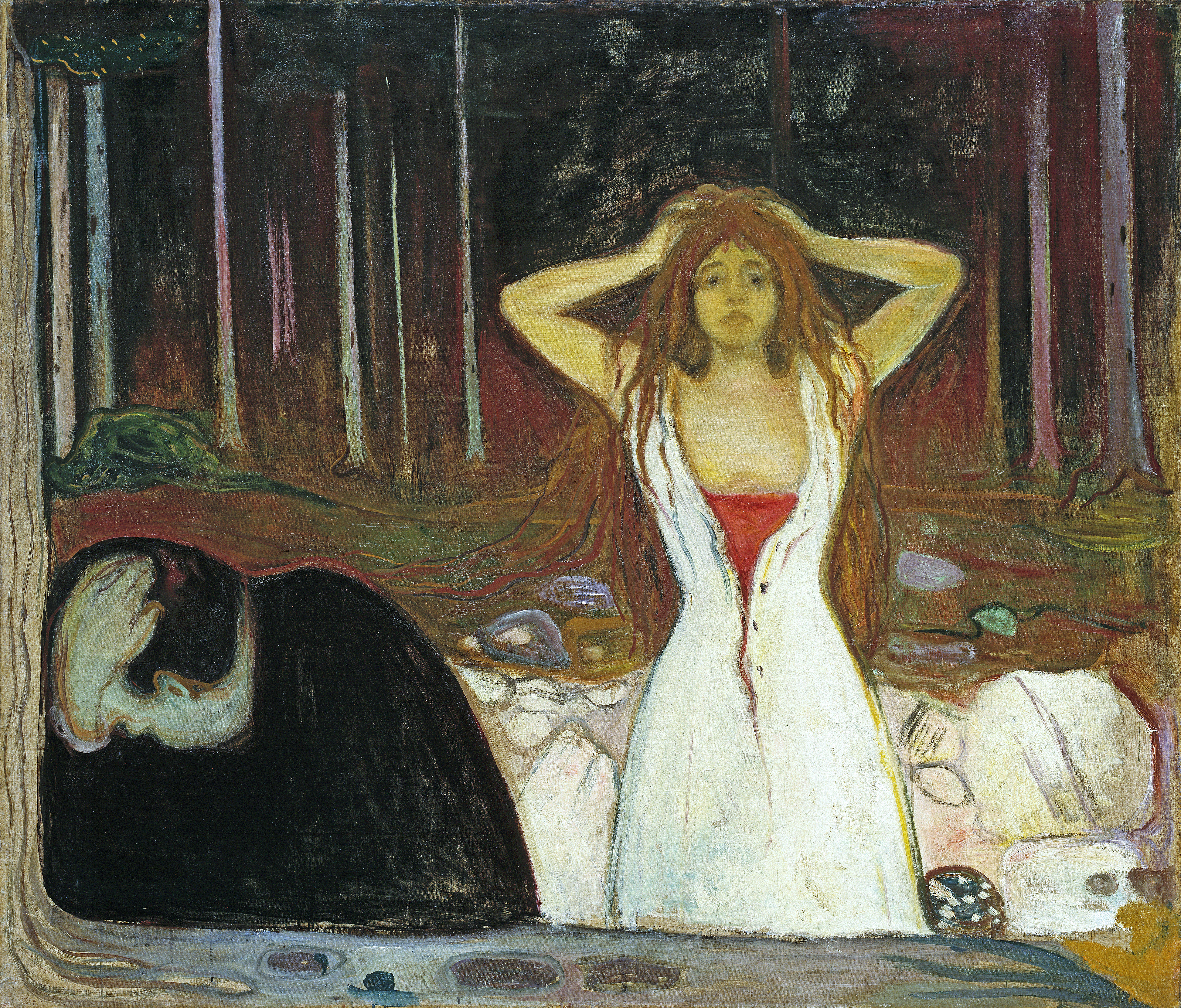
Cenizas (1895), Galería Nacional de Noruega, Oslo.
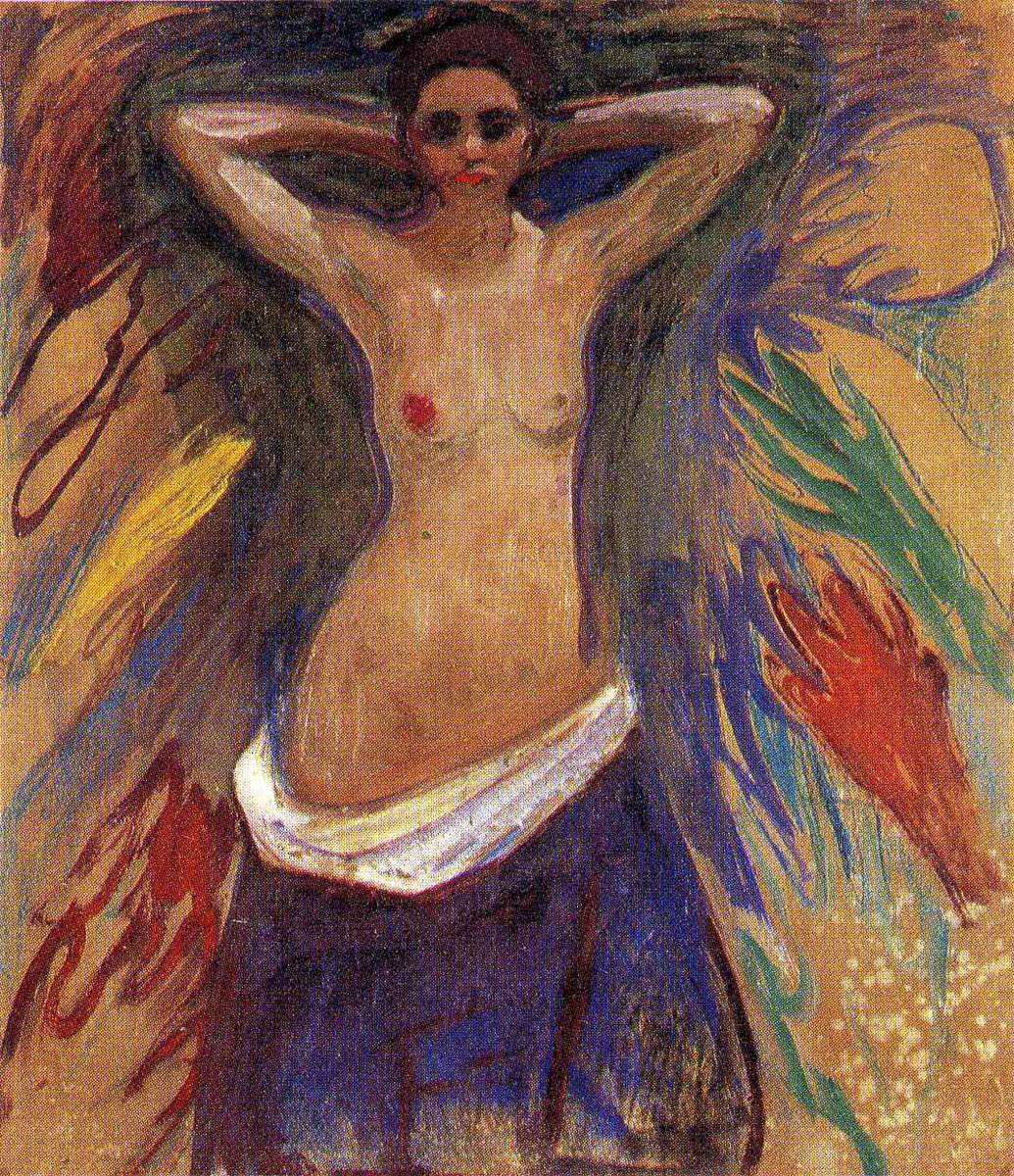
Manos (1893), Museo Munch de Oslo
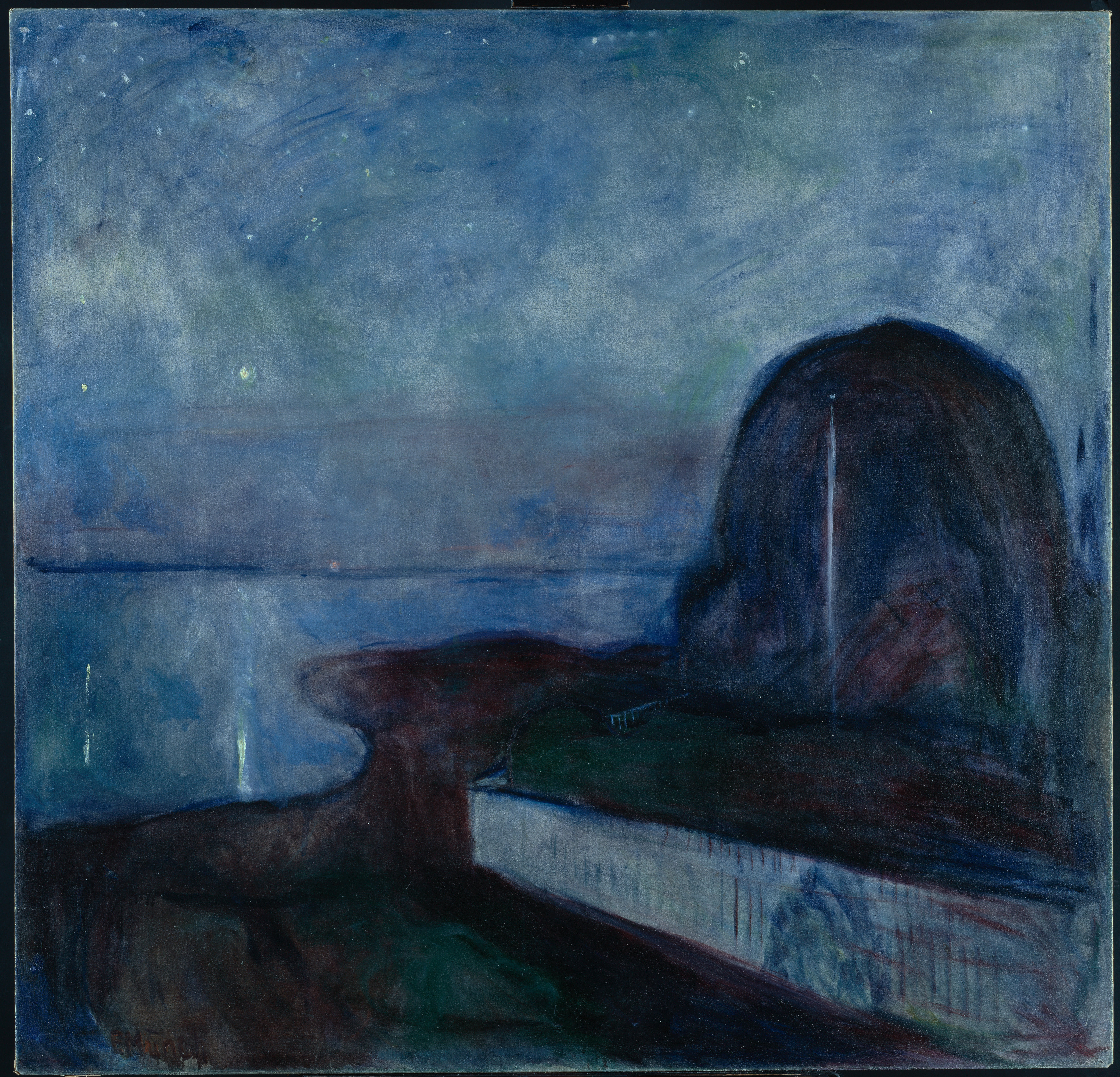
Noche estrellada (1893), Museo J. Paul Getty, Los Ángeles.
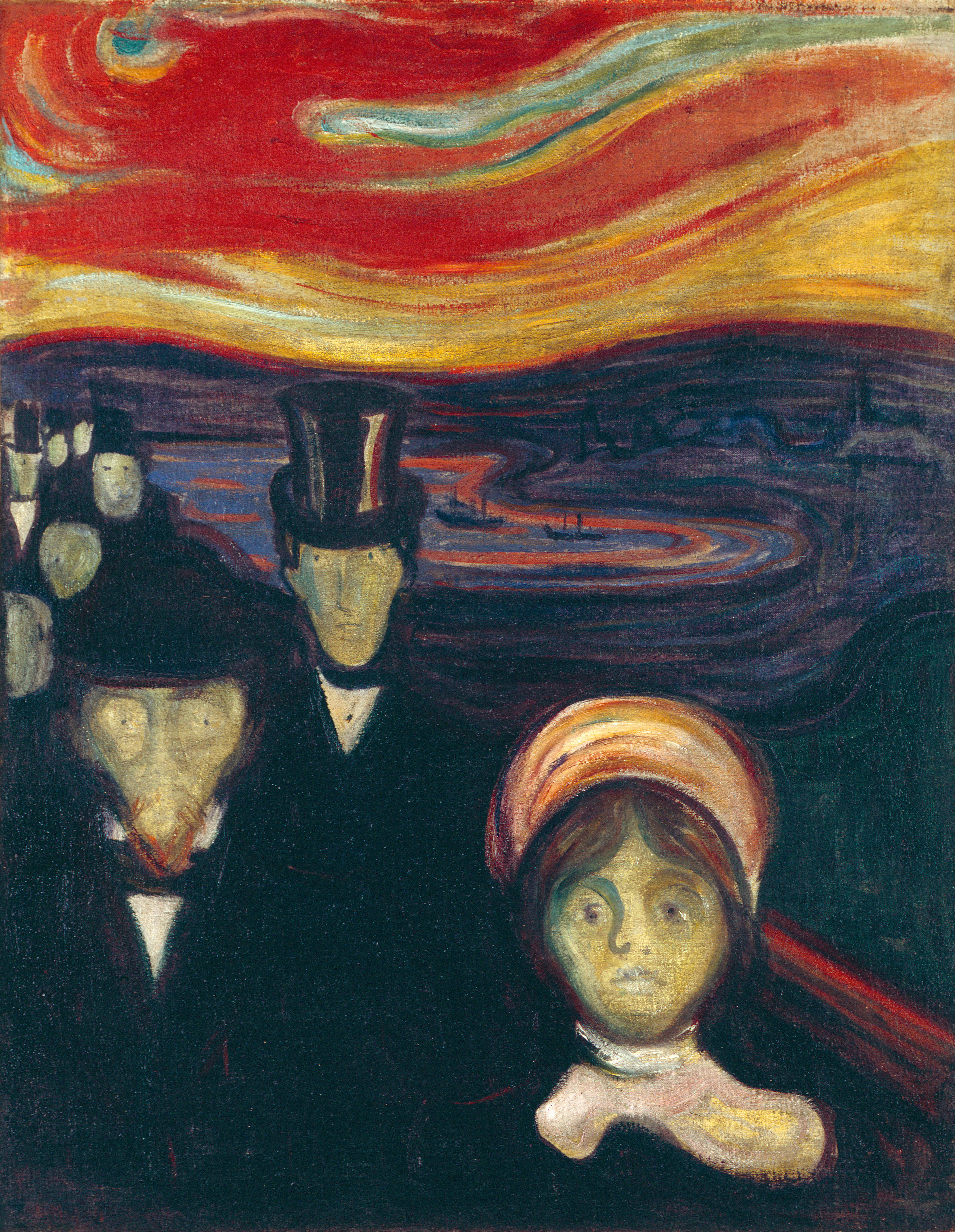
Ansiedad (1894), Museo Munch de Oslo.
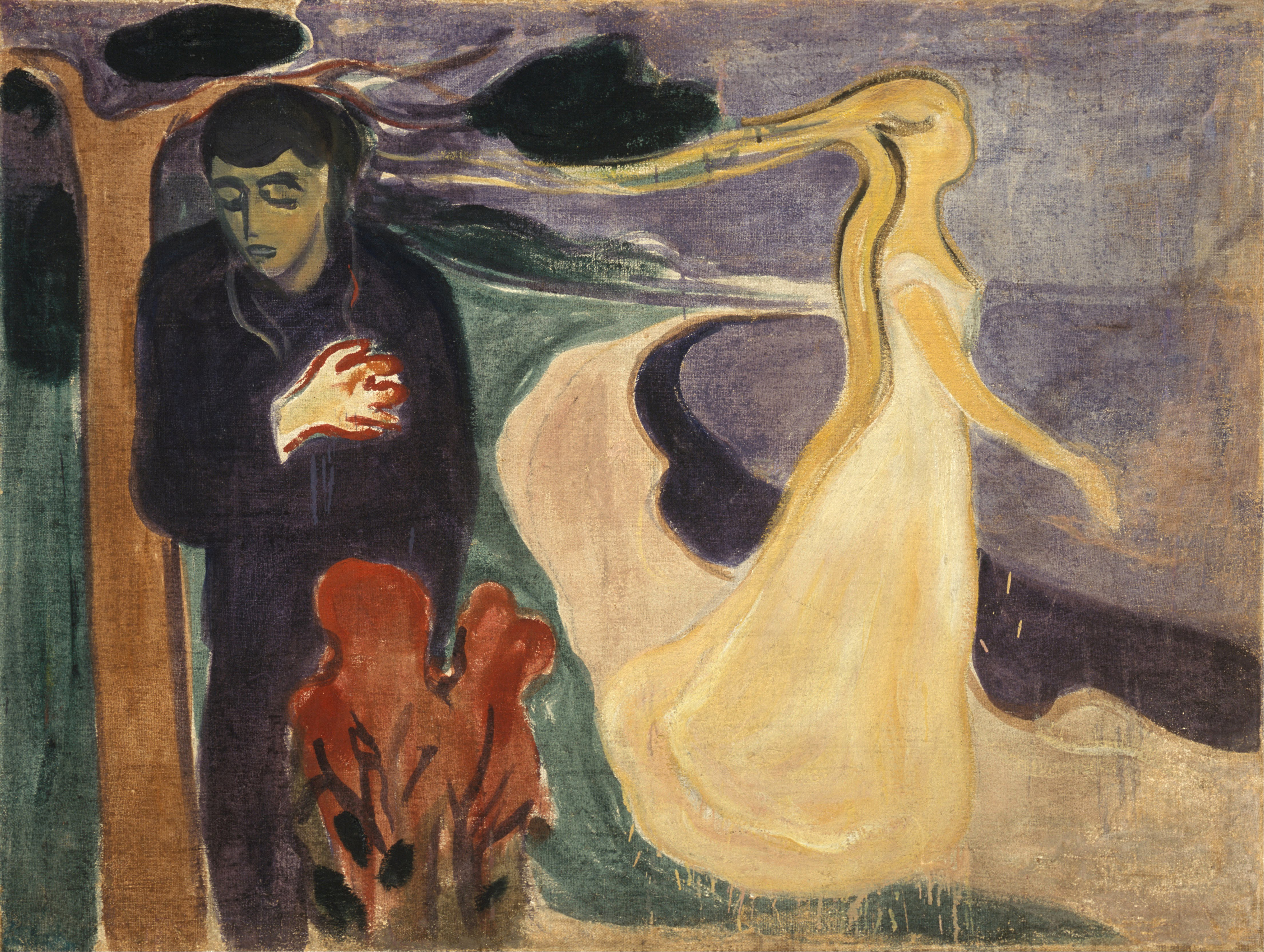
Desapego (1896), Museo Munch de Oslo.

En marzo de 1895, en otra exposición en Berlín, el ciclo existe bajo el título Serie: Amor (1-14) hay 14 pinturas. El orden ahora es: Misticismo de playa, Voz, Beso, Vampiro, dos versiones de Madonna, La mujer en tres etapas, Desprendimiento, Manos, dos versiones de Melancolía seguidas de Desesperación y Llorar.

### Representación de una serie de imágenes de la vida.
La palabra "friso" en lugar de "serie" fue utilizada por Munch por primera vez en 1902 en la quinta exposición de la Secesión de Berlín, donde se tituló Friso (en la sala de esculturas). representación de una serie de cuadros de la vida, toda una sala se pone a disposición de sus cuadros. En correspondencia con las cuatro paredes de la sala, Munch dividió un total de 22 obras en cuatro secciones:
1. Germinación del amor: Noche estrellada, Rojo y blanco, Ojo a ojo, Baile en la playa, El beso, Madonna.
2. Florecimiento y muerte del amor: Cenizas, Vampiro, La danza de la vida, Celos, La mujer en tres etapas, Melancolía.
3. Miedo a la vida: Miedo, Tarde en la puerta de Karl Johan, Vino tinto salvaje, Gólgota, El grito
4. Muerte: En el lecho de muerte, Muerte en la habitación del enfermo, Olor a cadáver, Metabolismo, El niño y la muerte.

Según Hans Dieter Huber, la secuencia aún sugiere una secuencia narrativa lineal que va desde el primer encuentro del hombre y la mujer, el florecimiento y desvanecimiento de su amor hasta el miedo, la desesperación, la enfermedad y la muerte. Solo con el motivo bíblico hombre y mujer/metabolismo Munch comenzó a describir la vida como un ciclo. La exposición de 1902 fue la última presentación conjunta importante del friso durante la vida de Munch antes de que la colección se dispersara y liquidara a través de las ventas.

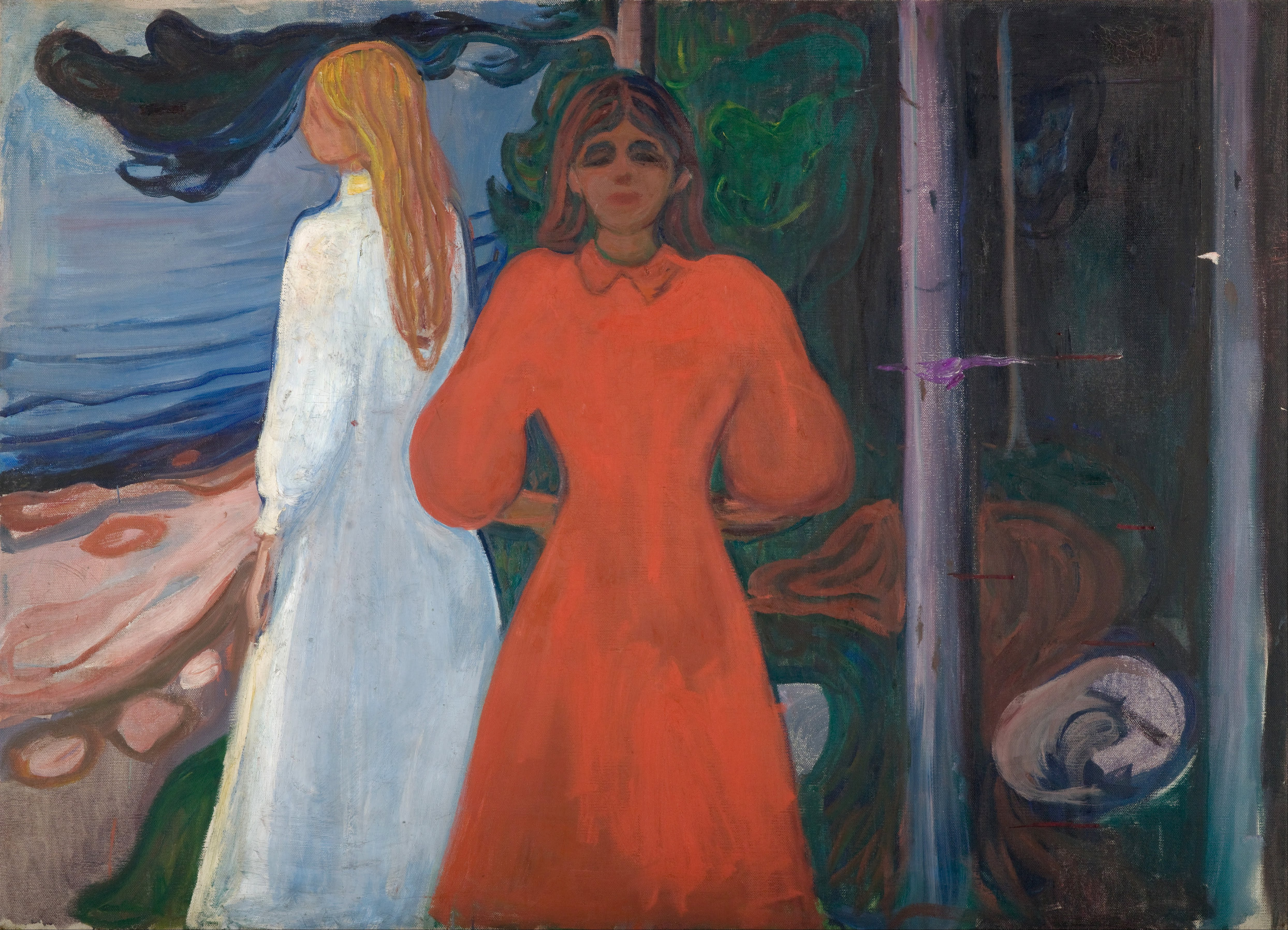
Rojo y blanco (1899–1900), Munch-Museum Oslo.
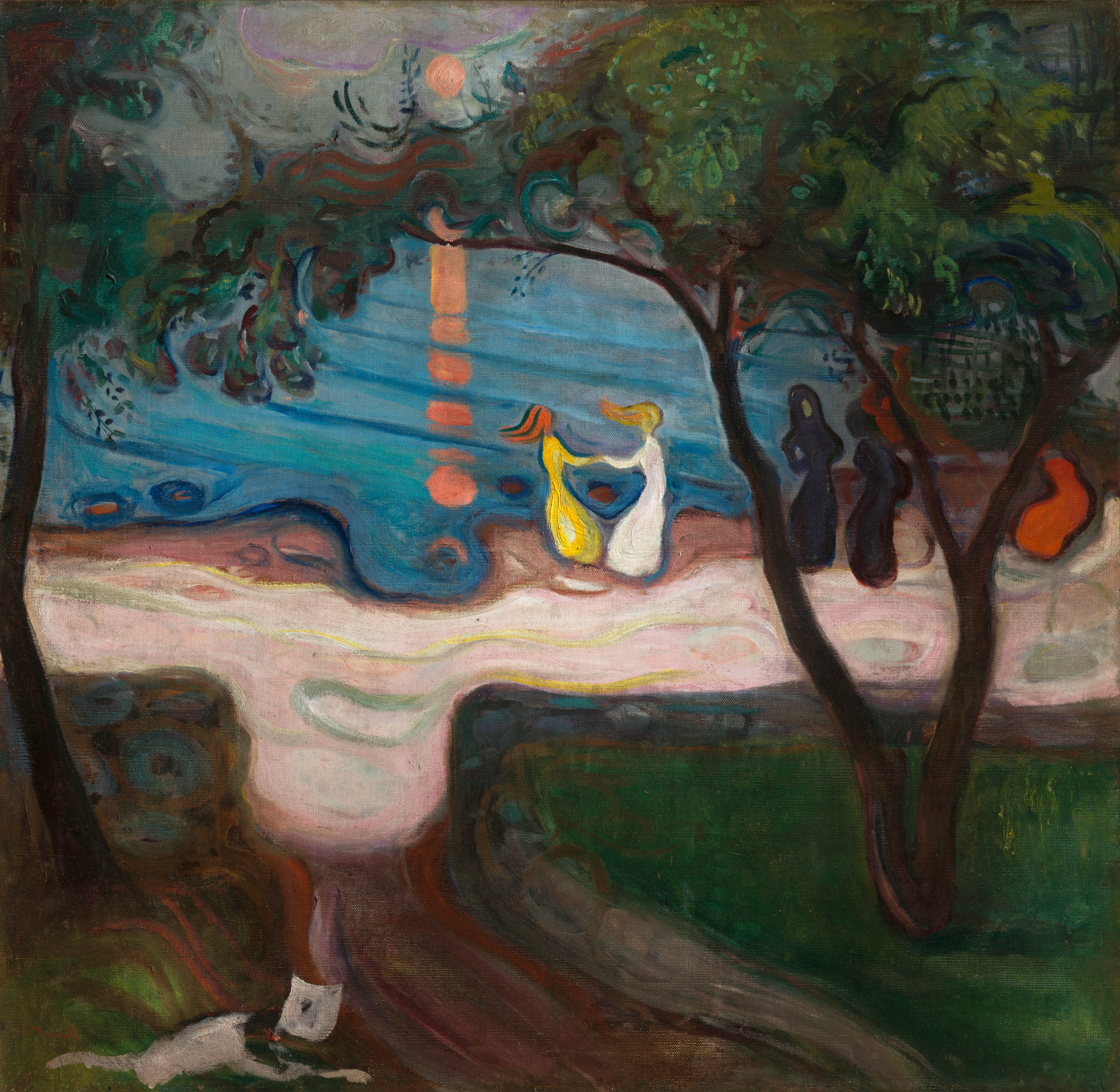
Baile en la playa (1899–1900), Nationalgalerie Prag.
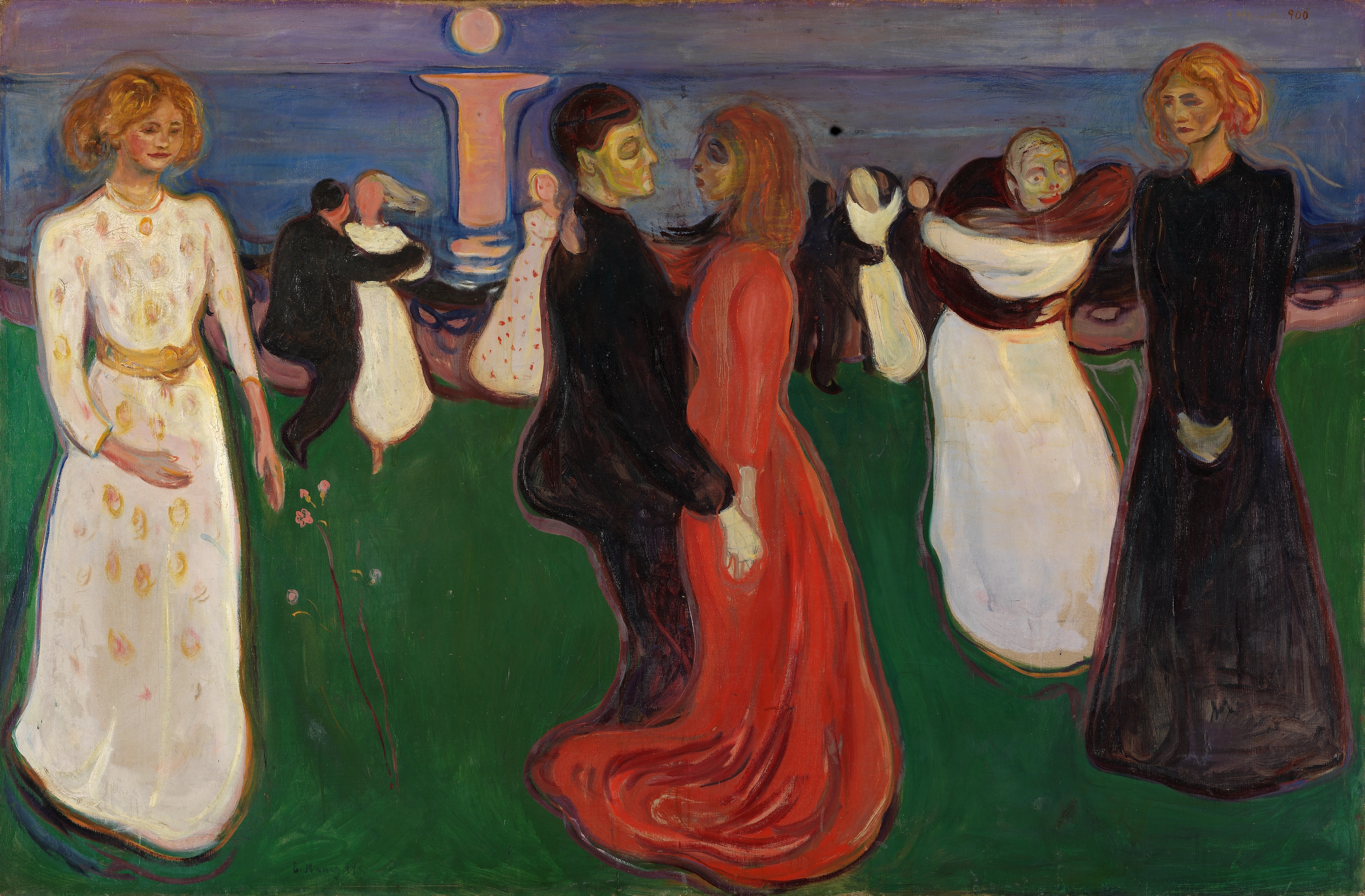
La danza de la vida (1899–1900), Norwegische Nationalgalerie, Oslo.
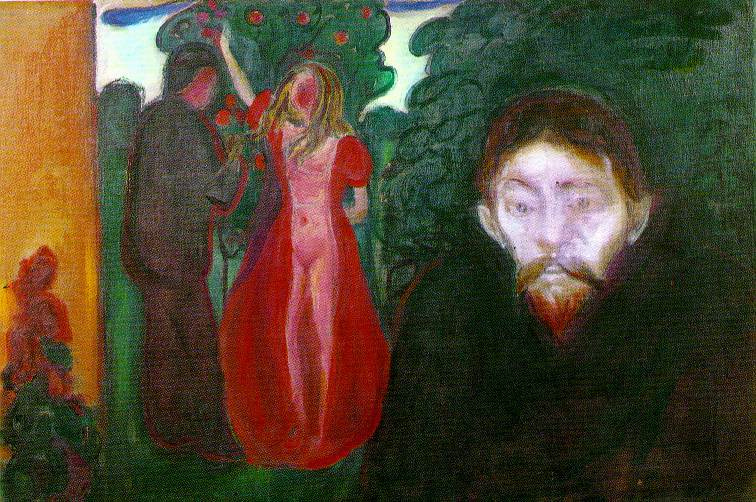
Celos (1895), Kunstmuseum Bergen.
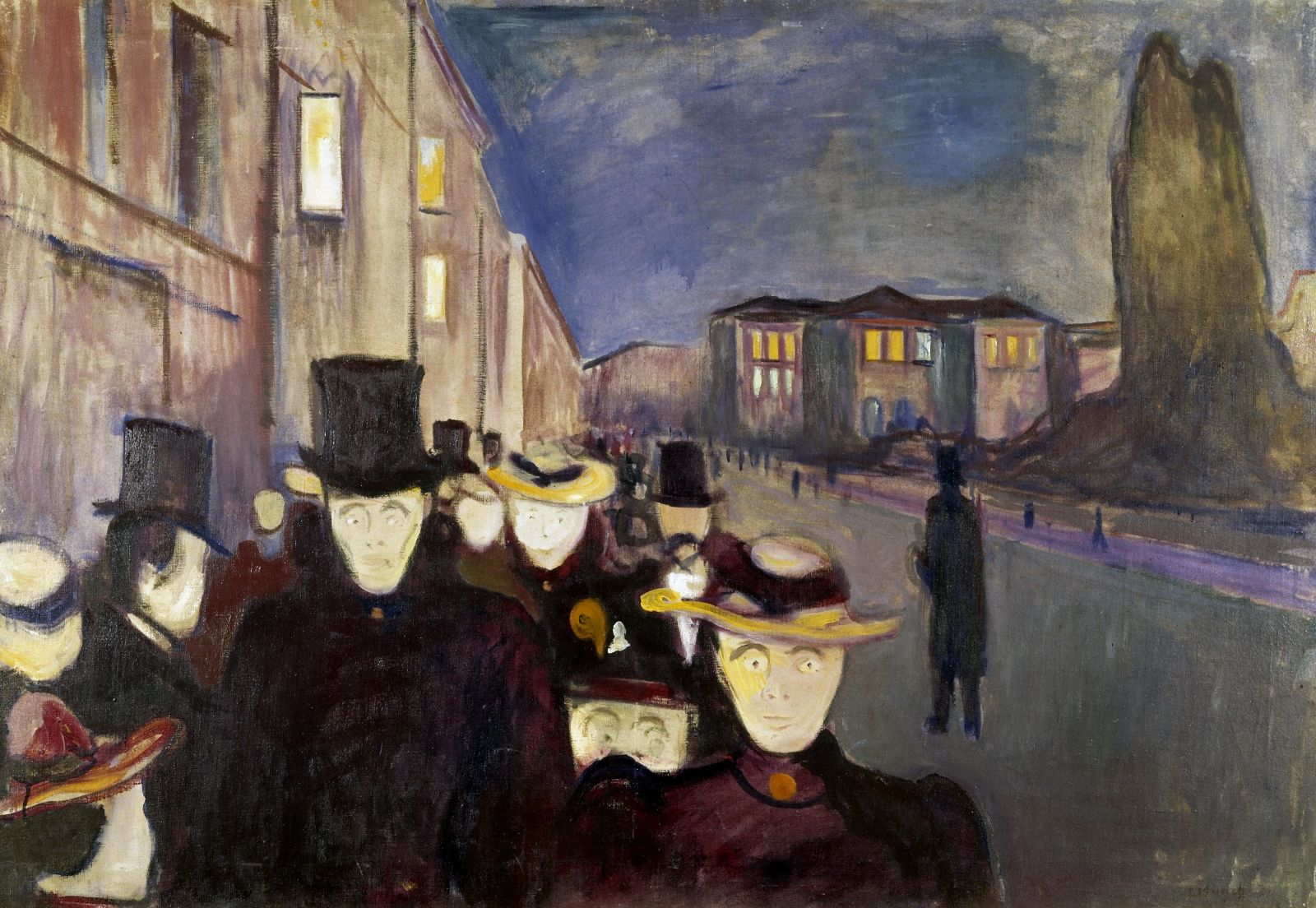
Tarde en Karl Johan (1892), Kunstmuseum Bergen
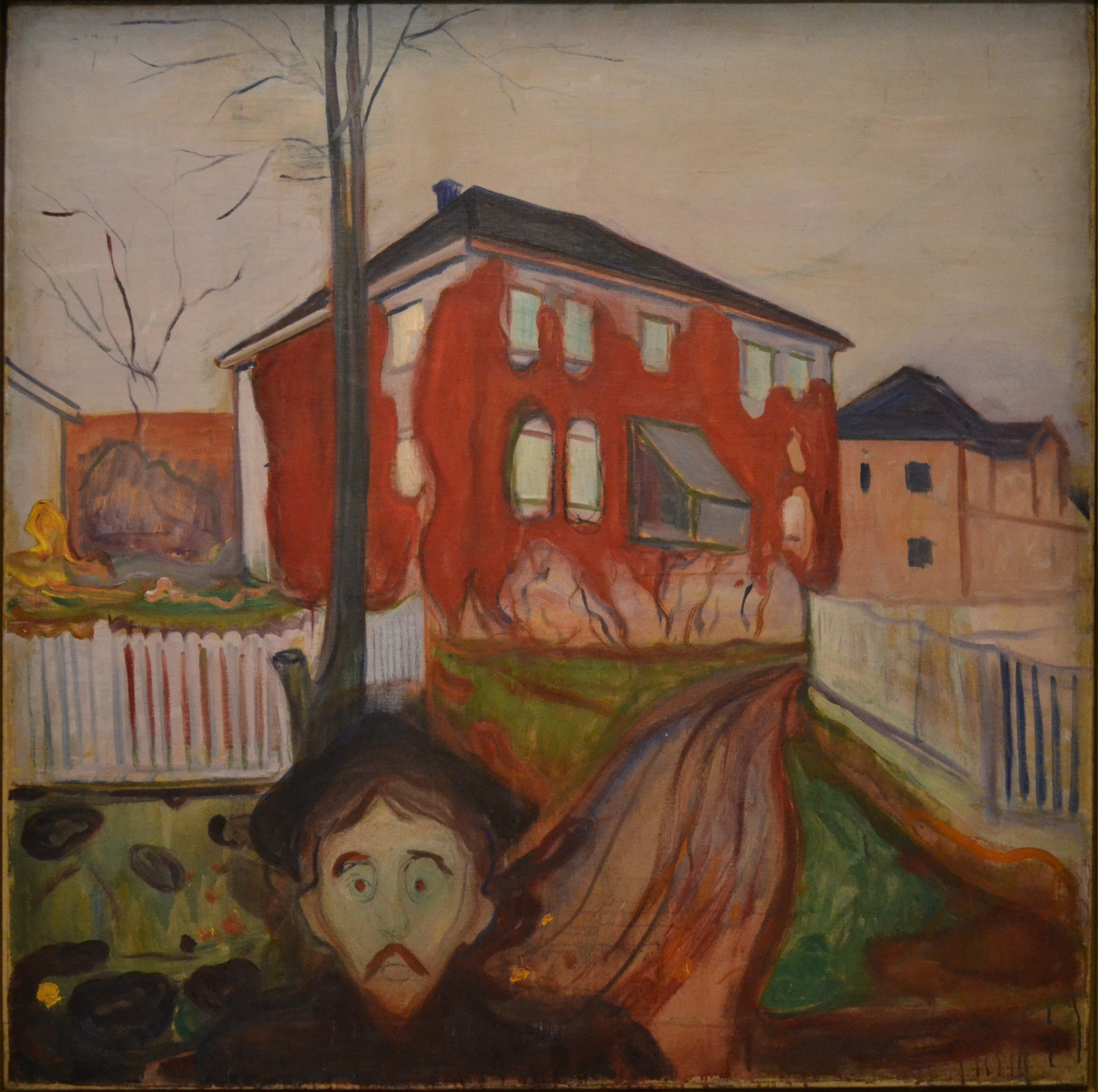
Vino tinto salvaje (1898–1900), Munch-Museum Oslo.
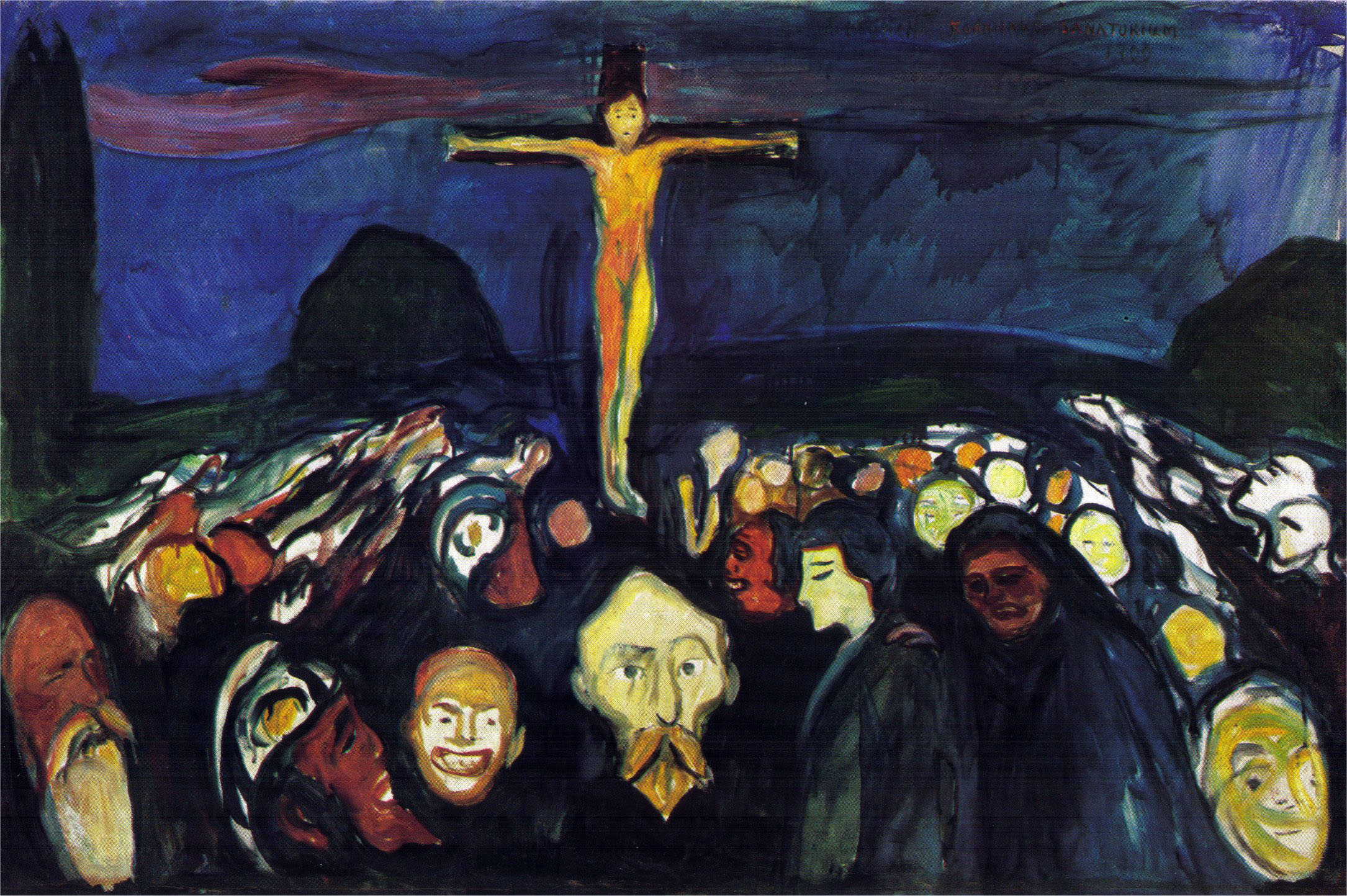
Gólgota (1900), Munch-Museum Oslo
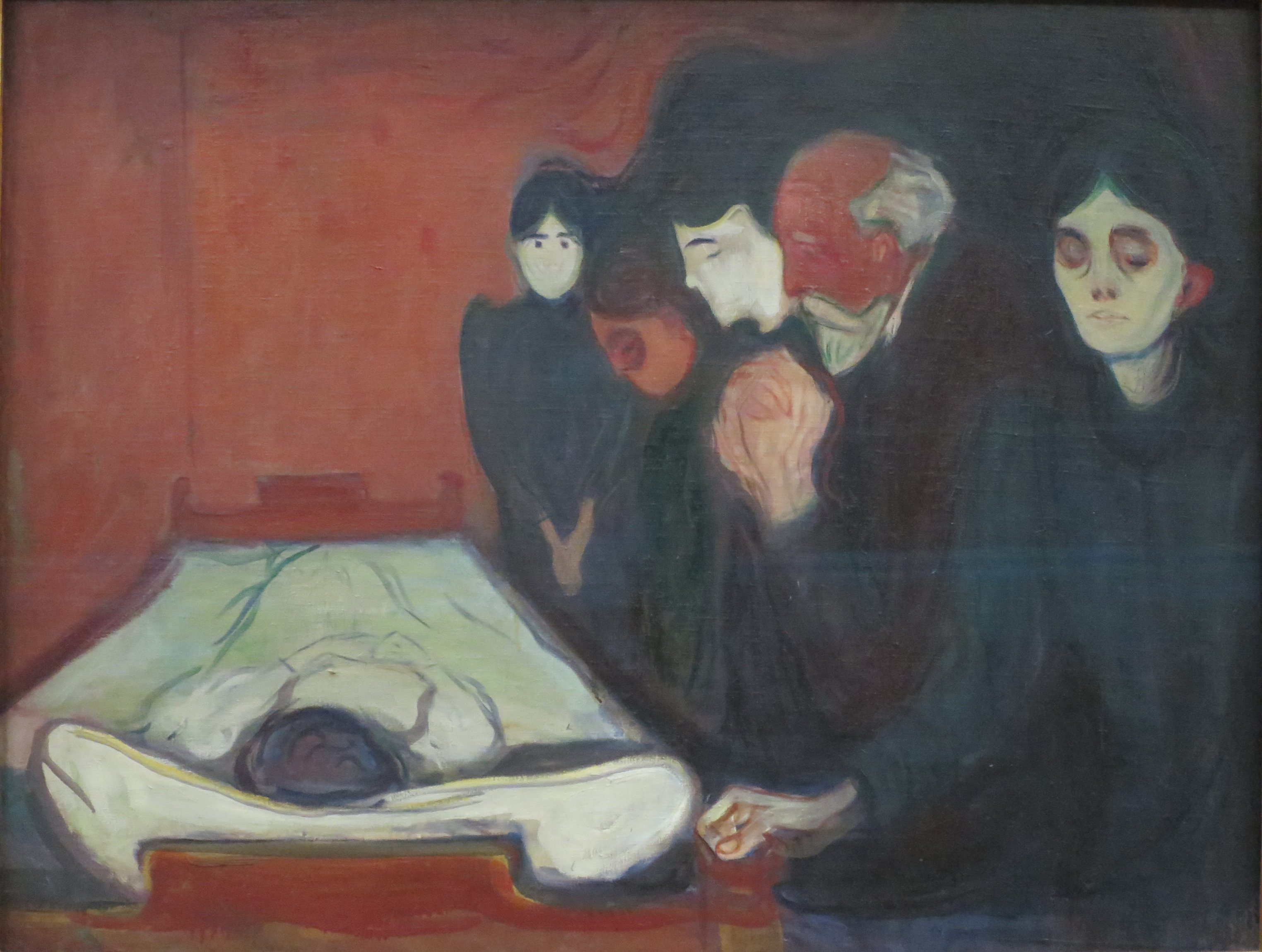
En el lecho de muerte (1895), Kunstmuseum Bergen.
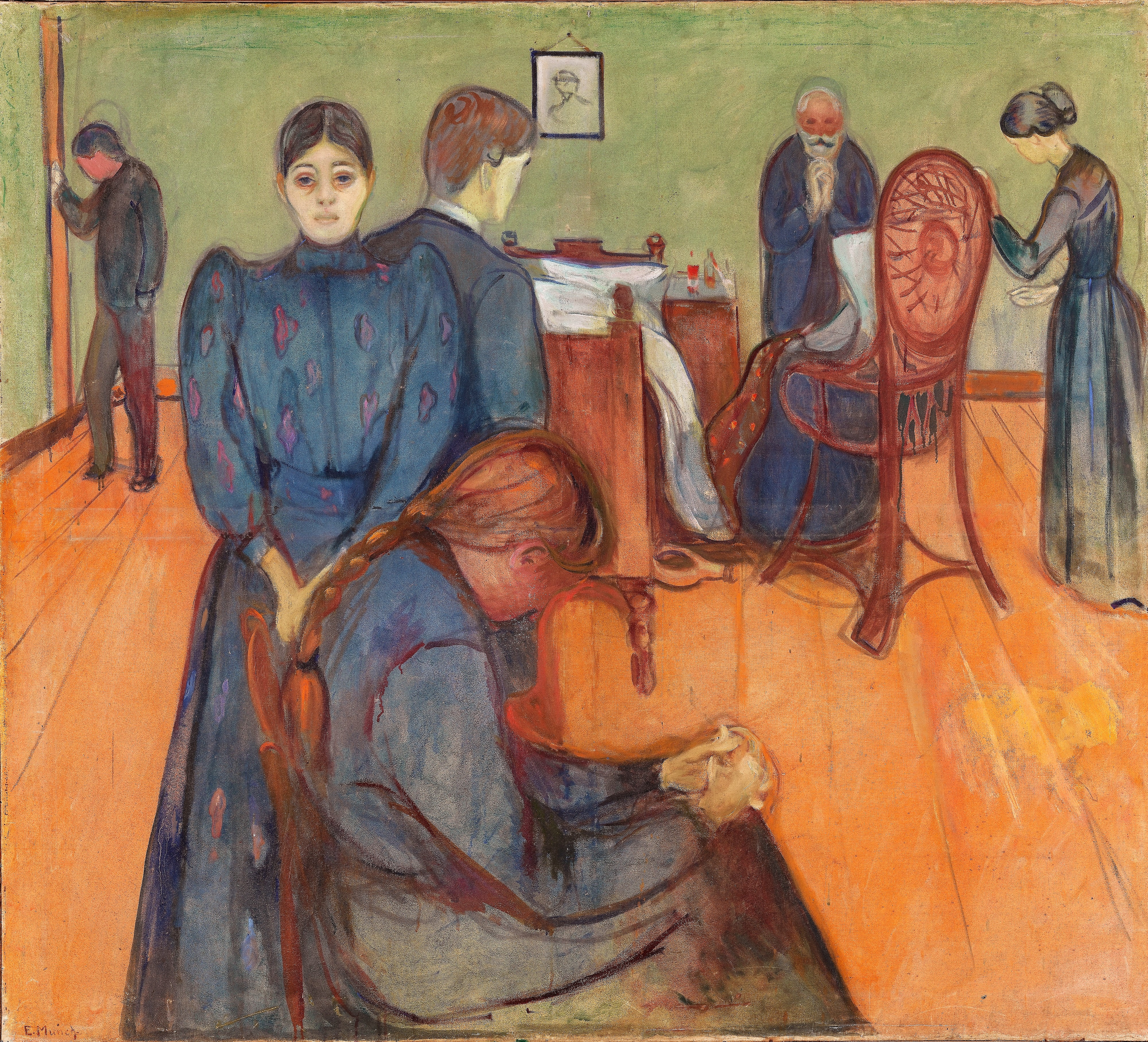
Muerte en la habitación de la enferma (1893), Norwegische Nationalgalerie, Oslo.
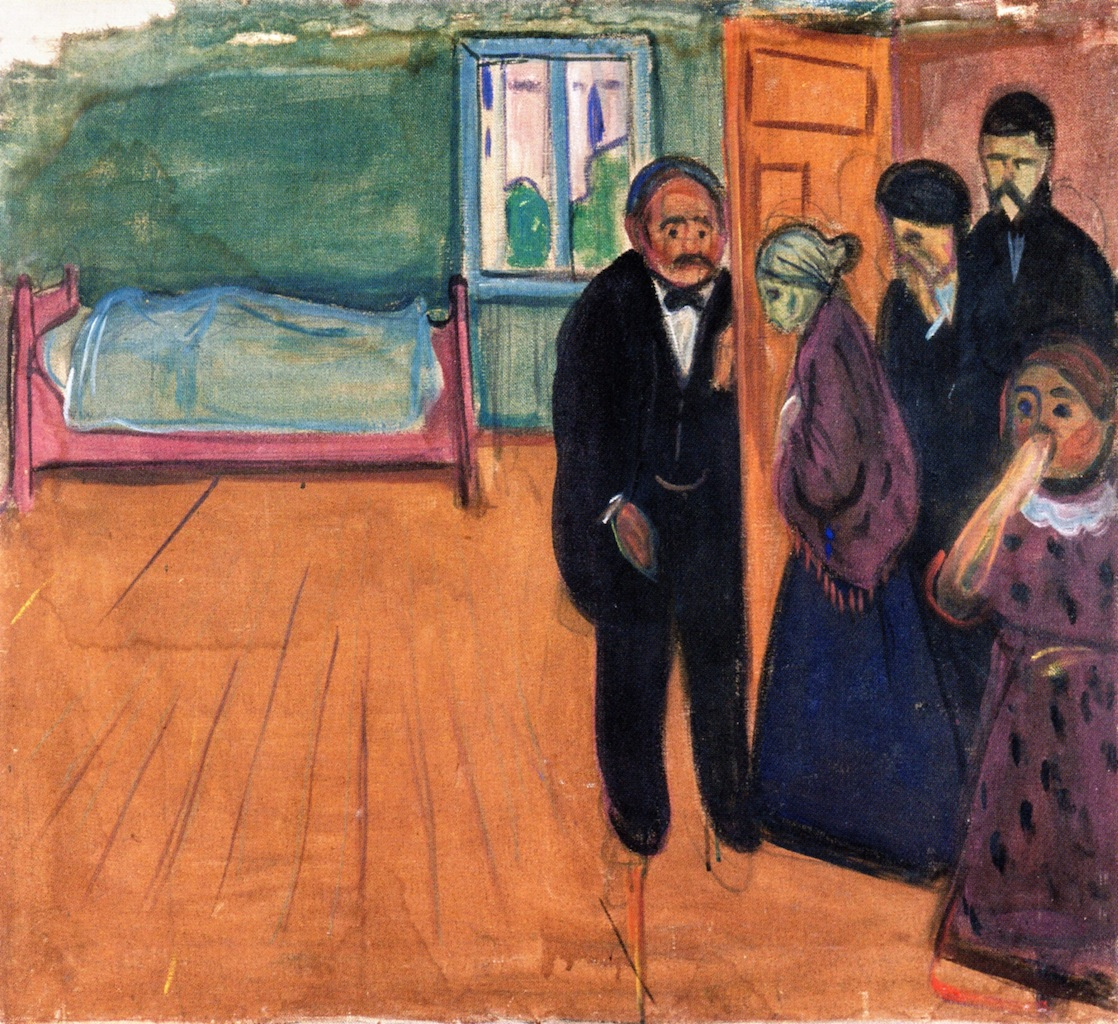
El olor del cadáver (1895), Munch-Museum Oslo.
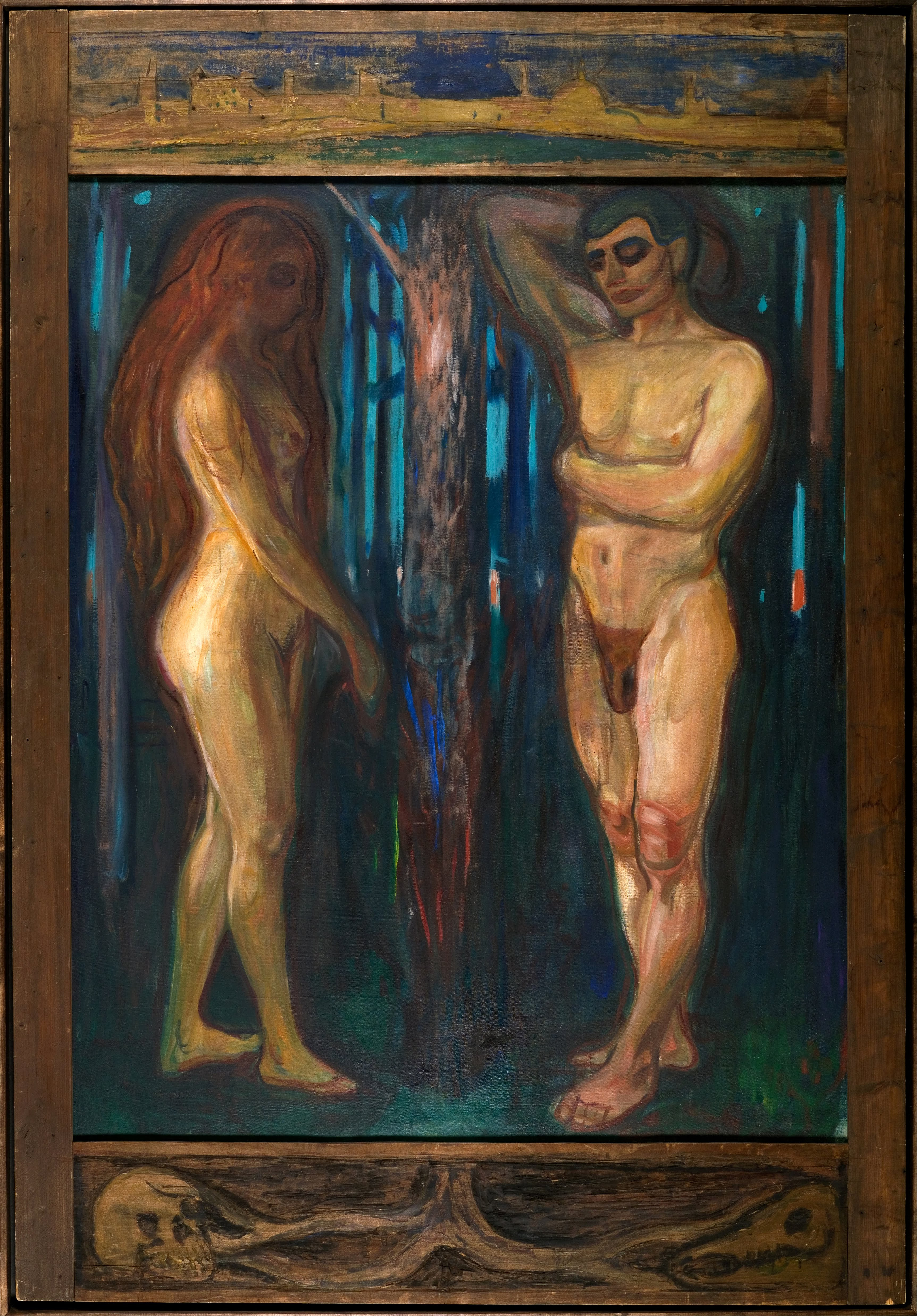
Metabolismo (1898–99), Munch-Museum Oslo.
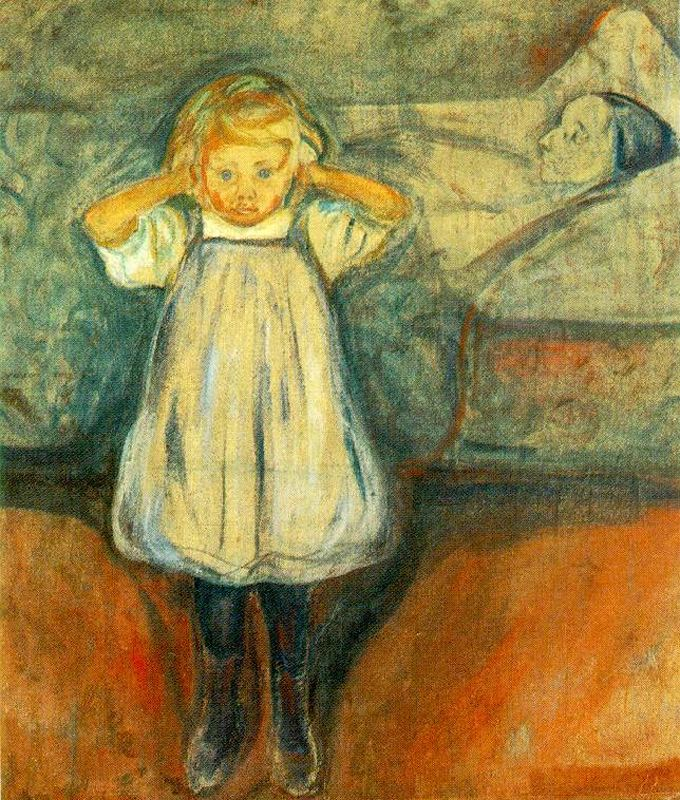
El niño y la muerte (1899), Kunsthalle Bremen.

Munch a menudo usa sombras y anillos de color alrededor de sus figuras para enfatizar un aura de miedo, amenaza, ansiedad o intensidad sexual. Estas pinturas han sido interpretadas como reflejos de las inquietudes sexuales del artista, aunque también se podría argumentar que representan su turbulenta relación con el amor mismo y su pesimismo general sobre la existencia humana. Muchos de estos bocetos y pinturas se realizaron en varias versiones, como Madona, Manos y Pubertad, y también se transcribieron como grabados en madera y litografías. Munch odiaba separarse de sus pinturas porque pensaba en su obra como un solo cuerpo de expresión. Entonces, para capitalizar su producción y obtener algunos ingresos, recurrió a las artes gráficas para reproducir muchas de sus pinturas, incluidas las de esta serie. Munch admitió los objetivos personales de su obra, pero también ofreció su arte a un propósito más amplio: "Mi arte es realmente una confesión voluntaria y un intento de explicarme a mí mismo mi relación con la vida; por lo tanto, es en realidad una especie de egoísmo, pero tengo la esperanza constante de que a través de esto pueda ayudar a otros a lograr más claridad".
Mientras atraía reacciones fuertemente negativas, en la década de 1890, Munch comenzó a recibir cierta comprensión de sus objetivos artísticos, como escribió un crítico: "Con un desprecio despiadado por la forma, la claridad, la elegancia, la totalidad y el realismo, pinta con la fuerza intuitiva del talento visiones sutiles del alma.” Uno de sus grandes partidarios en Berlín fue Walther Rathenau, más tarde ministro alemán de Relaciones Exteriores, quien contribuyó fuertemente a su éxito.

## París, Berlín y Kristiania

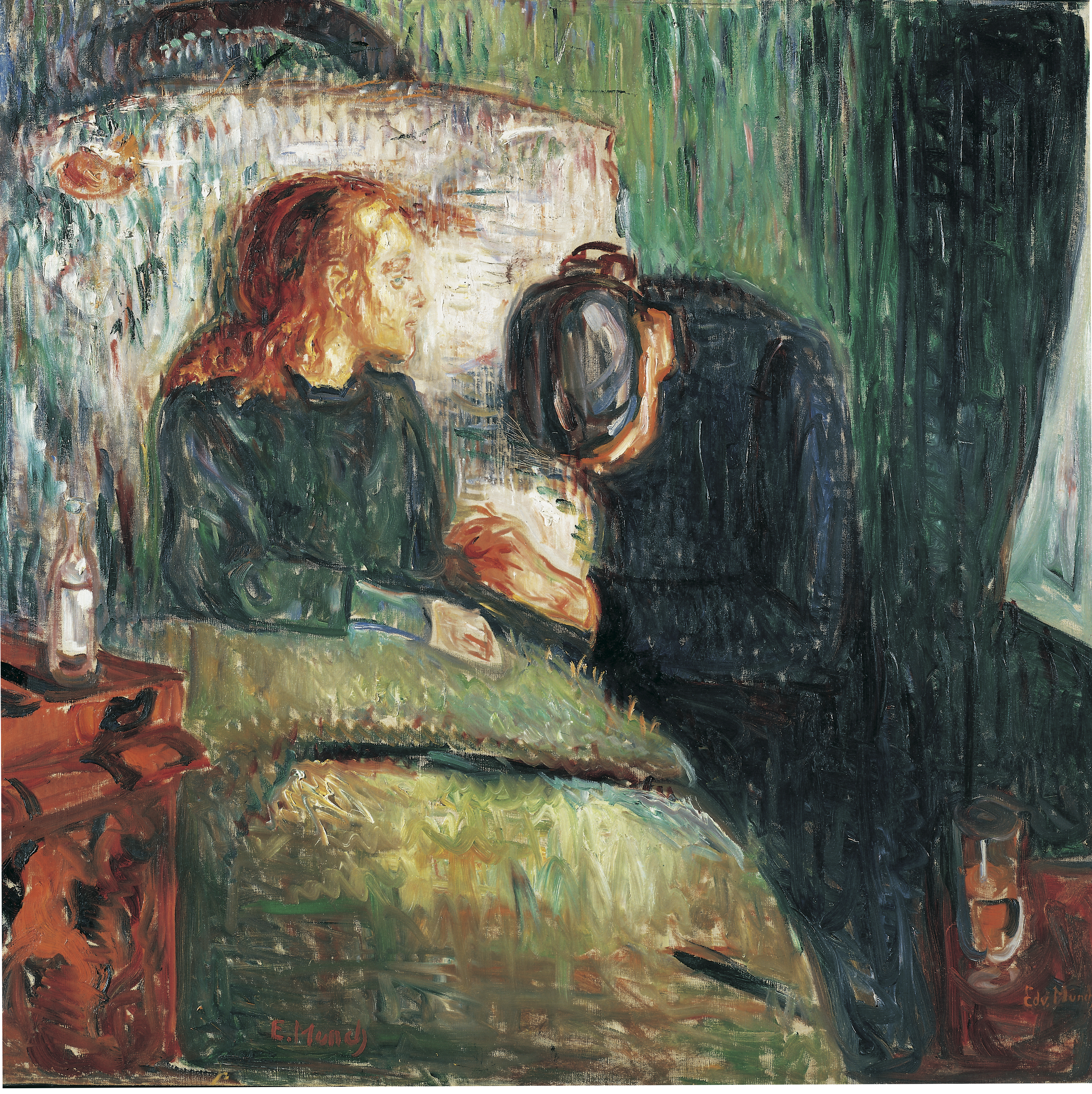
Edvard Munch - La niña enferma (1907) - Tate Modern

En 1896, Munch se trasladó a París, donde se centró en las representaciones gráficas de sus temas del Friso de la vida. Desarrolló aún más su técnica de la xilografía y la litografía. El Autorretrato con brazo esquelético de Munch (1895) está hecho con un método de aguafuerte con aguja y tinta que también usó Paul Klee.[65] Munch también produjo versiones multicolores de The Sick Child, sobre la tuberculosis, que se vendieron bien, así como varios desnudos y múltiples versiones de Kiss (1892). En mayo de 1896, Siegfried Bing realizó una exposición de la obra de Munch dentro de la Maison de l'Art Nouveau de Bing. La exposición mostró 60 obras, incluidas El beso, El grito, Madonna, El niño enfermo, La cámara de la muerte y El día después. La exposición de Bing ayudó a presentar a Munch a la audiencia francesa. Aun así, muchos de los críticos parisinos todavía consideraban el trabajo de Munch como "violento y brutal", incluso si sus exposiciones recibieron una gran atención y una buena asistencia. Su situación económica mejoró considerablemente y, en 1897, Munch se compró una casa de verano frente a los fiordos de Kristiania, una pequeña cabaña de pescadores construida a finales del siglo XVIII, en el pequeño pueblo de Åsgårdstrand en Noruega. Llamó a esta casa la "Casa Feliz" y regresó allí casi todos los veranos durante los siguientes 20 años. Era este lugar que extrañaba cuando estaba en el extranjero y cuando se sentía deprimido y agotado. Decía al respecto: "Pasear por Åsgårdstrand es como caminar entre mis cuadros: me inspiro mucho para pintar cuando estoy aquí".

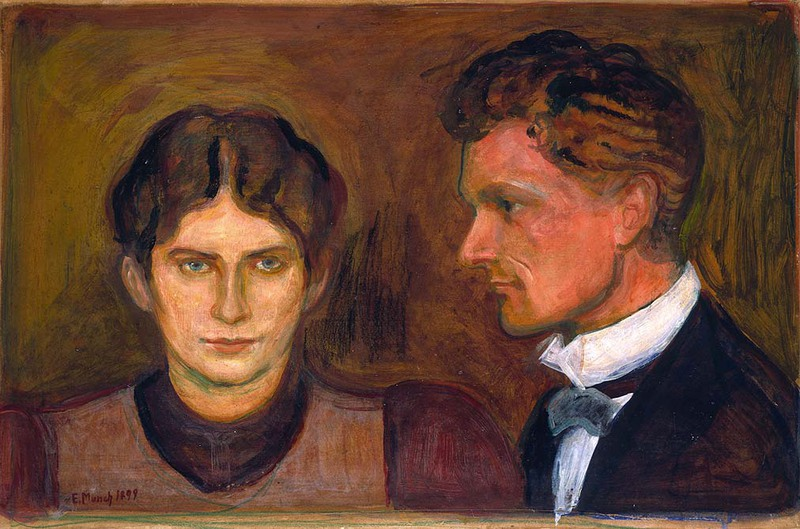
Aase y Harald Nørregaard (pintado por Munch en 1899, National Gallery) fue uno de los amigos más cercanos de Munch desde la adolescencia, asesor y abogado

En 1897, Munch regresó a Kristiania, donde también recibió una aceptación a regañadientes; un crítico escribió: "Una buena cantidad de estas imágenes se han exhibido antes. En mi opinión, mejoran con el conocimiento". En 1899, Munch comenzó una relación íntima. con Tulla Larsen, una mujer de clase alta "liberada". Viajaron juntos a Italia y al regresar, Munch comenzó otro período fértil en su arte, que incluyó paisajes y su pintura final de la serie "El friso de la vida", La danza de la vida (1899). Larsen estaba ansiosa por casarse, pero Munch mucho menos. Su consumo de alcohol y su mala salud reforzaron sus temores, como escribió en tercera persona: "Desde que era niño había odiado el matrimonio. En su hogar, enfermo y nervioso, le había dado la sensación de que no tenía derecho a casarse".[ 71] Munch estuvo a punto de ceder ante Tula, pero huyó de ella en 1900, alejándose también de su considerable fortuna, y se trasladó a Berlín. Su Chicas en el embarcadero, creada en 18 versiones diferentes, demostró el tema de la juventud femenina sin connotaciones negativas.
En 1902, exhibió sus obras temáticamente en el salón de la Secesión de Berlín, produciendo "un efecto sinfónico, que causó un gran revuelo, mucho antagonismo y mucha aprobación". Los críticos de Berlín comenzaban a apreciar la obra de Munch a pesar de que el público todavía encontraba su trabajo extraño.
La buena cobertura de prensa le ganó a Munch la atención de patrocinadores influyentes como Albert Kollman y Max Linde. Describió el giro de los acontecimientos en su diario: "Después de 20 años de lucha y miseria, las fuerzas del bien finalmente vienen en mi ayuda en Alemania, y se abre una puerta brillante para mí". Sin embargo, a pesar de este cambio positivo su comportamiento autodestructivo y errático lo llevó primero a una violenta pelea con otro artista, luego a un disparo accidental en presencia de Tulla Larsen, que había regresado para una breve reconciliación, que le hirió en dos dedos. Más tarde, Munch cortó un autorretrato que lo representaba a él y a Larsen por la mitad como consecuencia del tiroteo y los acontecimientos posteriores. Ella finalmente lo dejó y se casó con un colega más joven. Munch tomó esto como una traición, y se detuvo en la humillación durante algún tiempo, canalizando parte de la amargura en nuevas pinturas. Sus pinturas Naturaleza muerta (La asesina) y La muerte de Marat I, realizadas entre 1906 y 1907, hacen referencia clara al incidente del tiroteo y las secuelas emocionales.
En la temporada 1903-04, Munch expuso en París, donde los próximos fauvistas, famosos por sus audaces colores, probablemente vieron sus obras y podrían haber encontrado inspiración en ellas. Cuando los Fauves realizaron su propia exposición en 1906, Munch fue invitado y exhibió sus obras con las de ellos. Después de estudiar la escultura de Rodin, Munch pudo haber experimentado con arcilla como ayuda para el diseño, pero produjo pocas esculturas. Durante este tiempo, Munch recibió muchos encargos de retratos y grabados que mejoraron su condición financiera generalmente precaria.
En 1903 realiza su primera exposición en la Galería Cassirer en Berlín, un año más tarde cede los derechos de venta de grabados en Alemania a Cassirer y a la Galería Cometer de Hamburgo de óleos con varias exposiciones y toma parte en el Salon des Indépendants. Este periodo de tiempo fue cuando Munch empezó a alcanzar su éxito como artista. Realiza numerosas exposiciones tanto en Copenhague como en la Galería Cassirer, y también la Academia de Bellas Artes de Weimar pone un estudio a su disposición. El año 1905 fue duro para Munch, ya que pasa el invierno curándose de su neurastenia y alcoholismo. 

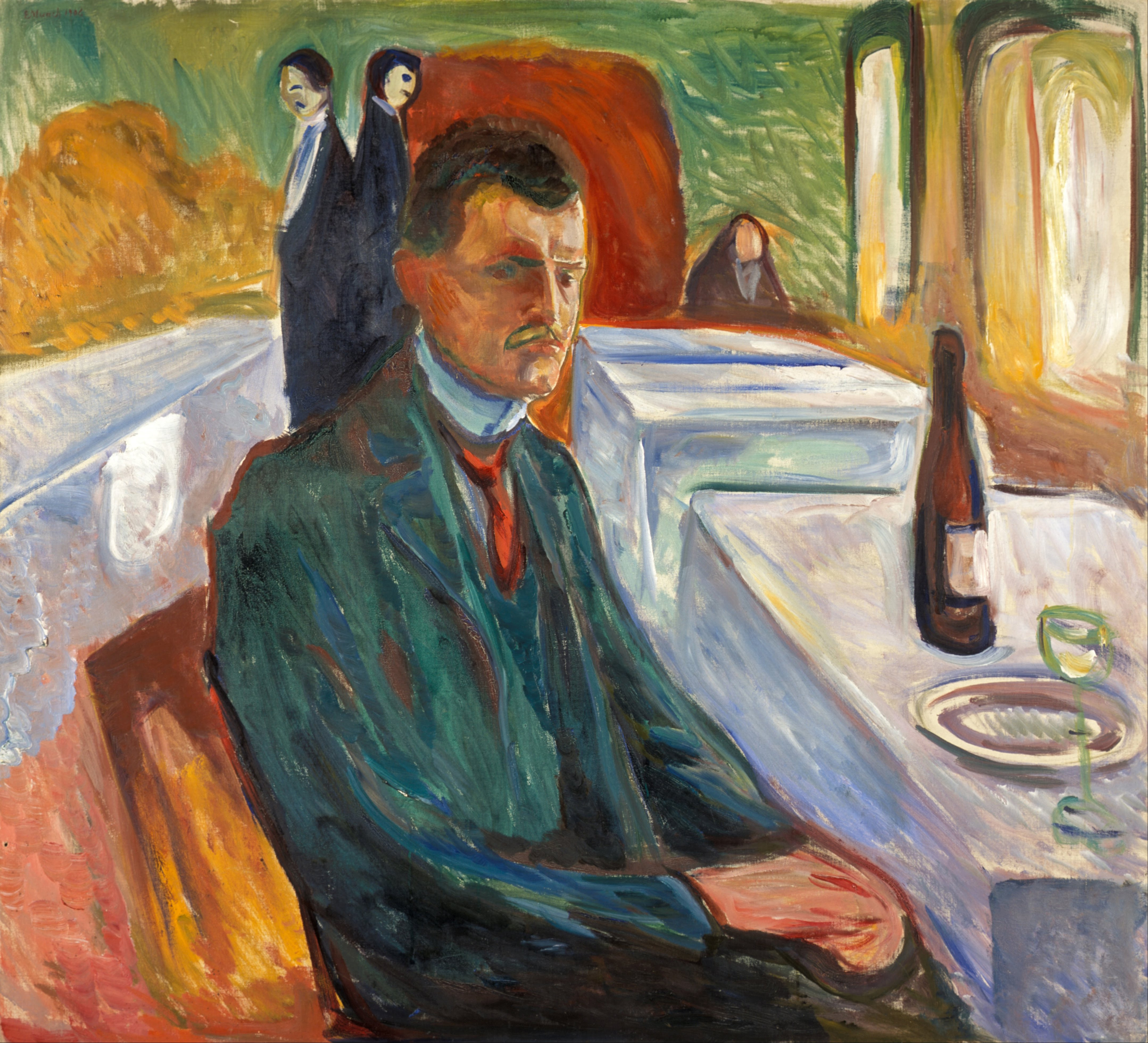
Autorretrato con una botella de vino, 1906, óleo sobre lienzo,, Oslo, Museo Munch.

En 1906 Max Reinhardt le encargó un diseño de los decorados para Los fantasmas y Hedda Gabler de Ibsen, así como un friso para un salón de su teatro en Berlín. Max Reinhardt, lo vendió más tarde; ahora está en la Nationalgalerie de Berlín. Tras un período anterior de paisajes, en 1907 vuelve a centrar su atención en las figuras y situaciones humanas.
Ya en el año 1908 expone en el Brücke de Dresde. En otoño del mismo año viaja a Copenhague, sufriendo allí un colapso nervioso. La mitad del año siguiente la pasa en un sanatorio. 

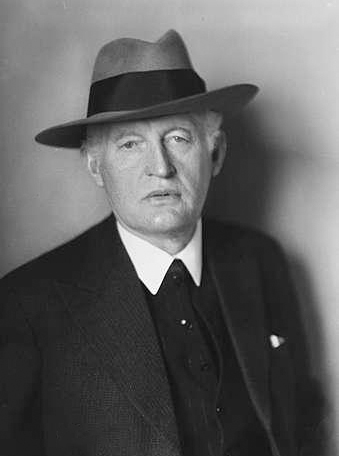
Edvard Munch 1933

En 1909 regresa a Noruega y Rasmus Meyer le compra un gran número de cuadros de su colección. Realiza una gran exposición en Oslo. Estos años hace numerosos viajes por sus continuas crisis nerviosas a pesar de su éxito. Visitó Berlín, Fráncfort, Colonia, París, Londres, Estocolmo, Hamburgo, Lübeck y Copenhague. Recibió amplios honores con ocasión de su quincuagésimo aniversario ya en 1913.

## Crisis y recuperación
En el otoño de 1908, la ansiedad de Munch, agravada por el consumo excesivo de alcohol y las peleas, se agudizó. Como escribió más tarde, "Mi condición estaba al borde de la locura". Sujeto a alucinaciones y sentimientos de persecución, ingresó a la clínica de Daniel Jacobson. La terapia que Munch recibió durante los siguientes ocho meses incluyó dieta y "electrificación" (un tratamiento que estaba de moda en ese momento para las afecciones nerviosas, que no debe confundirse con la terapia electroconvulsiva). La estancia de Munch en el hospital estabilizó su personalidad y, tras regresar a Noruega en 1909, su obra se volvió más colorida y menos pesimista. Aligerando aún más su estado de ánimo, el público en general de Kristiania finalmente se entusiasmó con su obra y los museos comenzaron a comprar sus pinturas. Todo esto coincidía con la eclosión del expresionismo en Alemania, del que Munch era heraldo general, y dentro de la crisis moral general que dio lugar a la hecatombe de la Primera Guerra Mundial. 
Fue nombrado Caballero de la Real Orden de San Olav "por sus servicios en el arte". Su primera exposición estadounidense fue en 1912 en Nueva York.
Como parte de su recuperación, el Dr. Jacobson aconsejó a Munch que socializara solo con buenos amigos y que evitara beber en público. Munch siguió este consejo y en el proceso produjo varios retratos de cuerpo entero de alta calidad de amigos y mecenas, retratos honestos sin adulación. También creó paisajes y escenas de personas trabajando y jugando, utilizando un nuevo estilo optimista: pinceladas amplias y sueltas de colores vibrantes con uso frecuente de espacios en blanco y un uso poco frecuente del negro, con referencias ocasionales a sus temas morbosos. Con más ingresos, Munch pudo comprar varias propiedades que le dieron nuevas perspectivas para su arte y finalmente pudo mantener a su familia.

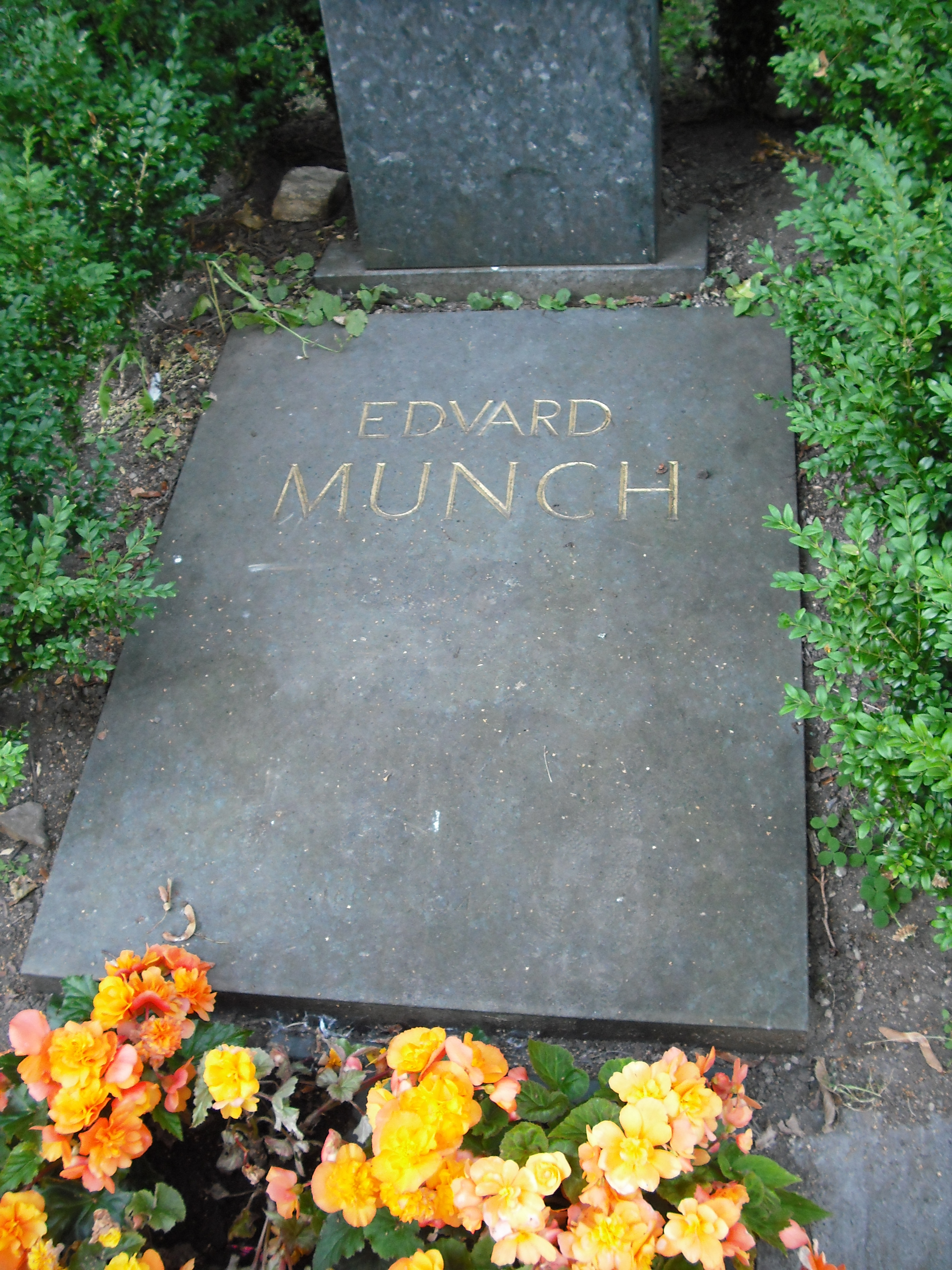
Tumba de Munch en el Cementerio de Nuestro Salvador, Oslo

El estallido de la Primera Guerra Mundial encontró a Munch con lealtades divididas, como dijo: "Todos mis amigos son alemanes, pero amo a Francia". En la década de 1930, sus patrocinadores alemanes, muchos judíos, perdieron sus fortunas y algunos la vida durante el surgimiento del movimiento nazi. Munch encontró impresores noruegos para sustituir a los alemanes que habían estado imprimiendo su trabajo gráfico. Dado su historial de mala salud, durante 1918 Munch se sintió afortunado de haber sobrevivido a un brote de gripe de 1918, la pandemia mundial de ese año. También en 1918, publica un panfleto del Friso de la vida en el que incluye sus obras maestras.

## Años finales
Los siguientes años Munch decide retirarse un poco, ya que una afección ocular en el año 1930 le hace casi imposible trabajar, y recibe numerosos honores con ocasiones de su septuagésimo aniversario. Munch pasó la mayor parte de sus últimas dos décadas en soledad en su finca casi autosuficiente en Ekely, en Skøyen, Oslo. Muchas de sus últimas pinturas celebran la vida en la granja, incluidas varias en las que usó su caballo de trabajo "Rousseau" como modelo. Sin ningún esfuerzo, Munch atrajo un flujo constante de modelos femeninas, a quienes pintó en numerosas pinturas de desnudos. Probablemente tuvo relaciones sexuales con algunas de ellas. Munch salía ocasionalmente de su casa para pintar murales por encargo, incluidos los realizados para la fábrica de chocolate Freia.
Hasta el final de su vida, Munch continuó pintando autorretratos implacables, lo que se sumó a su ciclo de búsqueda de sí mismo de su vida y su serie inquebrantable de tomas de sus estados emocionales y físicos. En las décadas de 1930 y 1940, los nazis etiquetaron la obra de Munch como "arte degenerado" (junto con la de Picasso, Klee, Matisse, Gauguin y muchos otros artistas modernos) y retiraron sus 82 obras de los museos alemanes. Adolf Hitler anunció en 1937: "Por lo que nos importa, esos bárbaros de la cultura prehistórica de la Edad de Piedra y los tartamudos artísticos pueden regresar a las cuevas de sus antepasados y allí pueden aplicar su primitivo rascado internacional".
En 1940, los alemanes invadieron Noruega y el partido nazi se hizo cargo del gobierno. Munch tenía 76 años. Con casi una colección completa de su arte en el segundo piso de su casa, Munch vivía con el temor de una confiscación nazi. Setenta y una de las pinturas que los nazis habían tomado anteriormente habían sido devueltas a Noruega a través de la compra por parte de coleccionistas (las otras 11 nunca se recuperaron), incluidos El grito y La niña enferma, y también se las ocultaron a los nazis.
Durante la Segunda Guerra Mundial Munch se hace mundialmente conocido y expone por primera vez sus cuadros en los Estados Unidos en 1942 en Nueva York. Con motivo de su 80 cumpleaños es objeto de grandes homenajes. A pesar de su mal estado de salud, sufre continuamente resfriados, acude a todos ellos con gran honor.
Munch murió en su casa de Ekely, cerca de Oslo, el 23 de enero de 1944, aproximadamente un mes después de cumplir los 80 años. Su funeral orquestado por los nazis sugirió a los noruegos que era un simpatizante de los nazis, una especie de apropiación del artista independiente. La ciudad de Oslo compró la finca Ekely a los herederos de Munch en 1946; pero su casa fue demolida incomprensiblemente en mayo de 1960.
Tras su muerte, Ekely dona a la ciudad de Oslo el conjunto de cuadros, grabados y dibujos propios que obraba en su poder. Para celebrar el centésimo aniversario de su nacimiento, se inauguró en 1960 el Museo Munch de Oslo.

## Obras principales
- Por la mañana. 1884. Óleo sobre lienzo. 96,5 x 103,5 cm. Colección Rasmus Meyer, Bergen.
- La niña enferma. 1885-86. Óleo sobre lienzo. 119,4 x 118,7 cm. Galería Nacional de Oslo. Esta obra, que traduce experiencias de infancia del pintor, dio origen a otras tres telas fechadas en 1906, 1907 y 1926, y a numerosos grabados y litografías. El pintor declara sobre esta obra:

Con La niña enferma se abrieron caminos nuevos para mí, fue una ruptura en mi obra. La mayor parte de mis trabajos posteriores deben su existencia a este cuadro.

- Hans Jaeger. 1889. Óleo sobre lienzo. 109,5 x 84 cm. Galería Nacional, Oslo.
- La rue Lafayette. 1891. Óleo sobre lienzo. 92 x 73 cm. Oslo.
- La voz. 1893. Óleo sobre lienzo.
- El grito. 1893. Témpera. 83,5 x 66 cm. Museo Munch, Oslo. Realizó cuatro versiones en pintura de esta obra entre 1893 y 1910. Simplificó mucho el paisaje, pero se sabe que es la colina y pueblo de Ekeberg, junto al fiordo de Kristiania. El filósofo alemán Arthur Schopenhauer había dicho que el arte tenía como límite expresivo la incapacidad de "hacer oír" el grito,[28] que es precisamente el título que el artista noruego dio a su obra.

Paseaba por una carretera con dos amigos cuando el sol se puso. De repente el cielo se tiñó de rojo sangre y sentí un grito infinito que atravesaba la naturaleza.

- Pubertad. 1894-95. Óleo sobre lienzo. 151,5 x 110 cm. Galería Nacional, Oslo.
- Madonna. 1894-95. Óleo sobre lienzo. 91 x 70,5 cm. Galería Nacional, Oslo.
- Celos. Óleo sobre lienzo. 66,7 x 100,3 cm. Rasmus Meyers Salinger, Bergen. Una litografía con el mismo título, de 1896, se conserva en el Archivo Municipal de Arte de Oslo.
- La mujer en tres etapas. 1895. Óleo sobre lienzo. 164,1 x 250 cm. Rasmus Meyers Salinger, Bergen.

Fue en 1895. Hice una exposición en el otoño en la galería Blomquist (Oslo). Los cuadros provocaron un tremendo rechazo. La gente quería boicotear la galería, llamar a la policía. Un día me encontré allí a Ibsen… mostró un interés especial por “Mujer en tres etapas”. Tuve que explicarle el cuadro. Aquí está la mujer soñadora, allí la mujer hambrienta de vida y finalmente la mujer como monja, pálida y erguida entre los árboles… Unos años después Ibsen escribió “Cuando los muertos despertemos”… Estas tres figuras femeninas aparecen con frecuencia en el drama de Ibsen, igual que en mi cuadro.

- El beso. 1897. Grabado. Archivo Municipal de Arte de Oslo.
- Muchachas en el muelle. 1899. Óleo sobre lienzo. 135,9 x 125,4 cm.

No pinto lo que veo sino lo que vi.

- Amor y Psique. 1907. Óleo sobre lienzo. 119,4 x 99,1 cm. Museo Munch, Oslo.

A principios de siglo tenía la necesidad de romper con áreas y líneas. Sentía que esta forma de pintar se podía convertir en una costumbre… Después pinté una serie de cuadros con líneas anchas, a menudo de un metro de largo, que se extendían vertical, horizontal y diagonalmente.

- Autorretrato. Entre el reloj y la cama, 1940-1943. 1490 cm × 1200 cm. Museo Munch, Oslo.

## Munch en los museos
Al morir, legó más de 1000 cuadros, 15 400 grabados, 4500 dibujos y acuarelas y seis esculturas a la ciudad de Oslo, que construyó el Museo Munch en el barrio de Tøyen en su honor. Las obras se costearon con la recaudación de las salas de cine de propiedad municipal, y se inauguró en 1963. 
Tras el sonado robo de El grito y Madonna, de gran resonancia internacional, se reforzaron las medidas de seguridad en 2005, de tal modo que las obras más valiosas se exhiben detrás de grandes paneles de vidrio, en expositores que recuerdan a los escaparates comerciales. Los dos cuadros citados se recuperaron con desperfectos menores, y fueron presentados provisionalmente en una vitrina, sin sus marcos, para mostrar el alcance de tales daños.
Munch careció de presencia en museos de España hasta fecha reciente. Ahora se conocen dos obras suyas: un retrato de su hermana en el Museo Thyssen-Bornemisza de Madrid y otro retrato (en préstamo) en el Museo Nacional de Arte de Cataluña (MNAC) de Barcelona.

## Obras seleccionadas

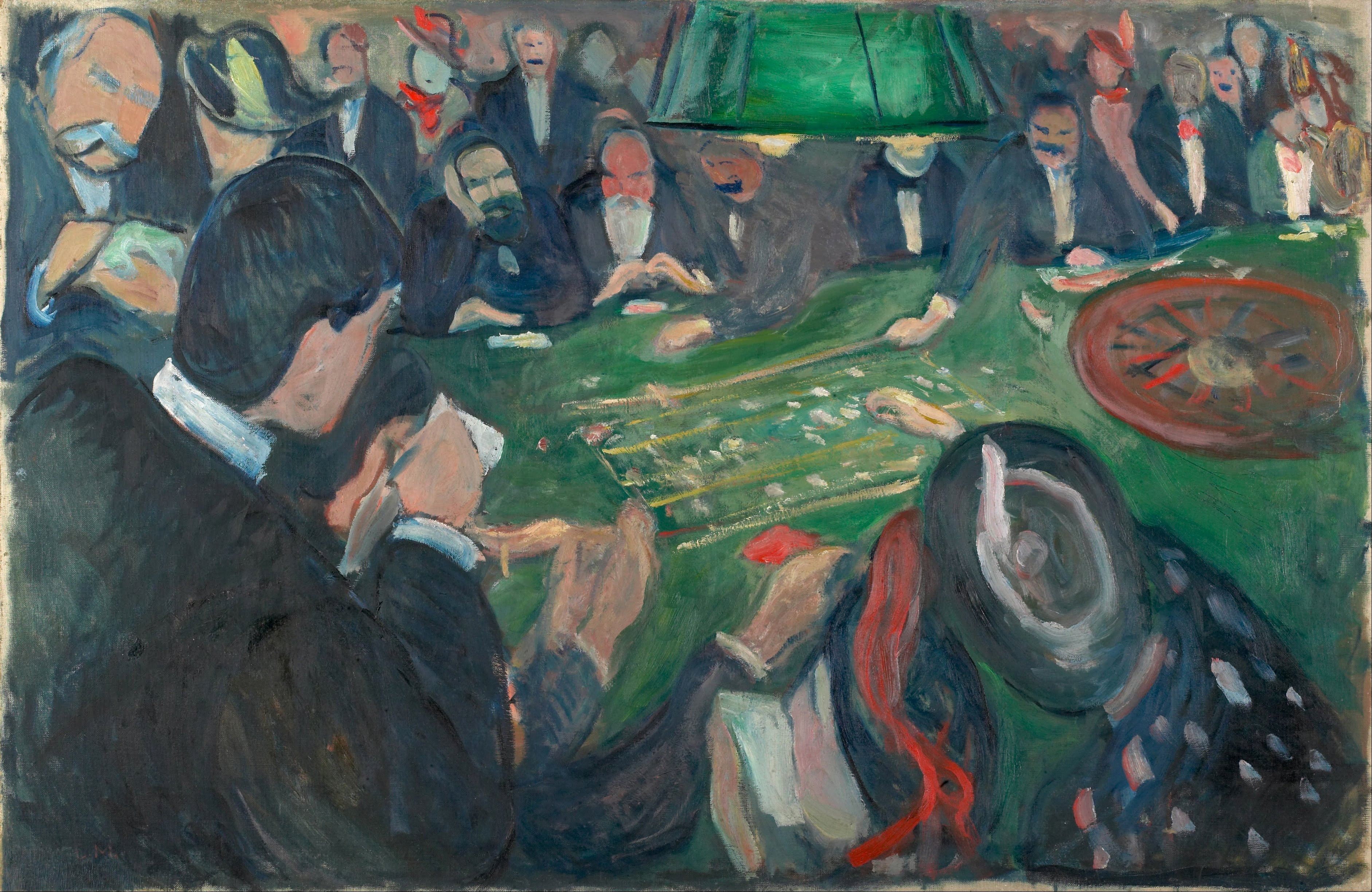
En la mesa de la ruleta en Montecarlo, 1892, Munch Museum, Oslo.
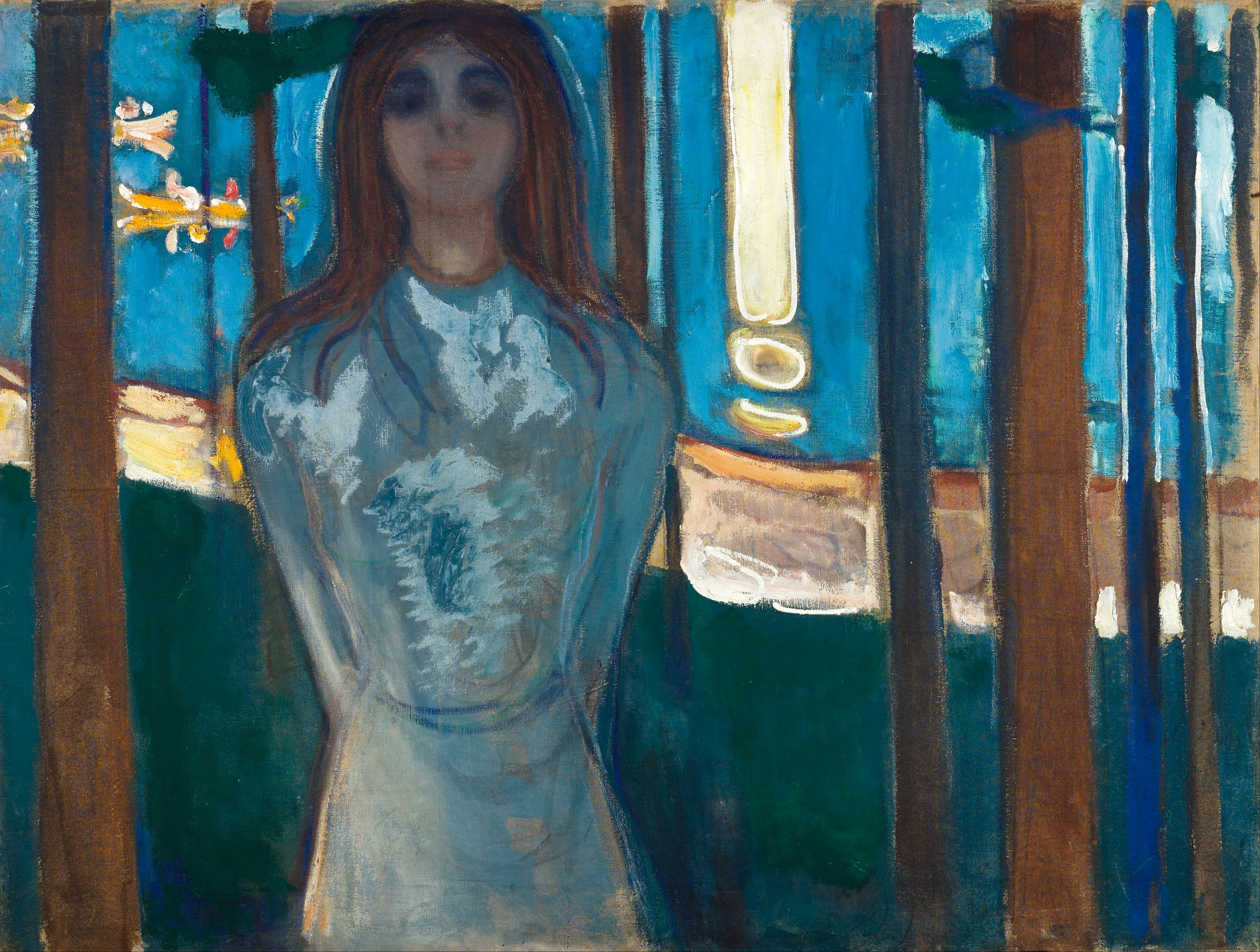
La voz / Noche de verano, 1896, Munch Museum, Oslo.
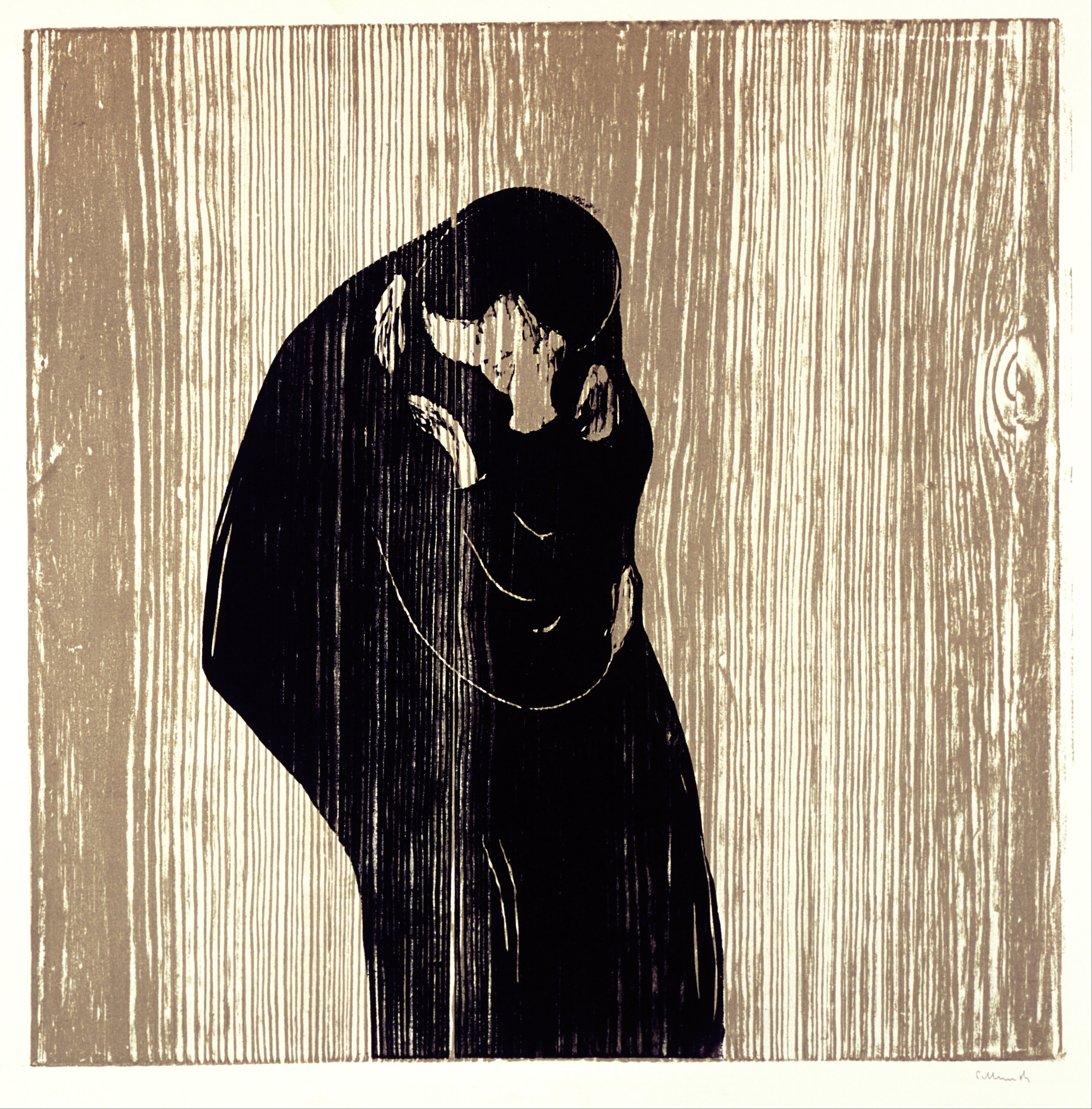
Beso IV, 1902, xilografía impresa sobre madera, Munch Museum, Oslo.
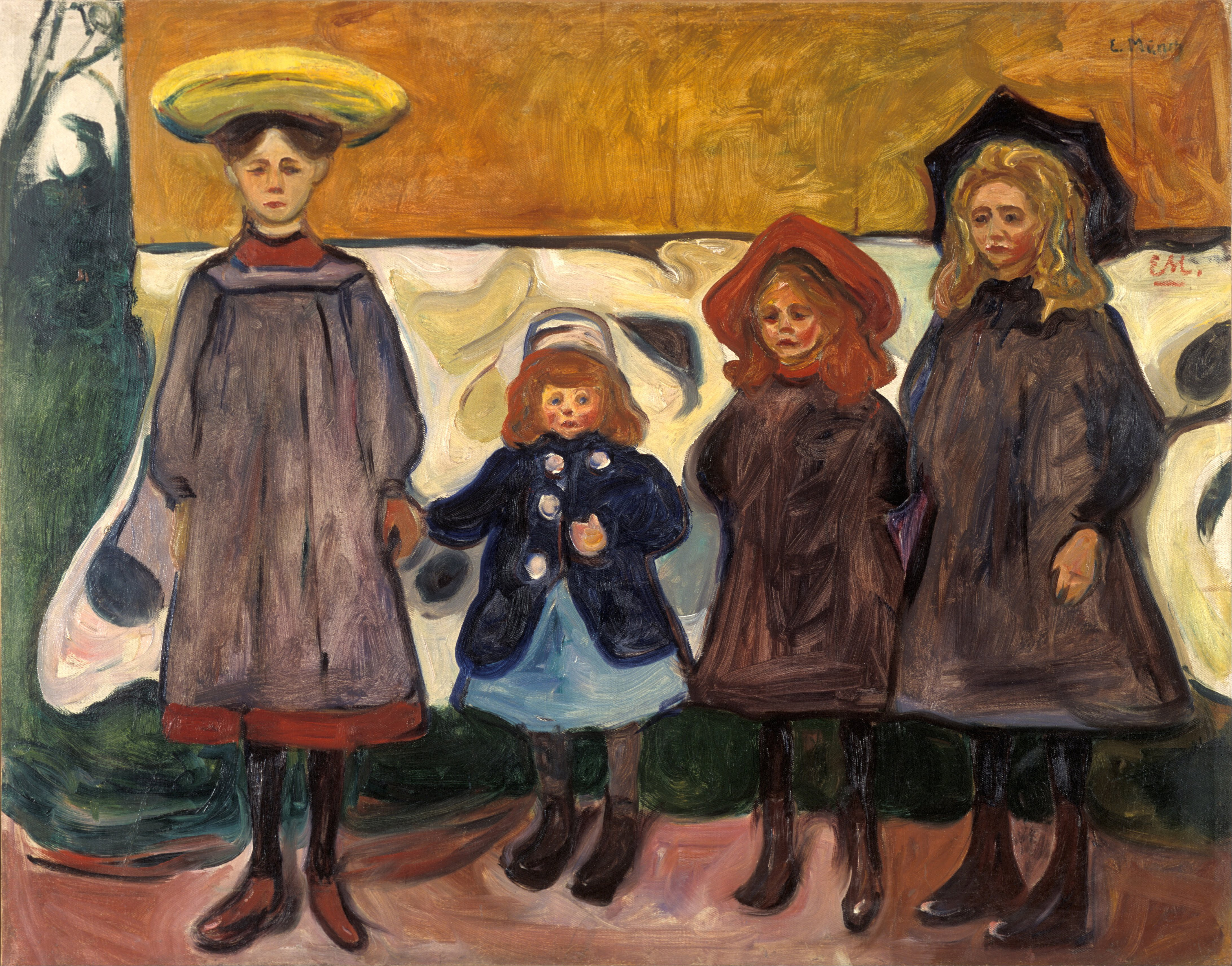
Cuatro niñas en Åsgårdstrand, 1903, Munch Museum, Oslo.
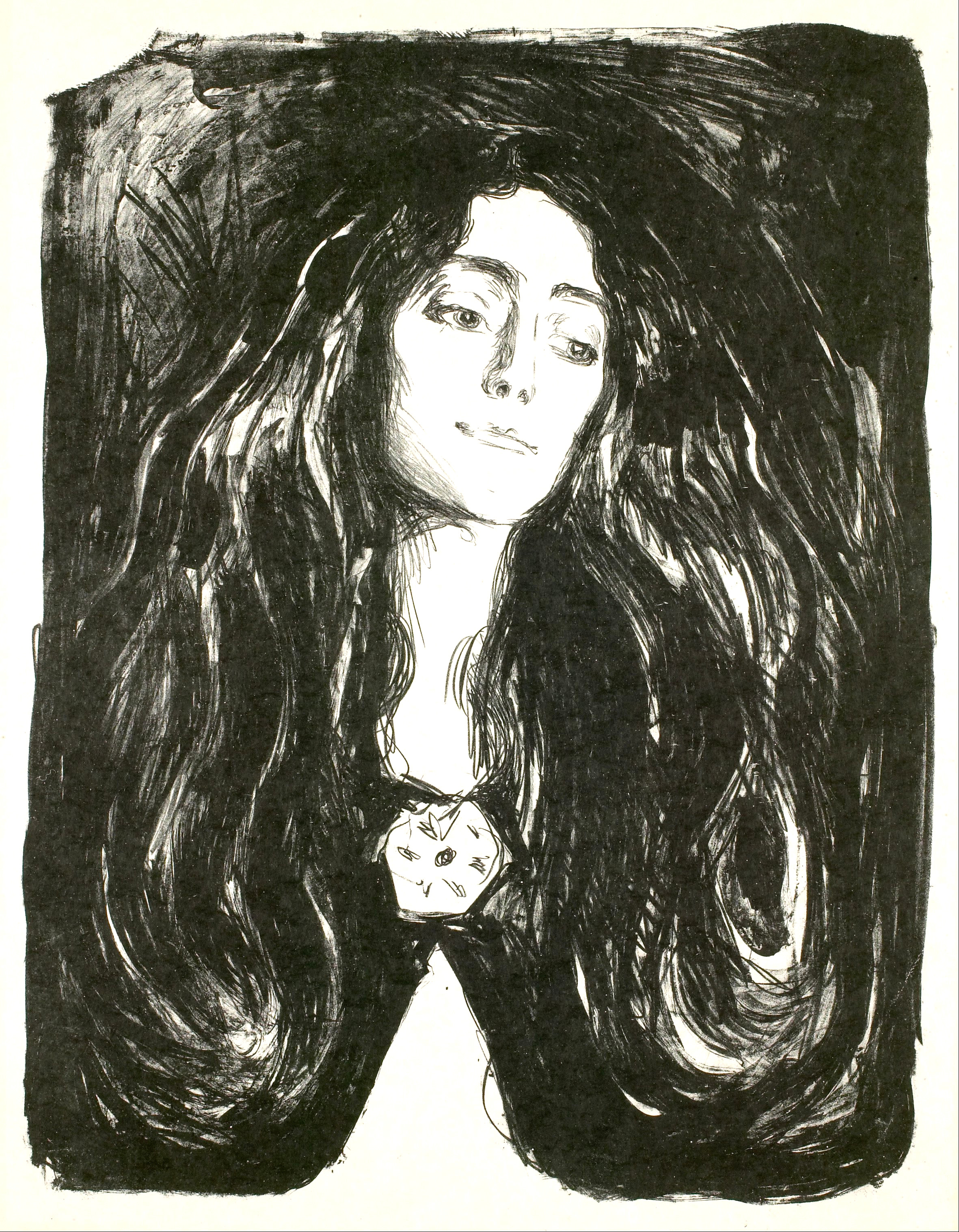
El broche, Eva Mudocci, 1903, litografía impresa sobre papel, Munch Museum, Oslo.
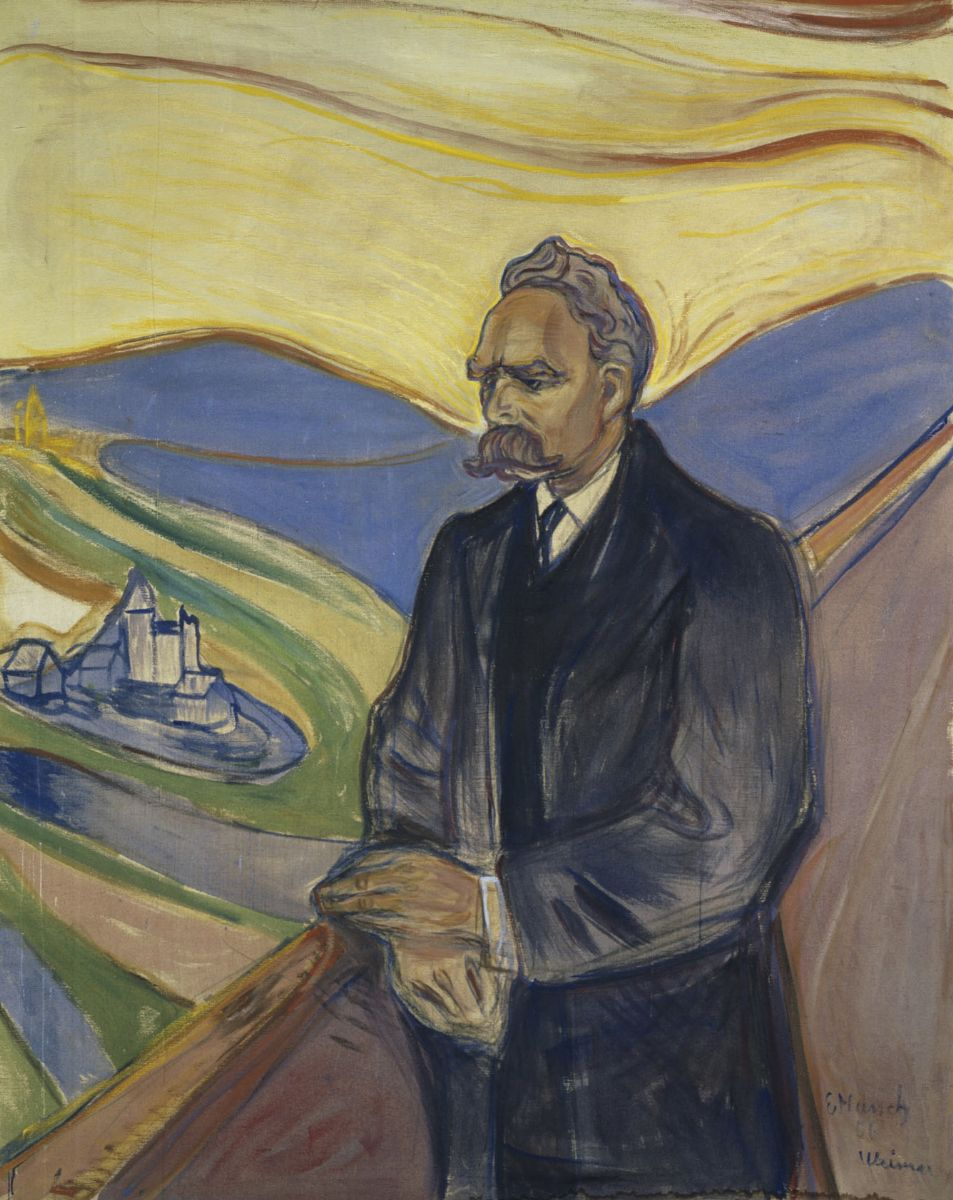
Retrato de Friedrich Nietzsche, 1906, Thiel Gallery, Estocolmo.
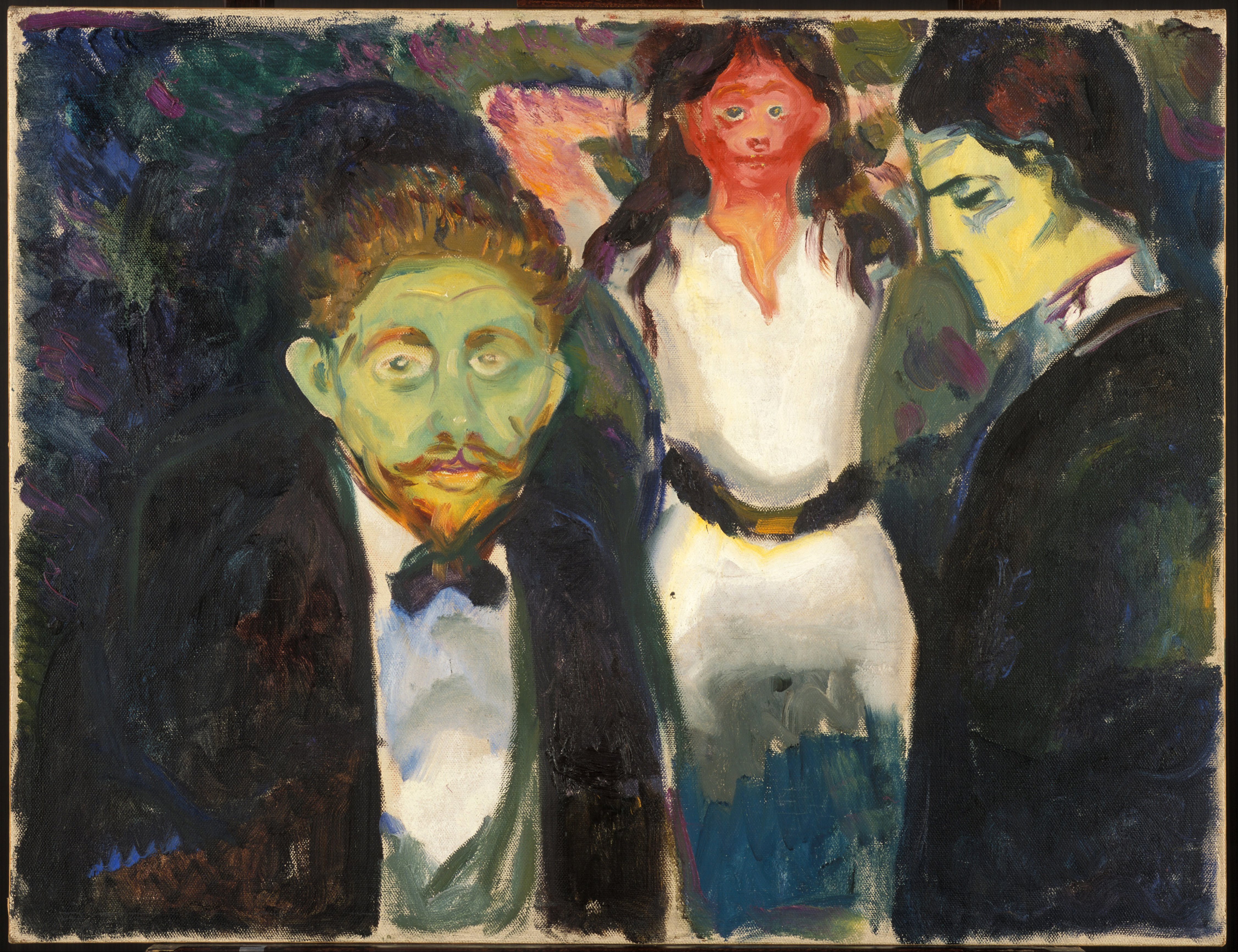
Celos, 1907, Munch Museum, Oslo.
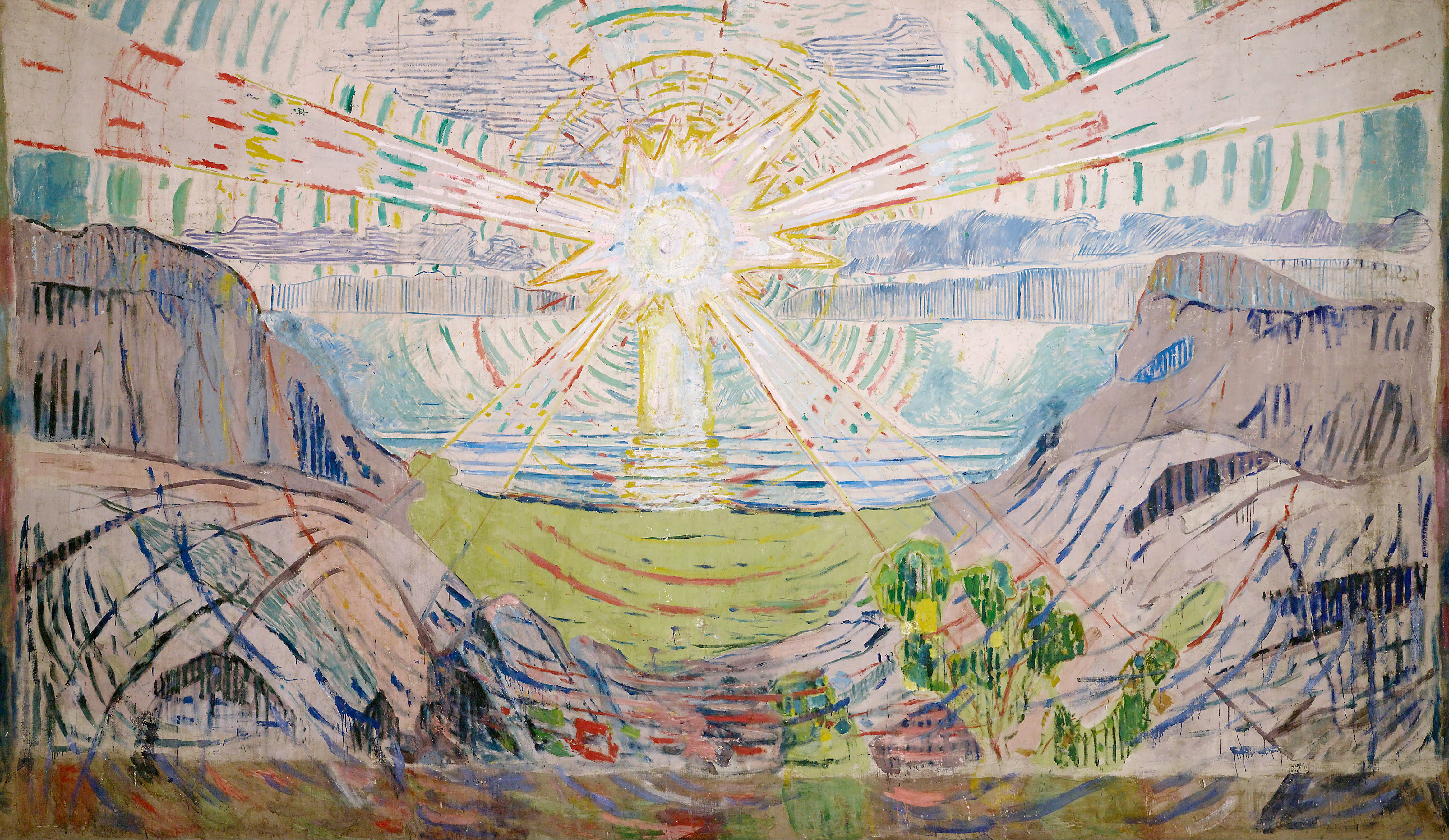
El sol, 1910–1911, Munch Museum, Oslo.
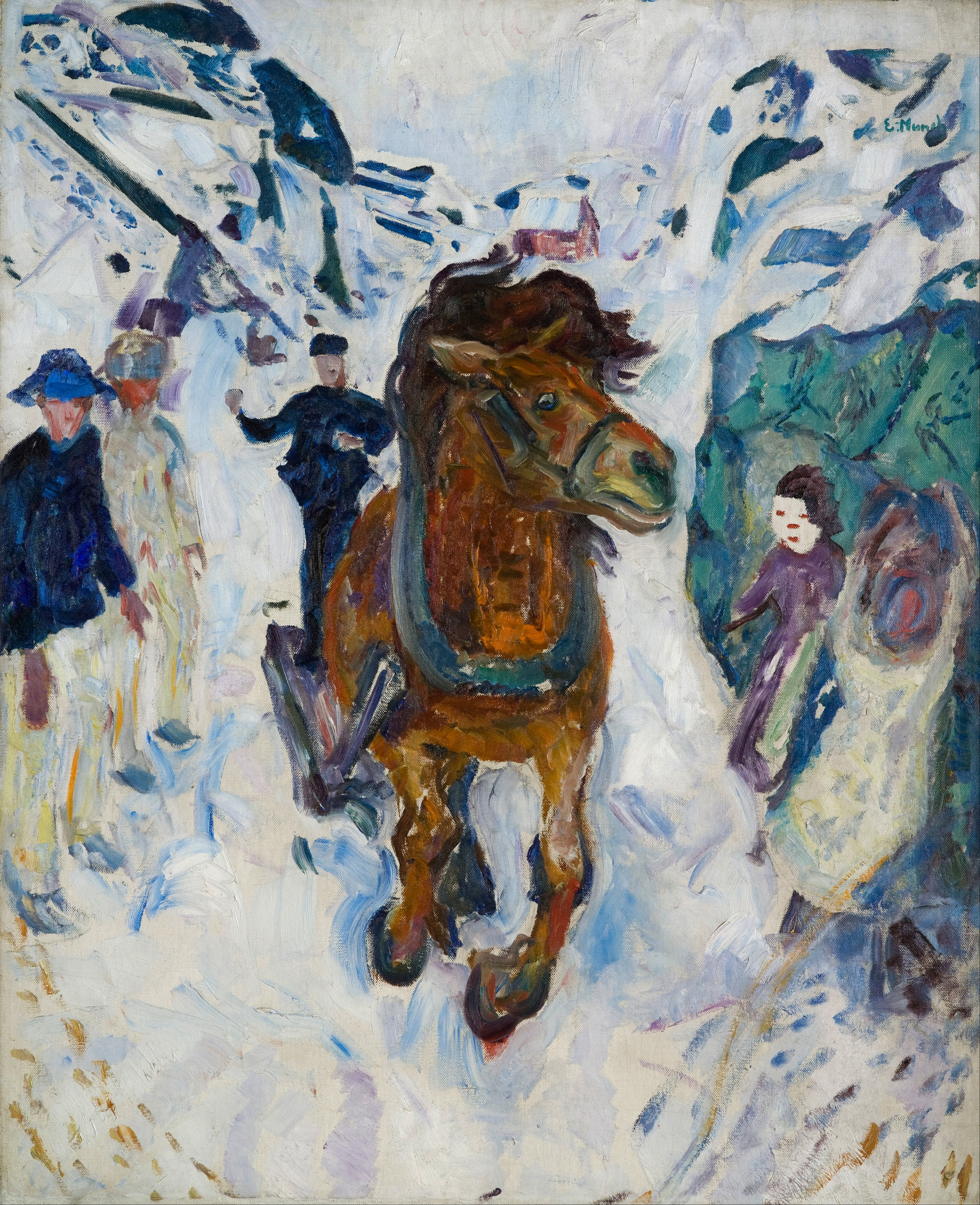
Caballo al galope, 1910–12, Munch Museum, Oslo.
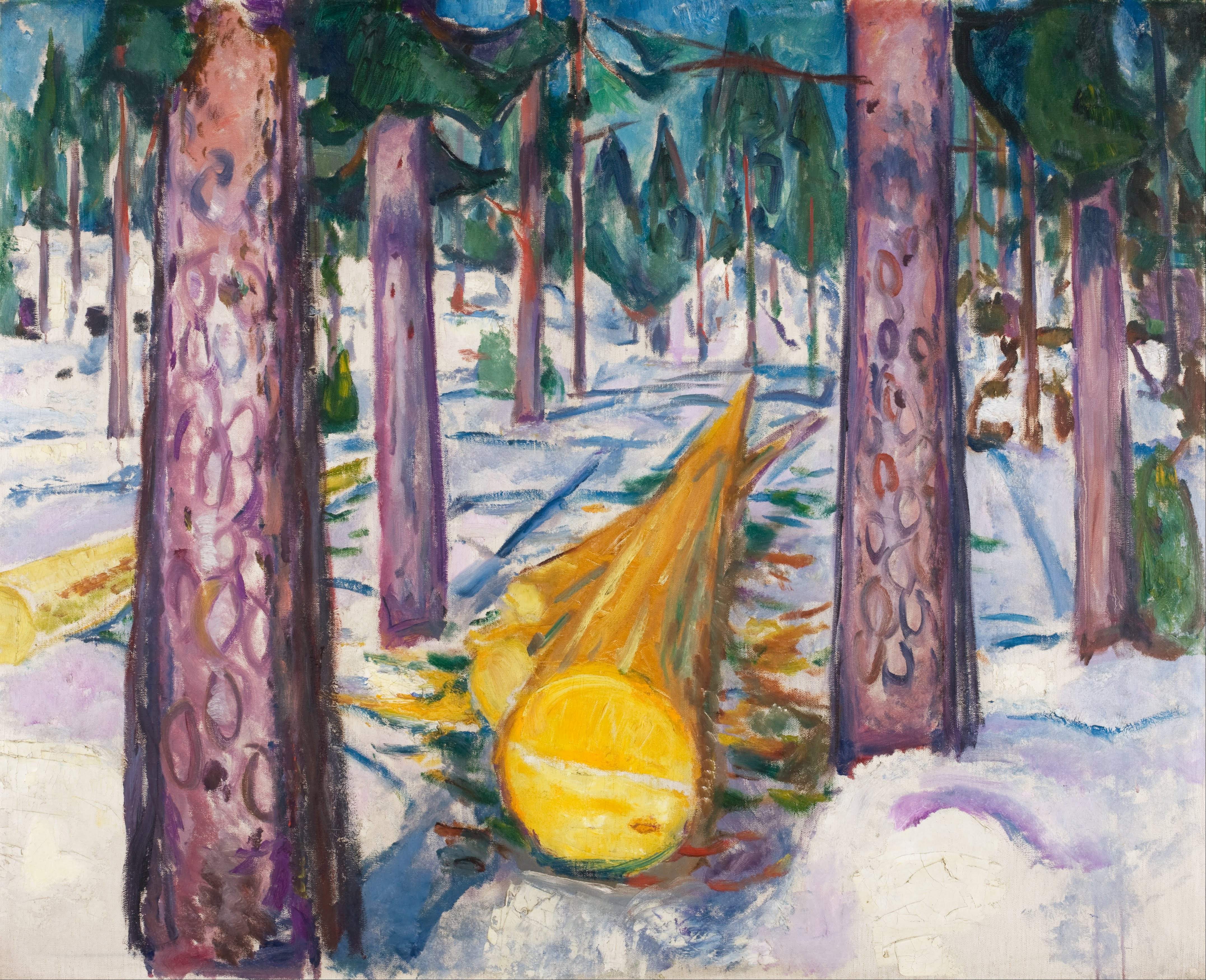
El tronco amarillo, 1912, Munch Museum, Oslo.
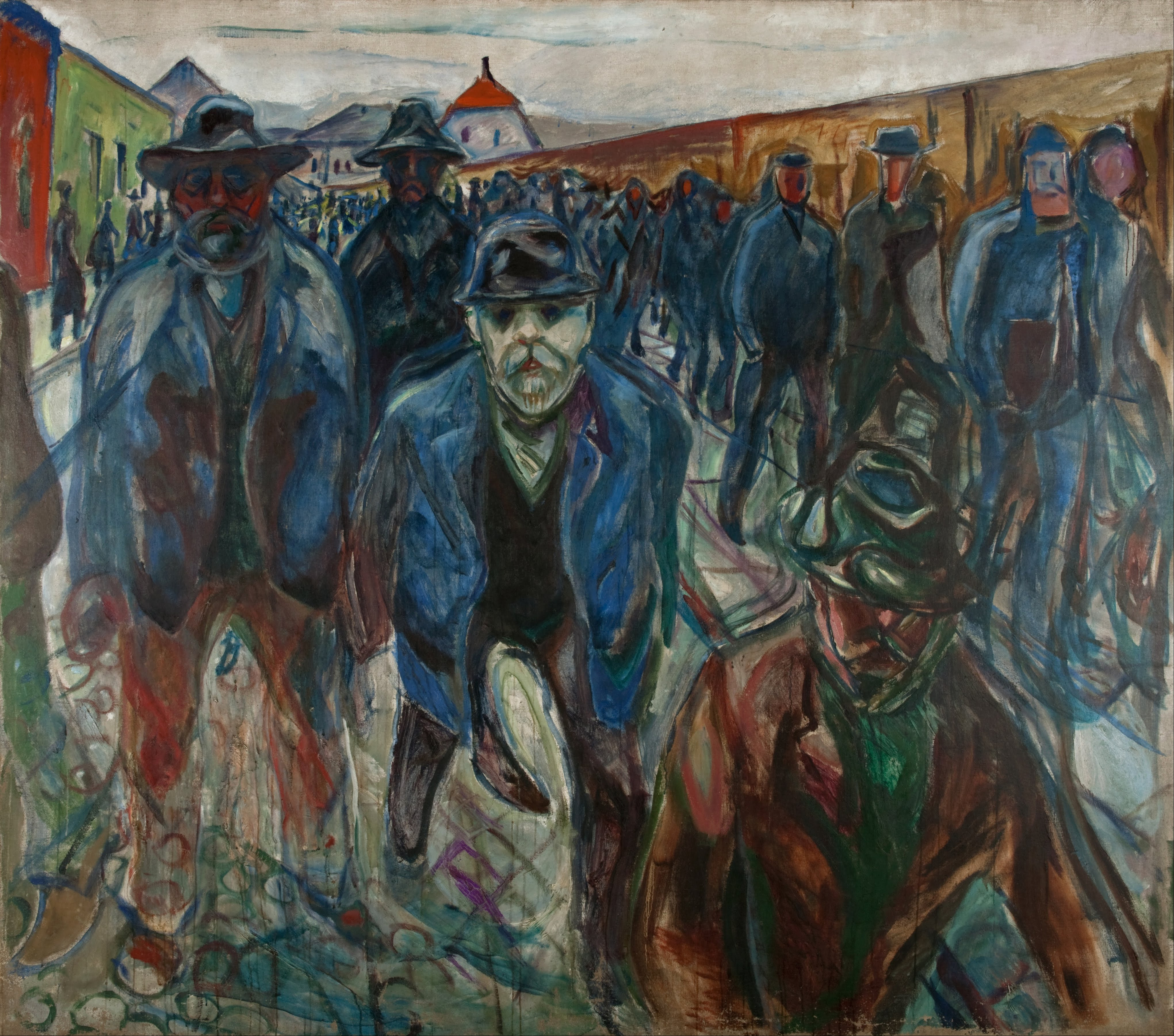
Trabajadores de camino a casa, 1913–14, Munch Museum, Oslo.

### Desnudos

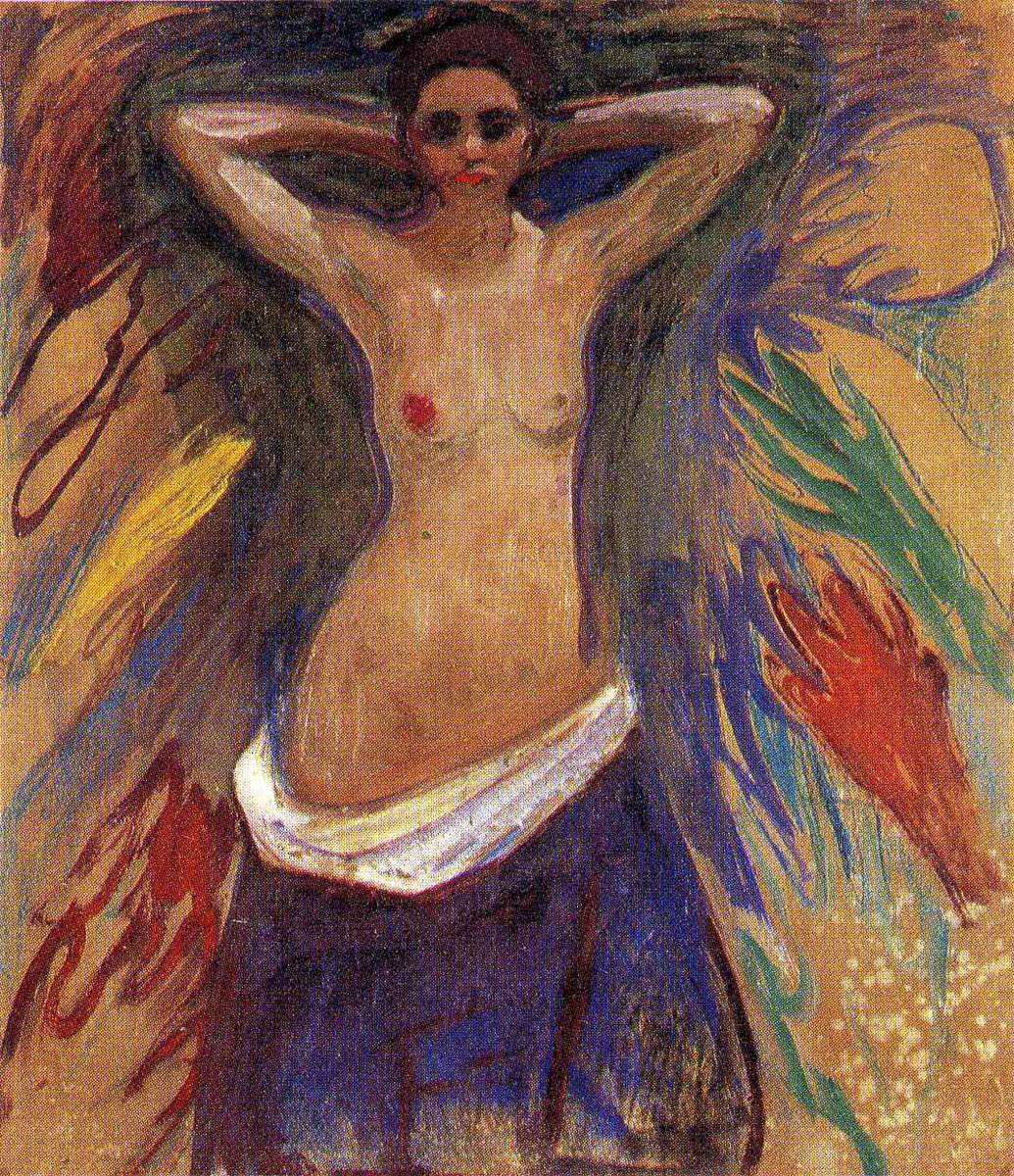
Las manos, 1893, óleo sobre lienzo, 91 x 77 cm, Munch Museum, Oslo
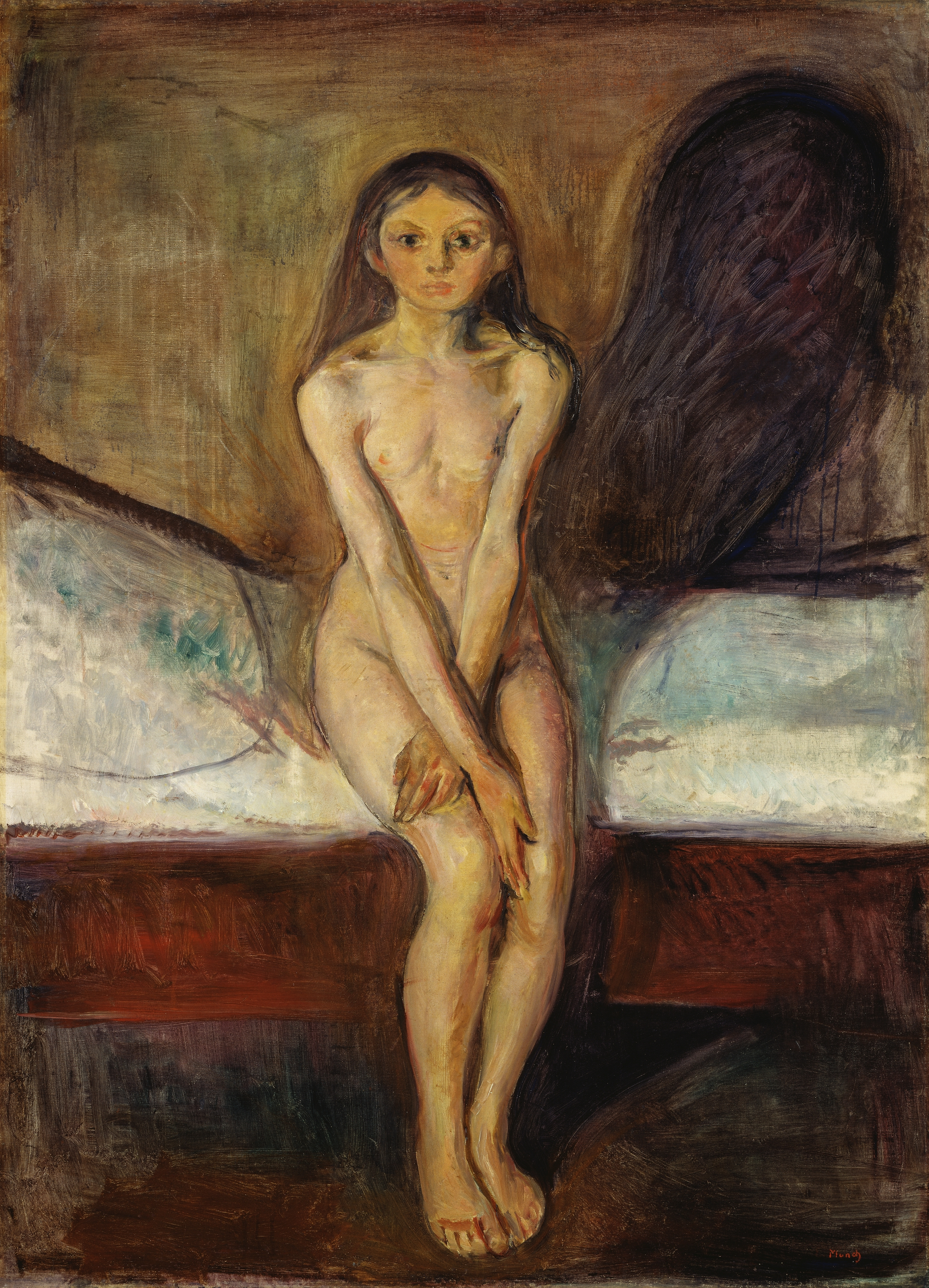
Pubertad, 1894–1895, óleo sobre lienzo, 151.5 x 110 cm, National Gallery (Norway).
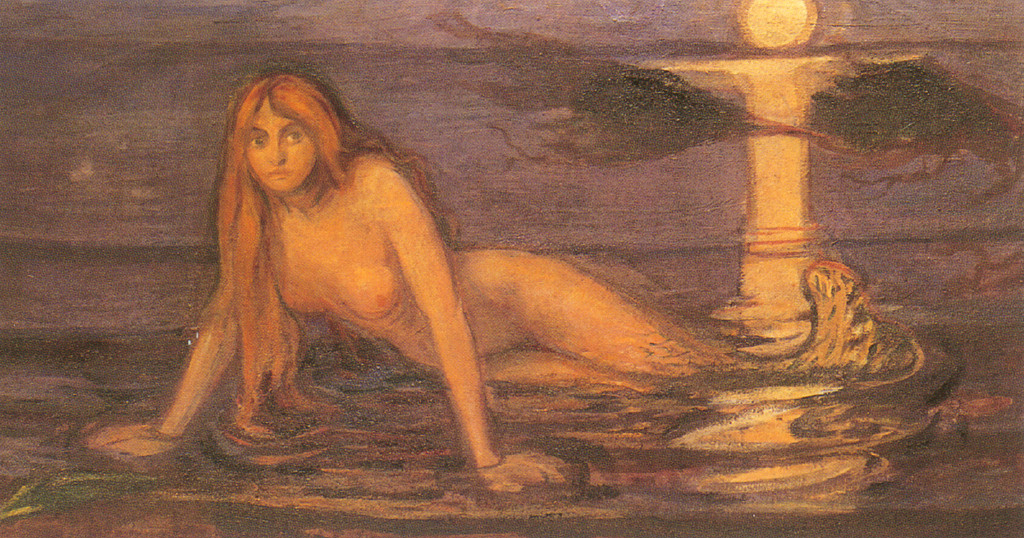
Dama en el mar (detalle), 1896, óleo sobre lienzo.
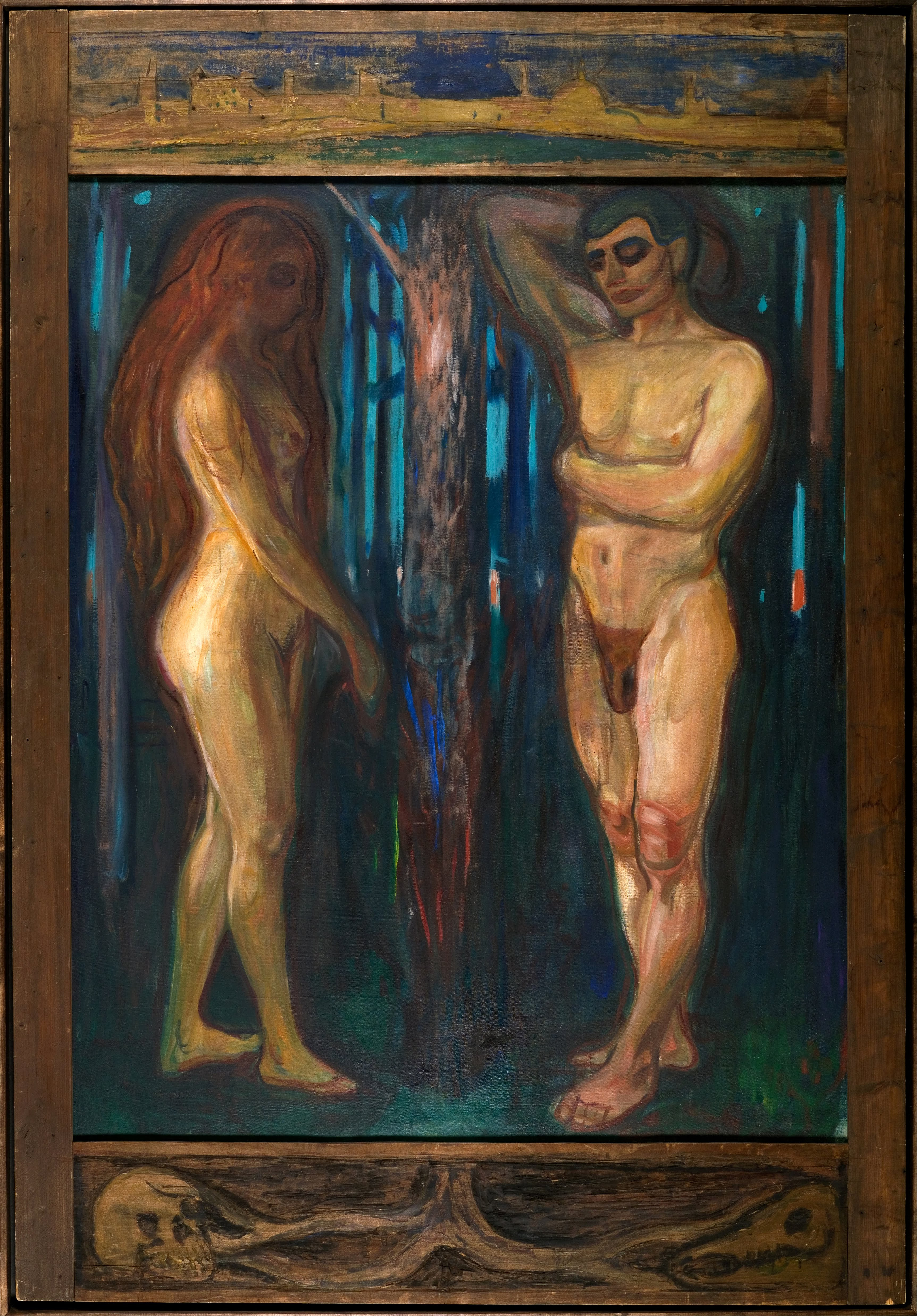
Metabolismo, 1898–1899, Munch Museum, Oslo.
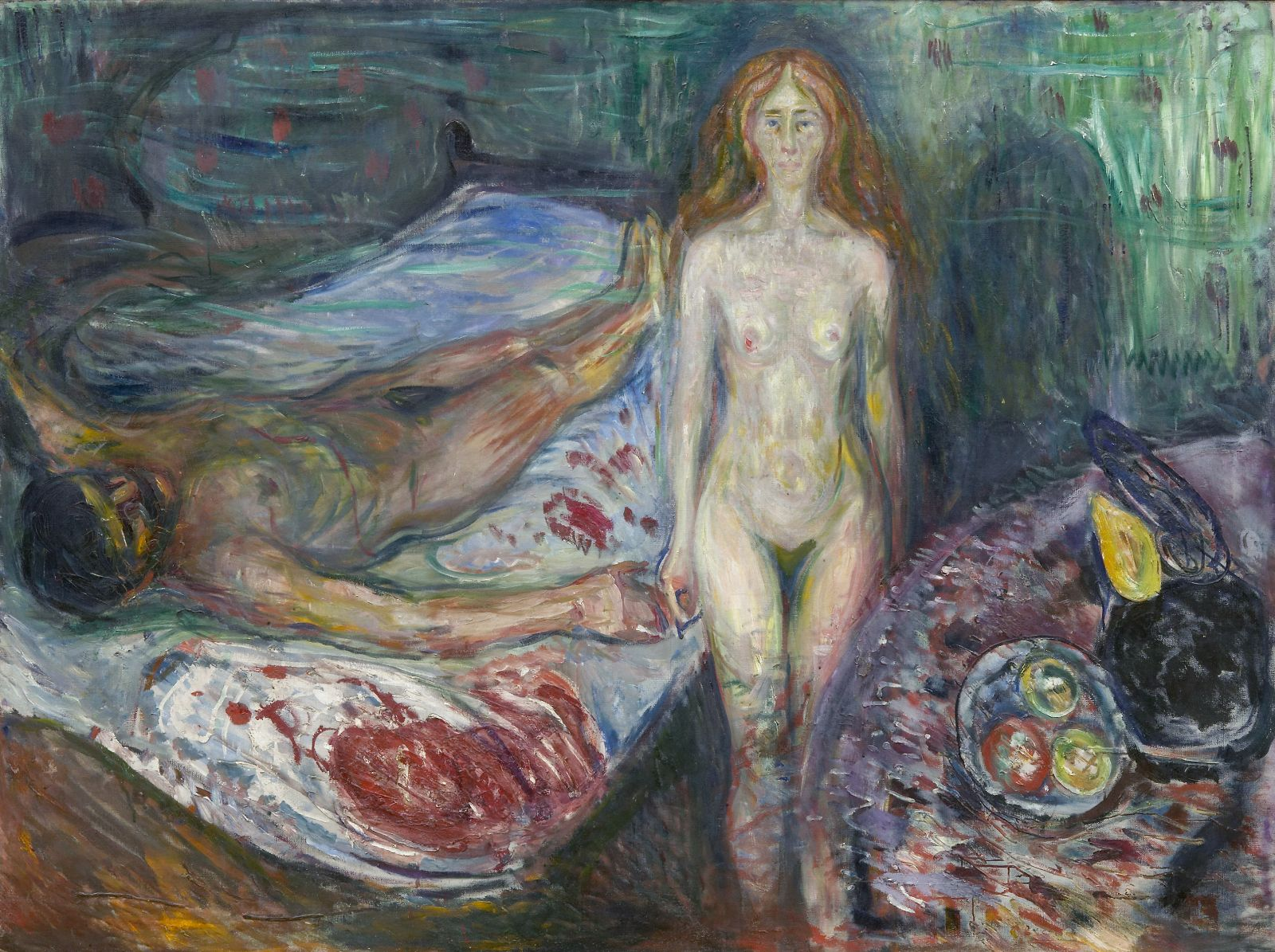
Muerte de Marat I 1907, 150 x 199 cm, Munch Museum, Oslo.
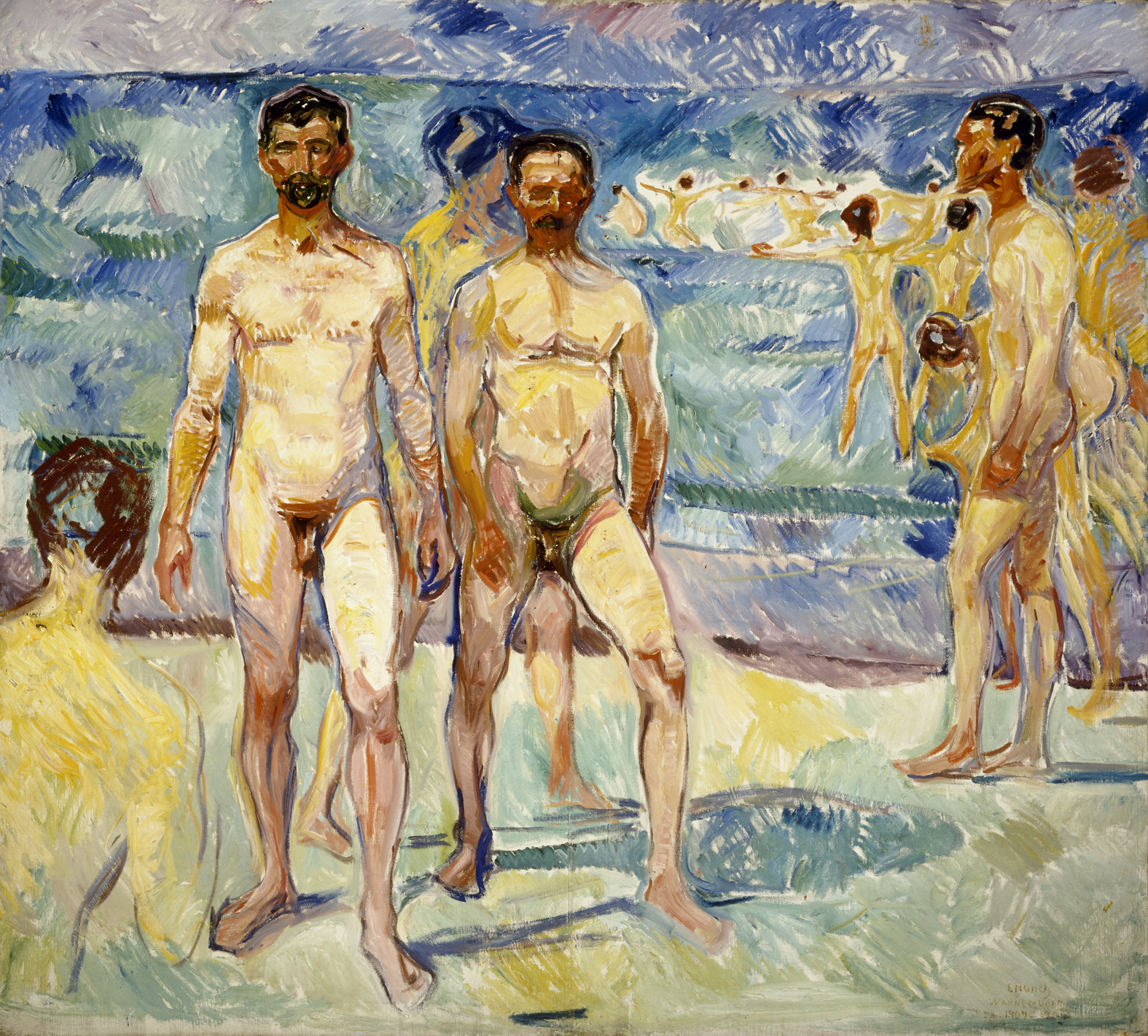
Bañistas masculinos, 1907–1908, óleo sobre lienzo, 206 x 227.5 cm, Ateneum, Helsinki.
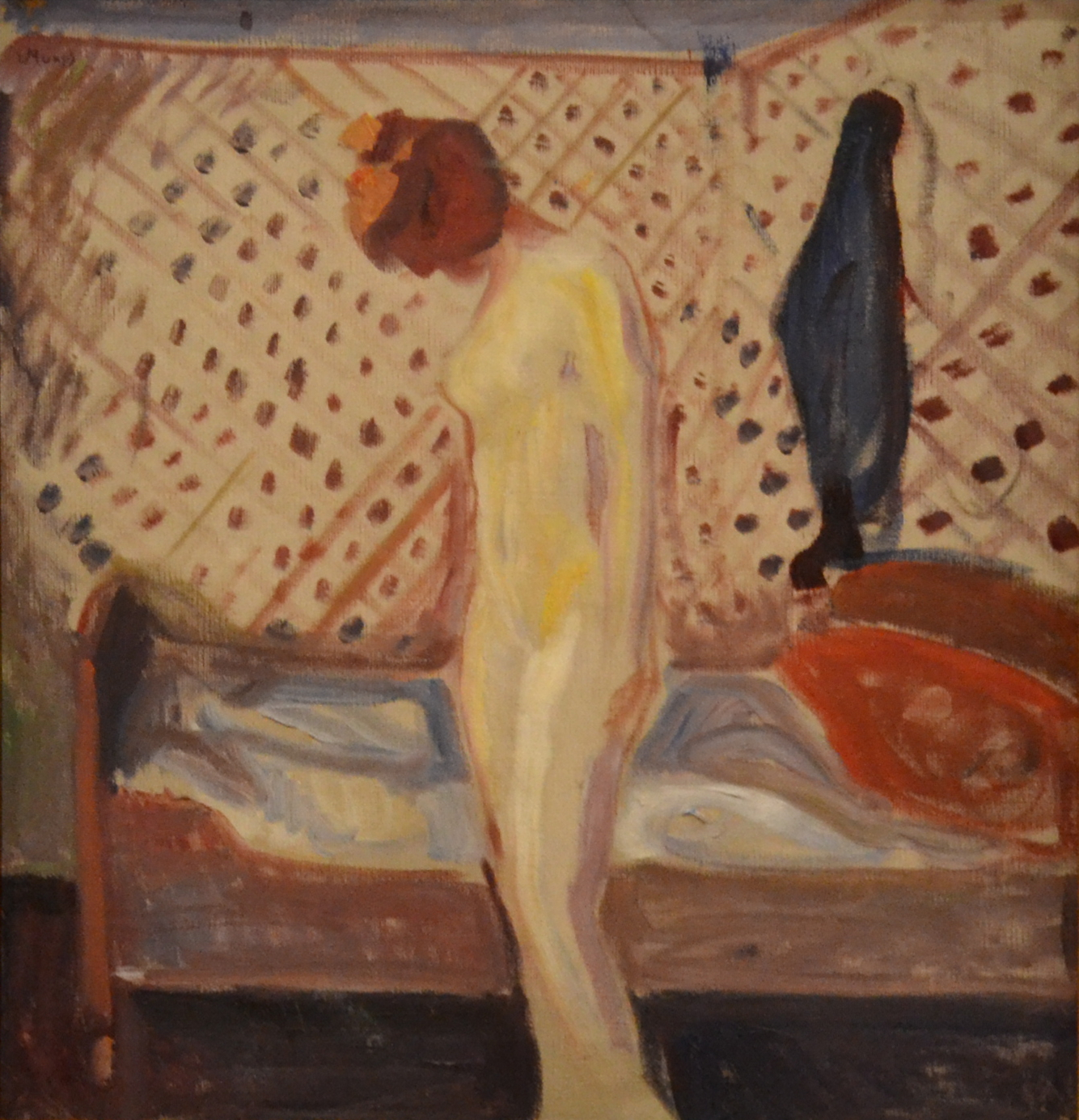
Mujer llorando, 1907–1909, óleo sobre lienzo, colección privada.
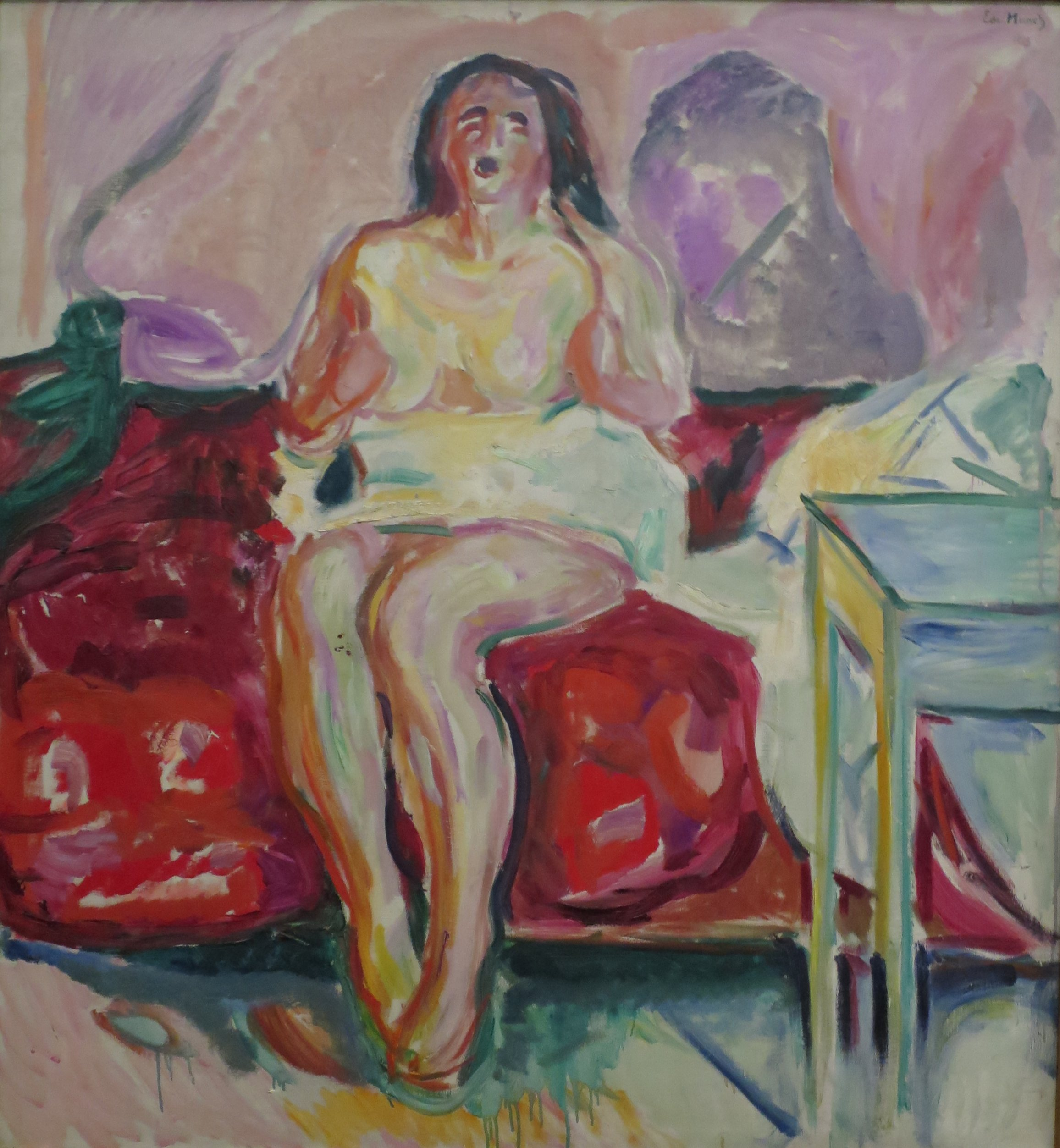
Bostezo por la mañana, 1913, óleo sobre lienzo, 108 × 98 cm, Art Museums of Bergen.
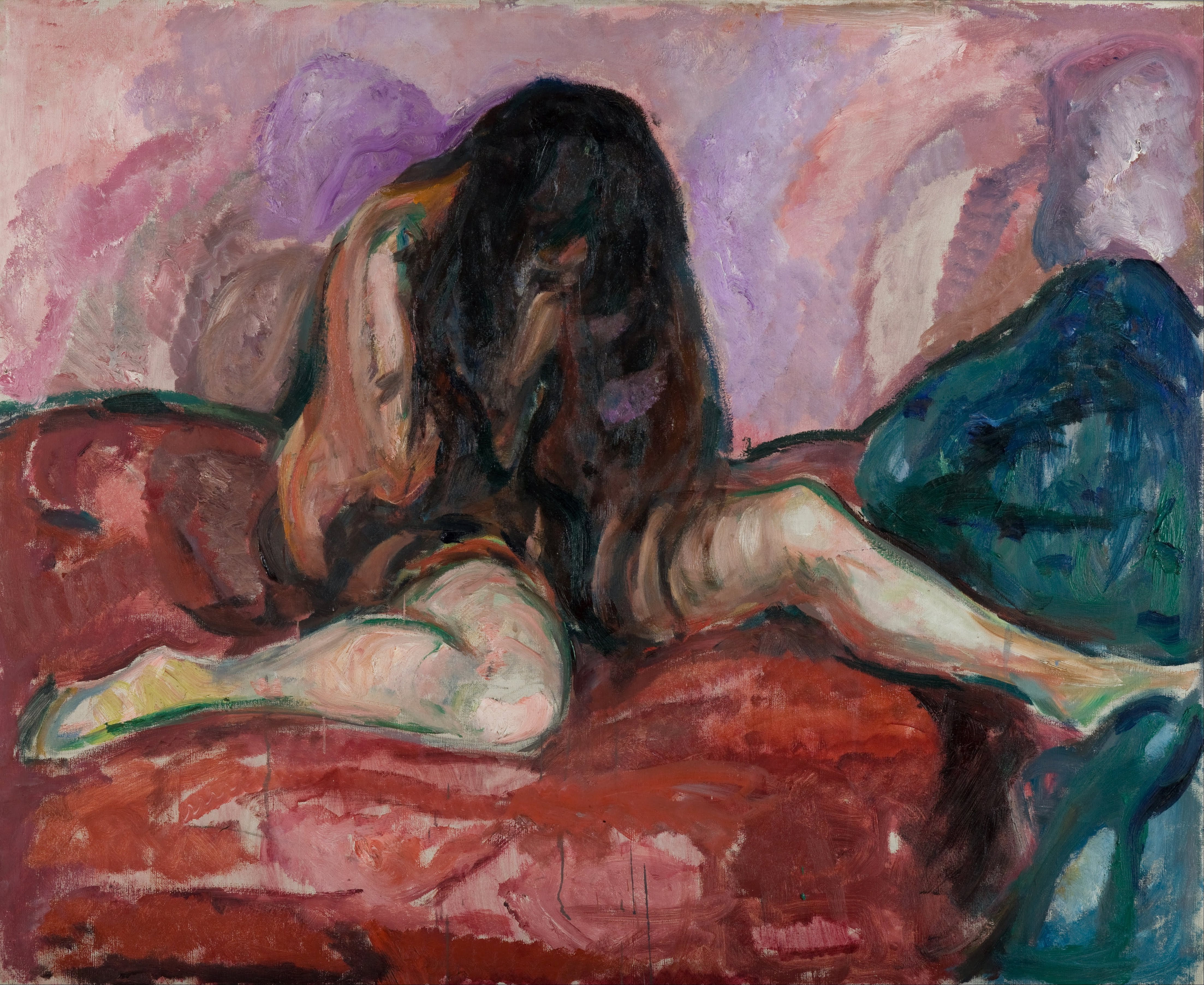
Mujer llorando, 1913–1914, Munch Museum, Oslo.
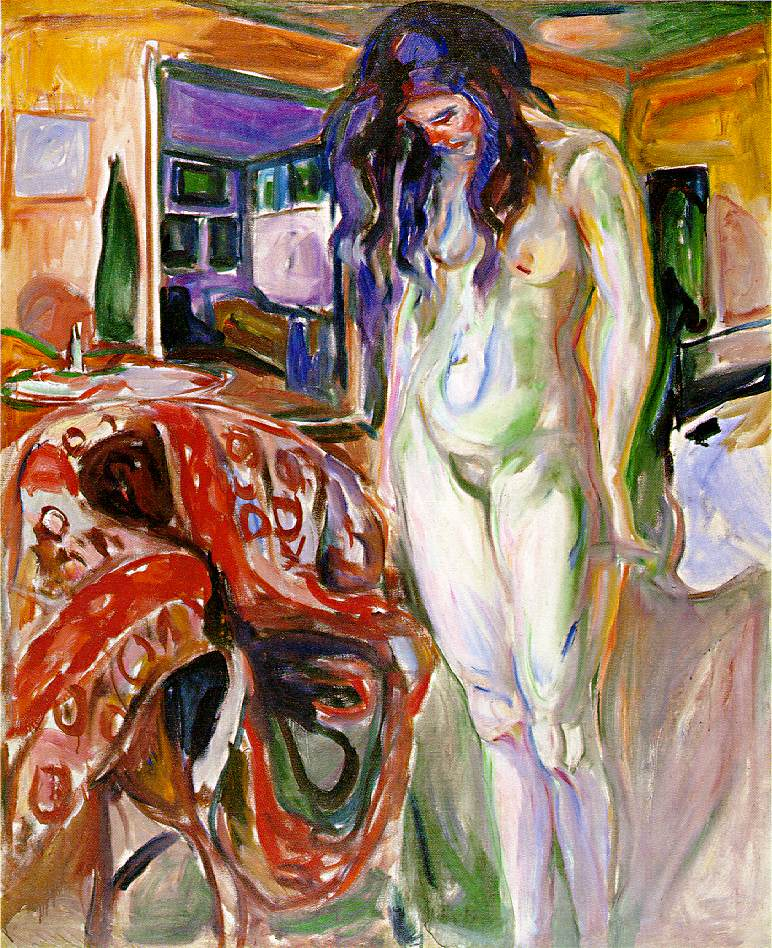
Modelo con silla de mimbre, 1919–1921, óleo sobre lienzo, 122.5 × 100 cm, Munch Museum, Oslo.

### Autorretratos

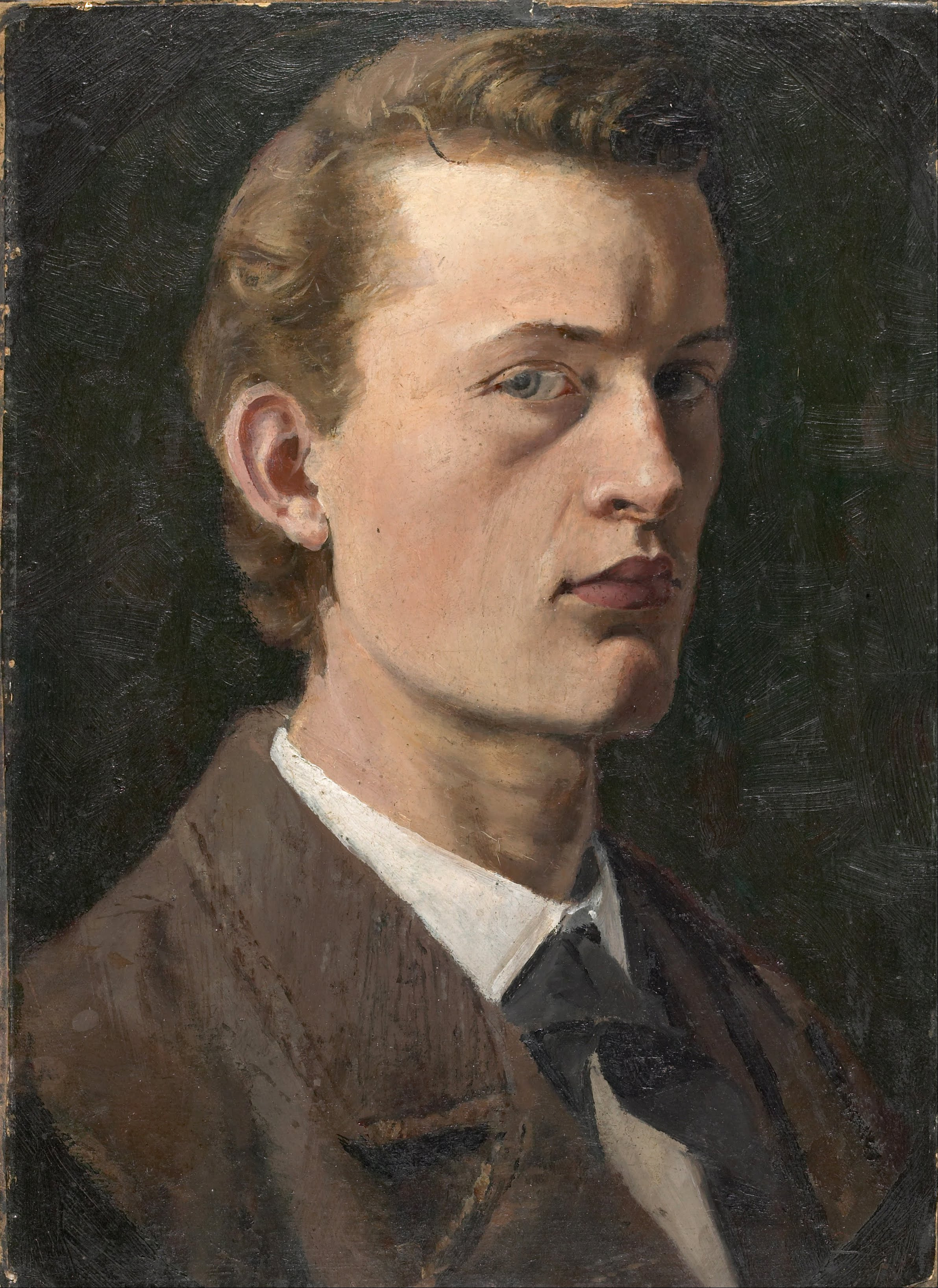
Autorretrato, 1882, Munch Museum, Oslo
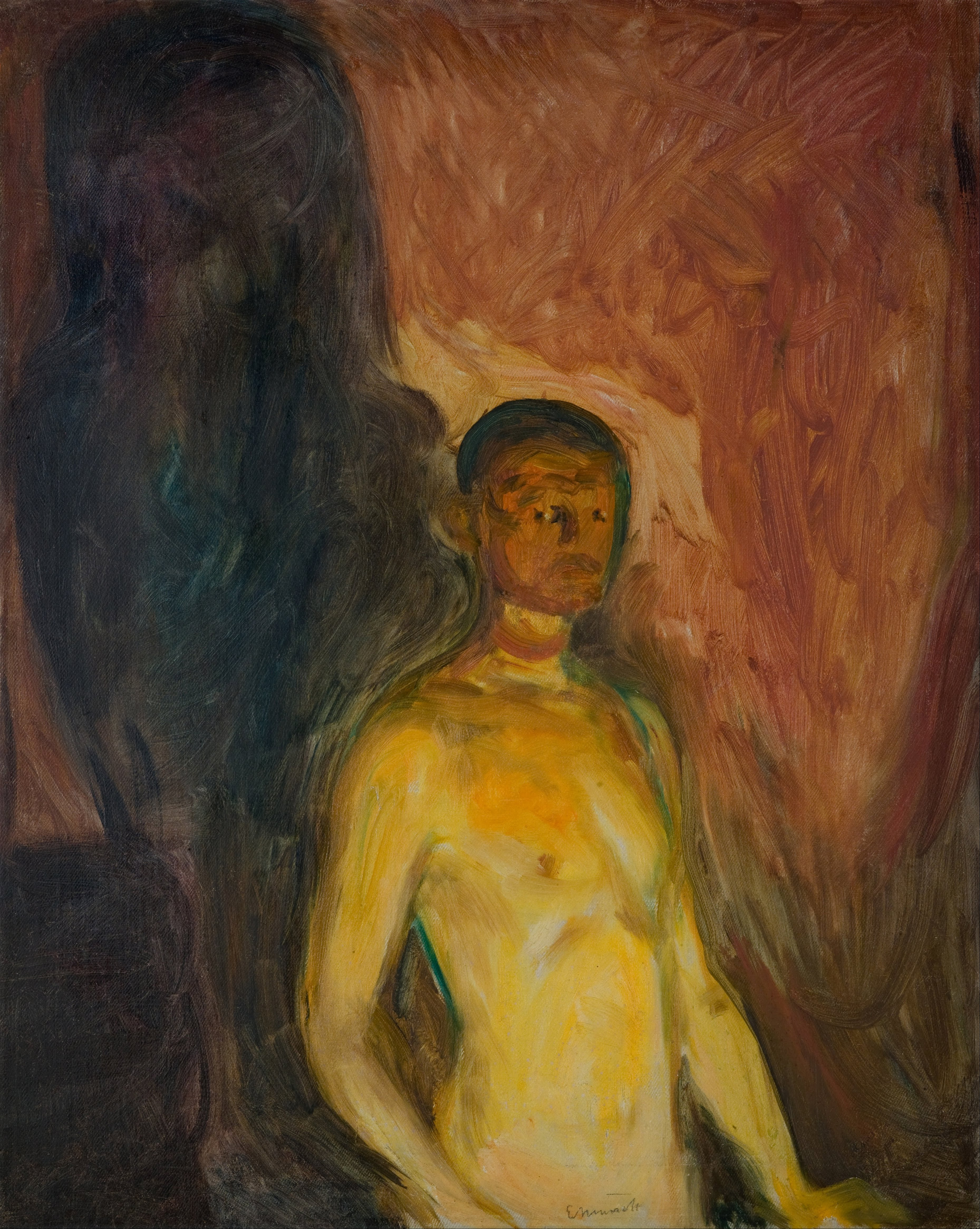
Autorretrato en el infierno, 1903, Munch Museum, Oslo
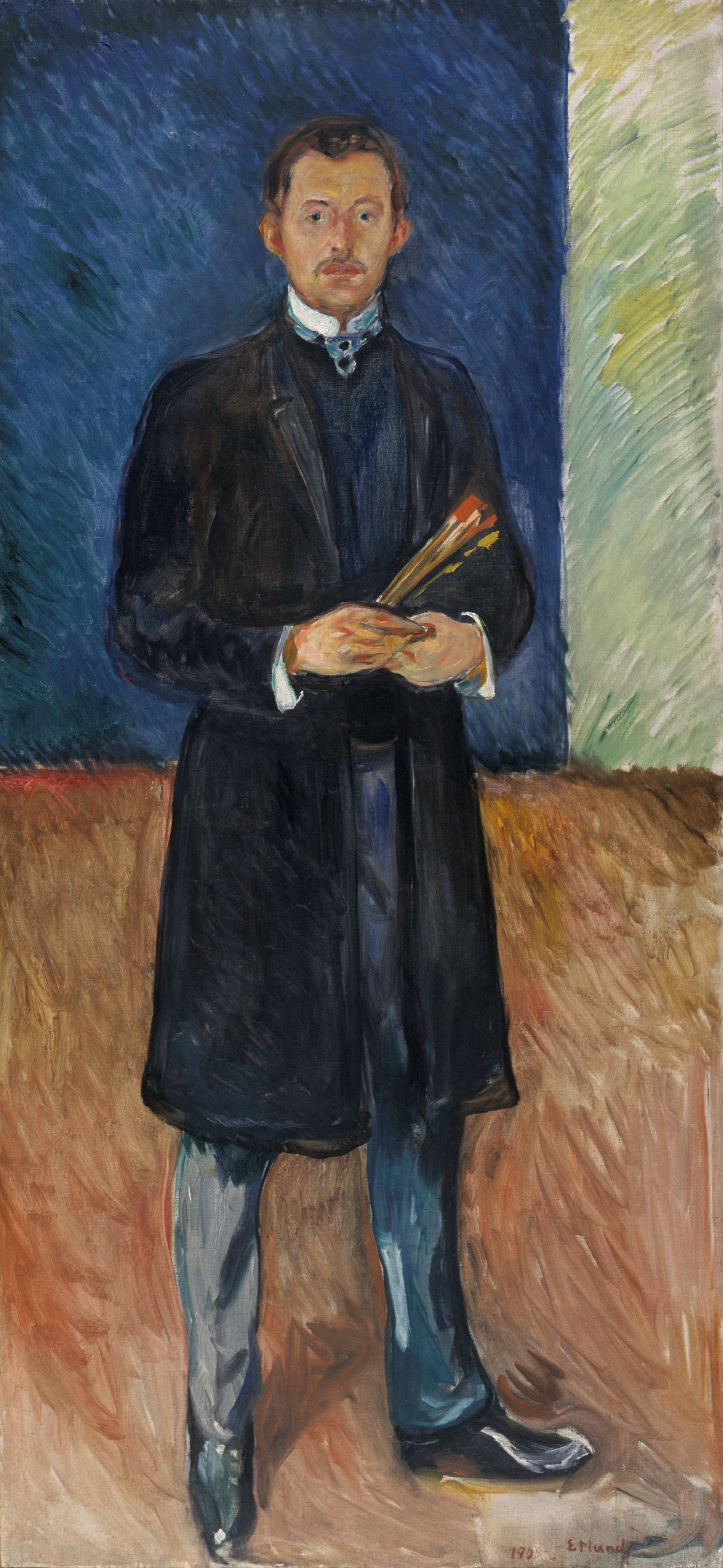
Autorretrato con pinceles, 1904, Munch Museum, Oslo
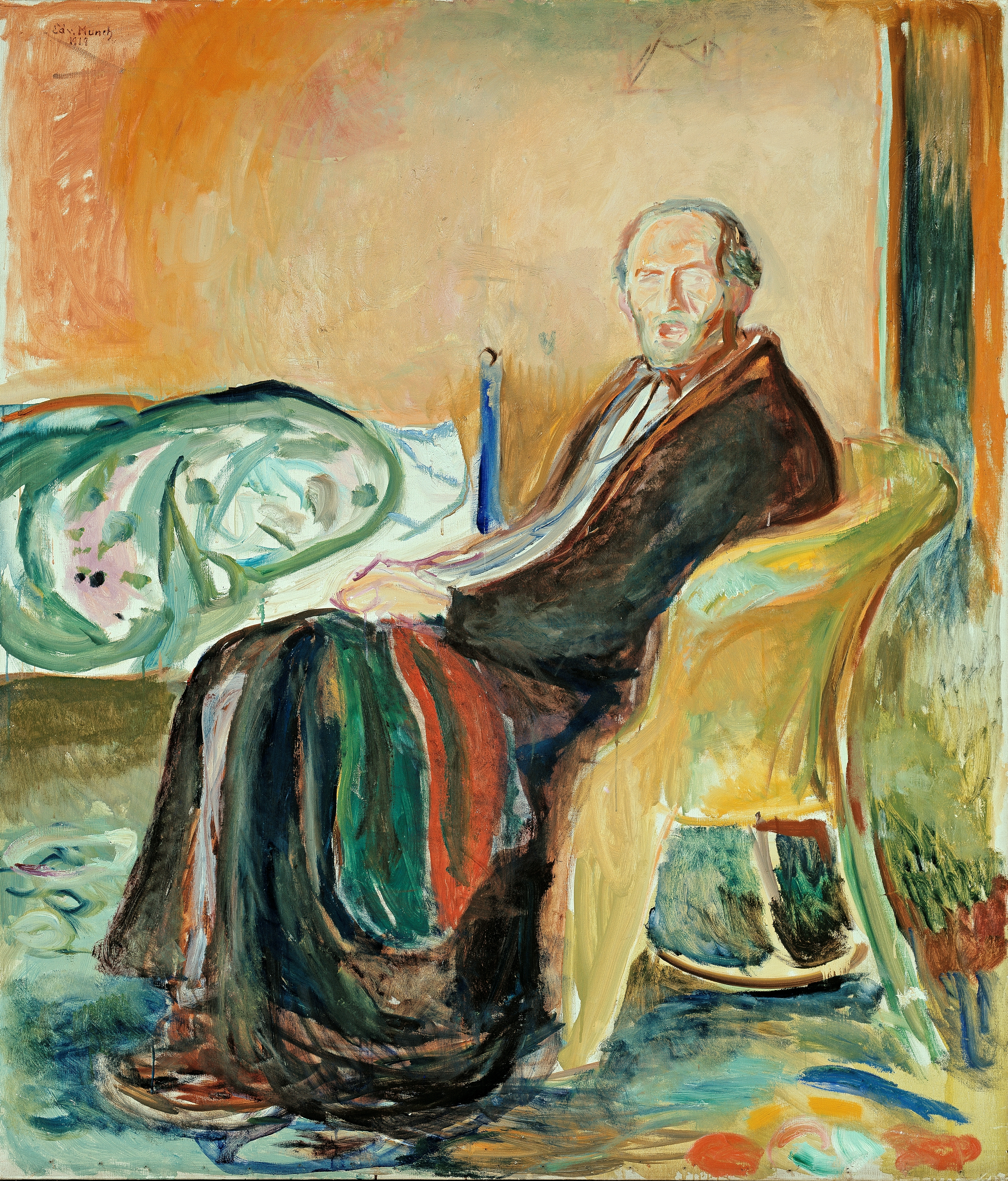
Autorretrato con la gripe española, 1919, oil on canvas, 150 x 131 cm, National Gallery (Norway)
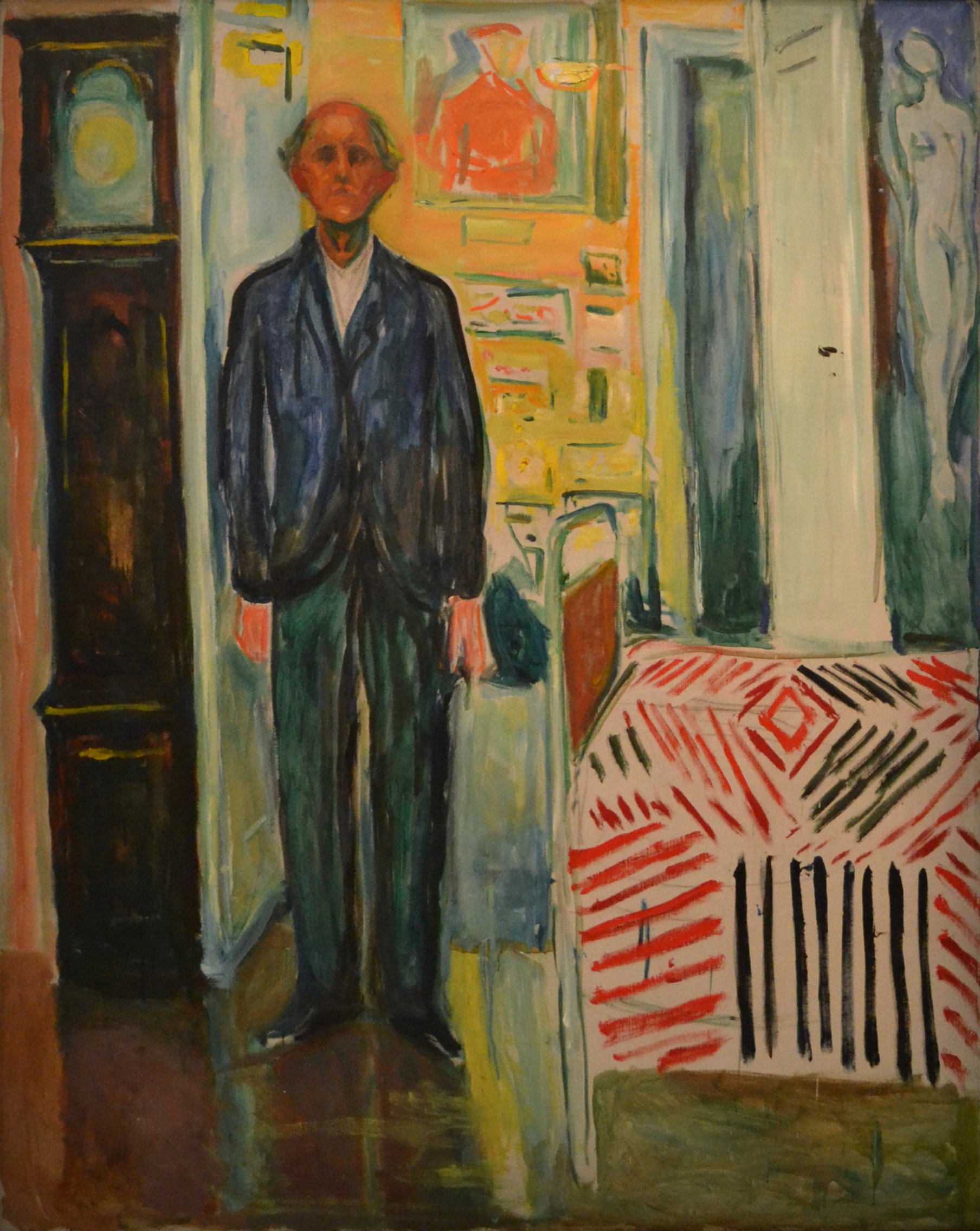
Autorretrato. Entre el reloj y la cama, c. 1940–1943, Munch Museum, Oslo

### Paisajes

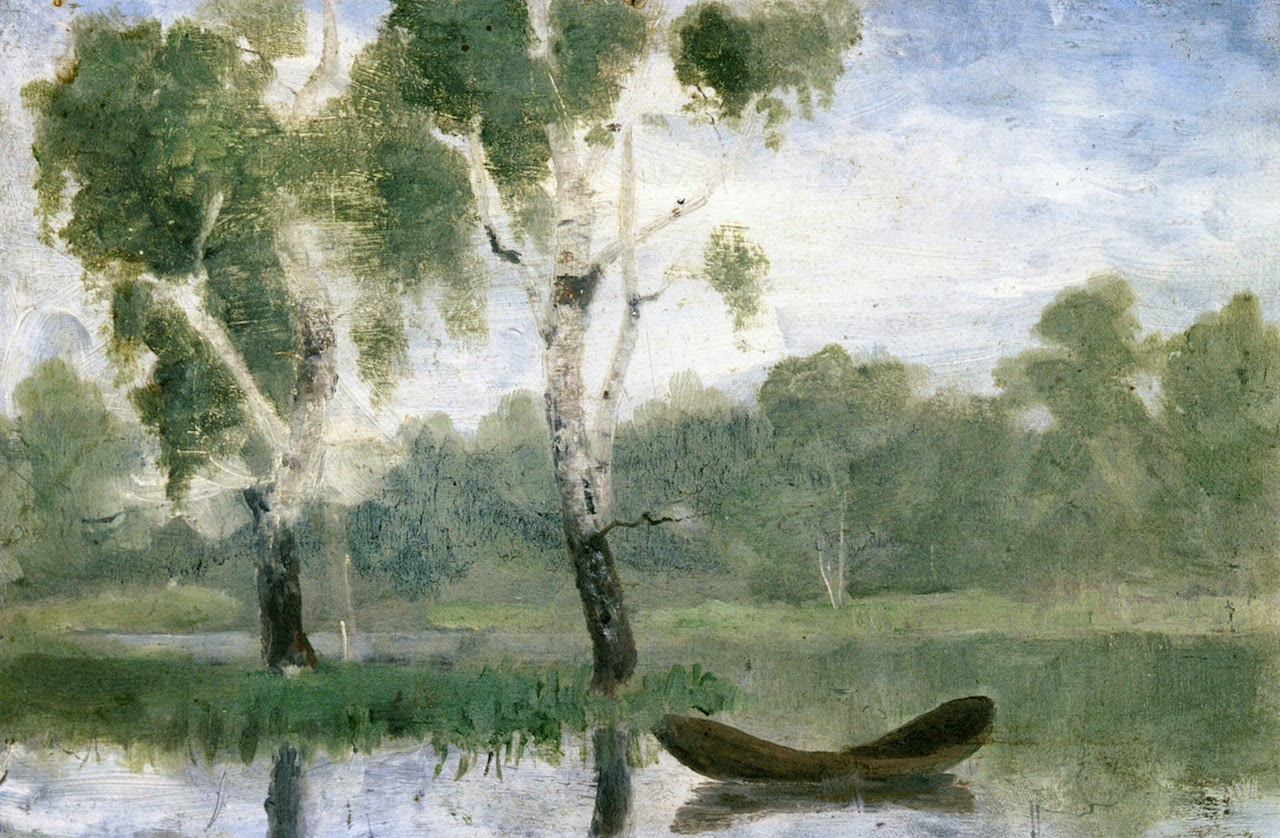
Pequeño lago con barca, 1880, óleo sobre papel, 12 x 18 cm, Munch Museum, Oslo.
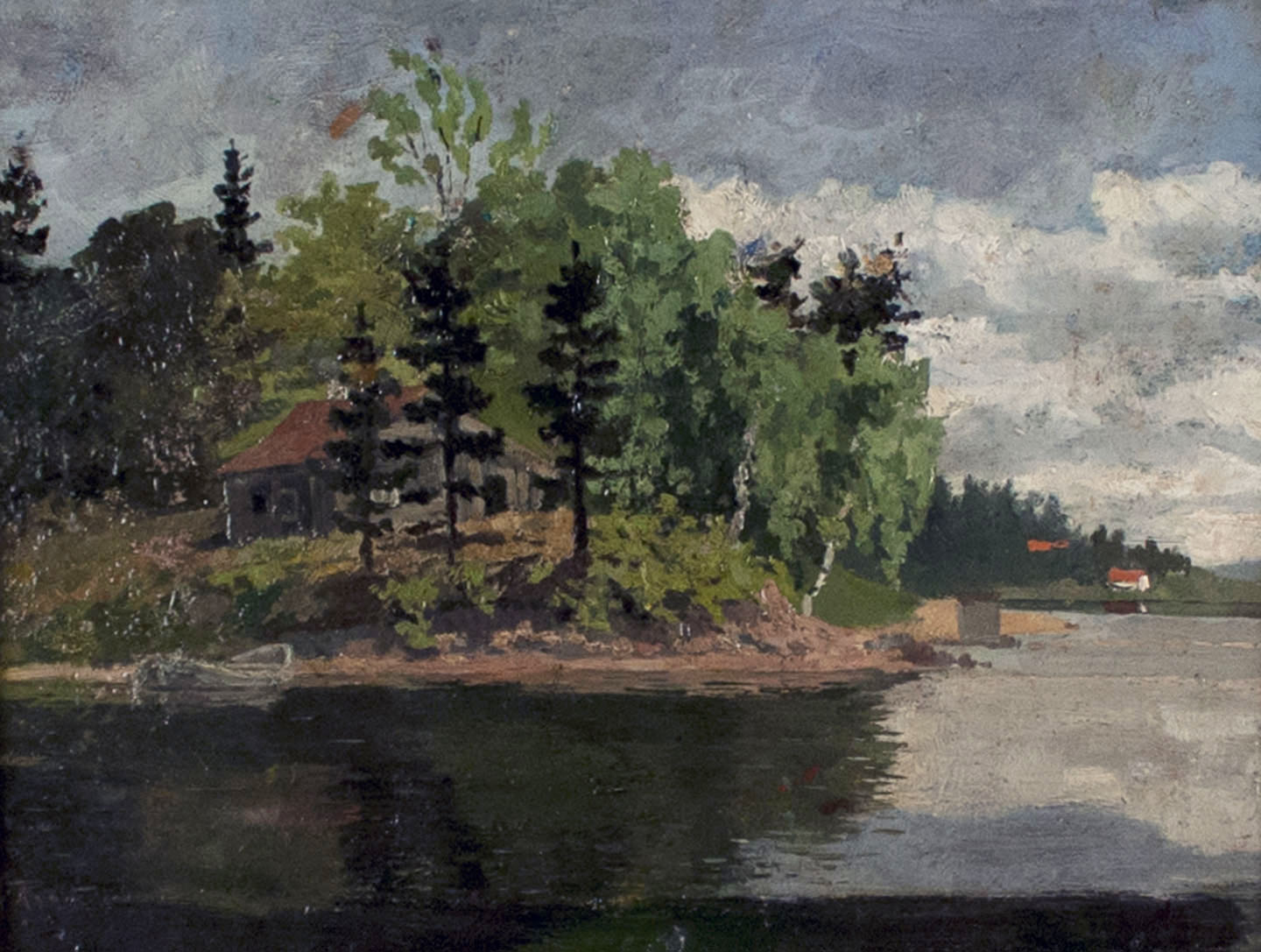
En Sandviken, c. 1882, óleo sobre cartulina, 20 x 25 cm, Flaten Art Museum.
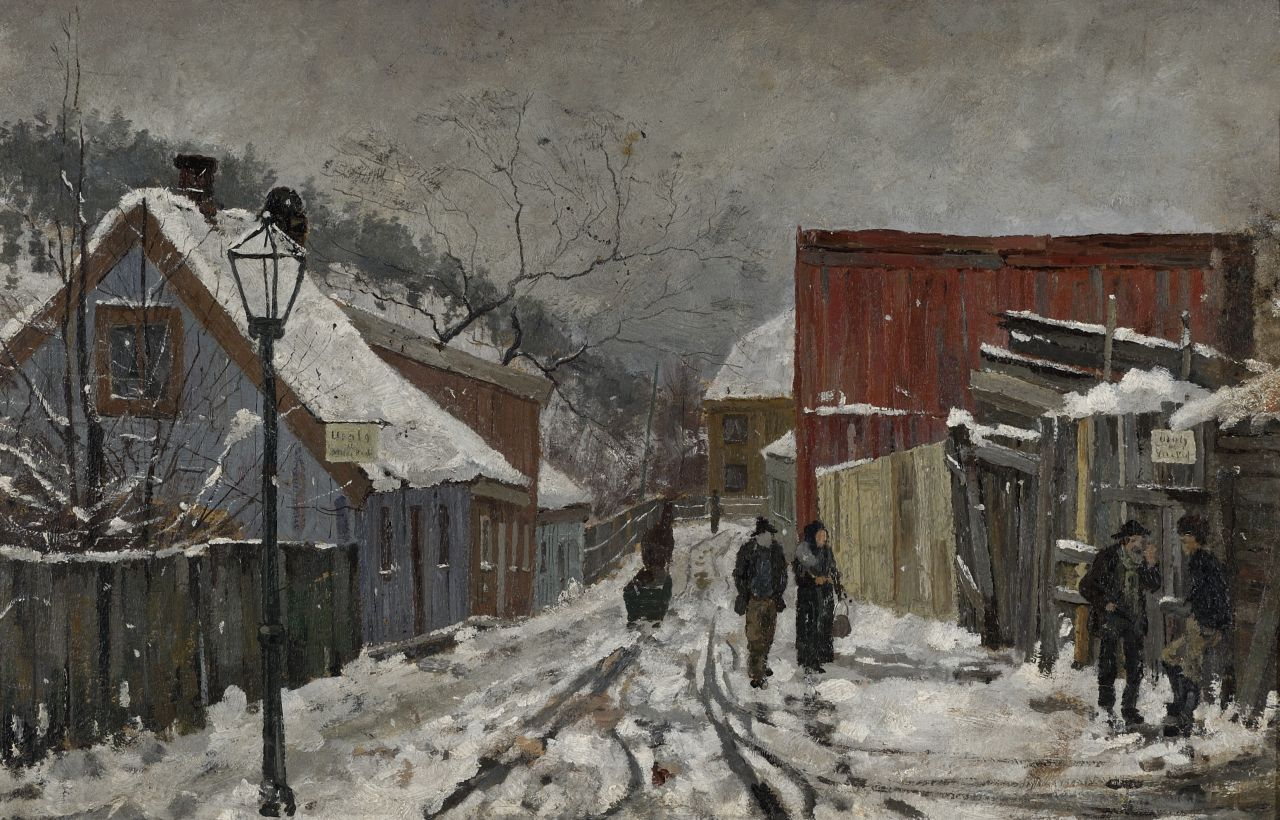
En Saxegårdsgate, c. 1882, óleo sobre lienzo, Lillehammer Art Museum, Lillehammer.
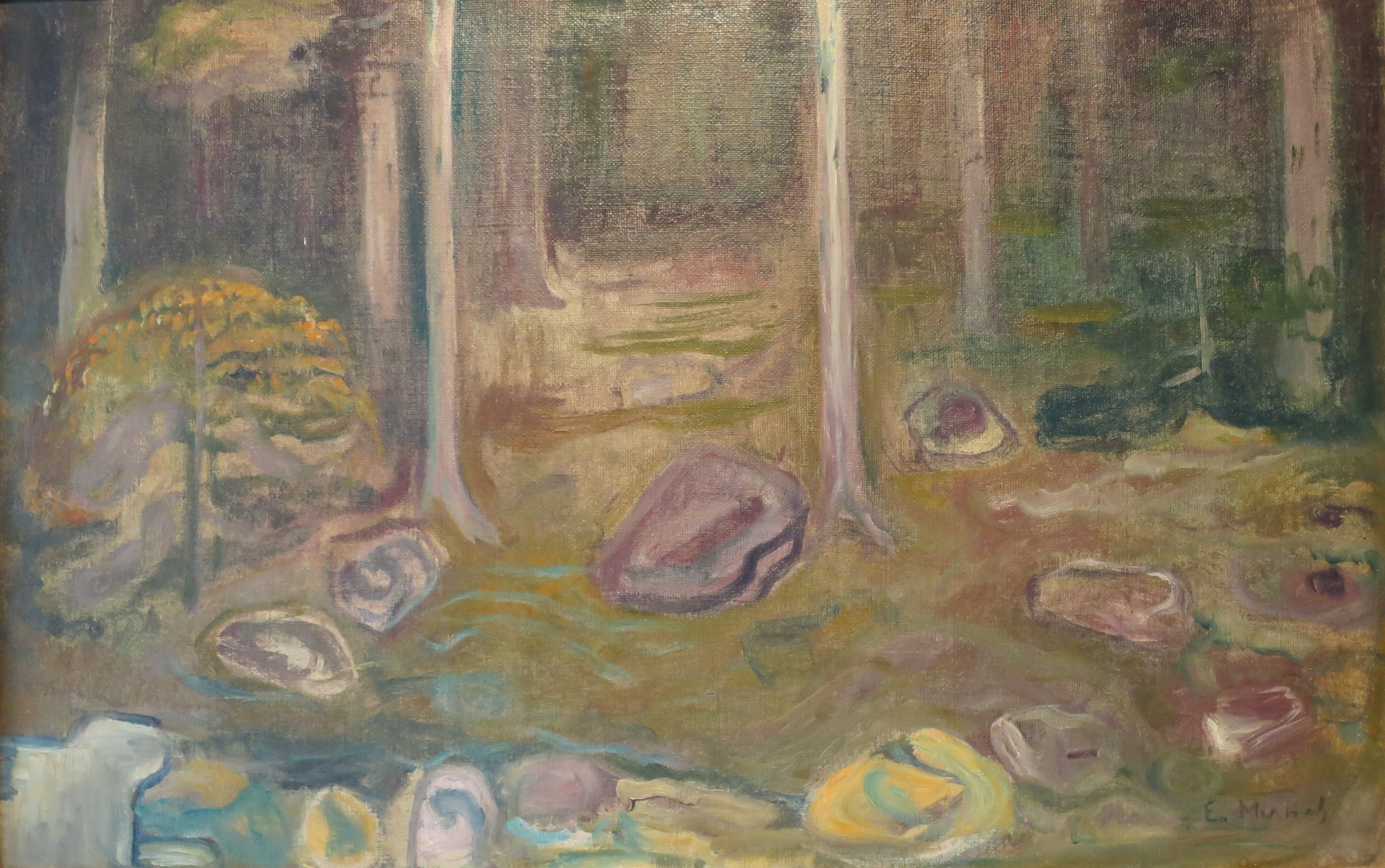
Boceto para 'Cenizas' , 1894, óleo sobre lienzo, Bergen Kunstmuseum.
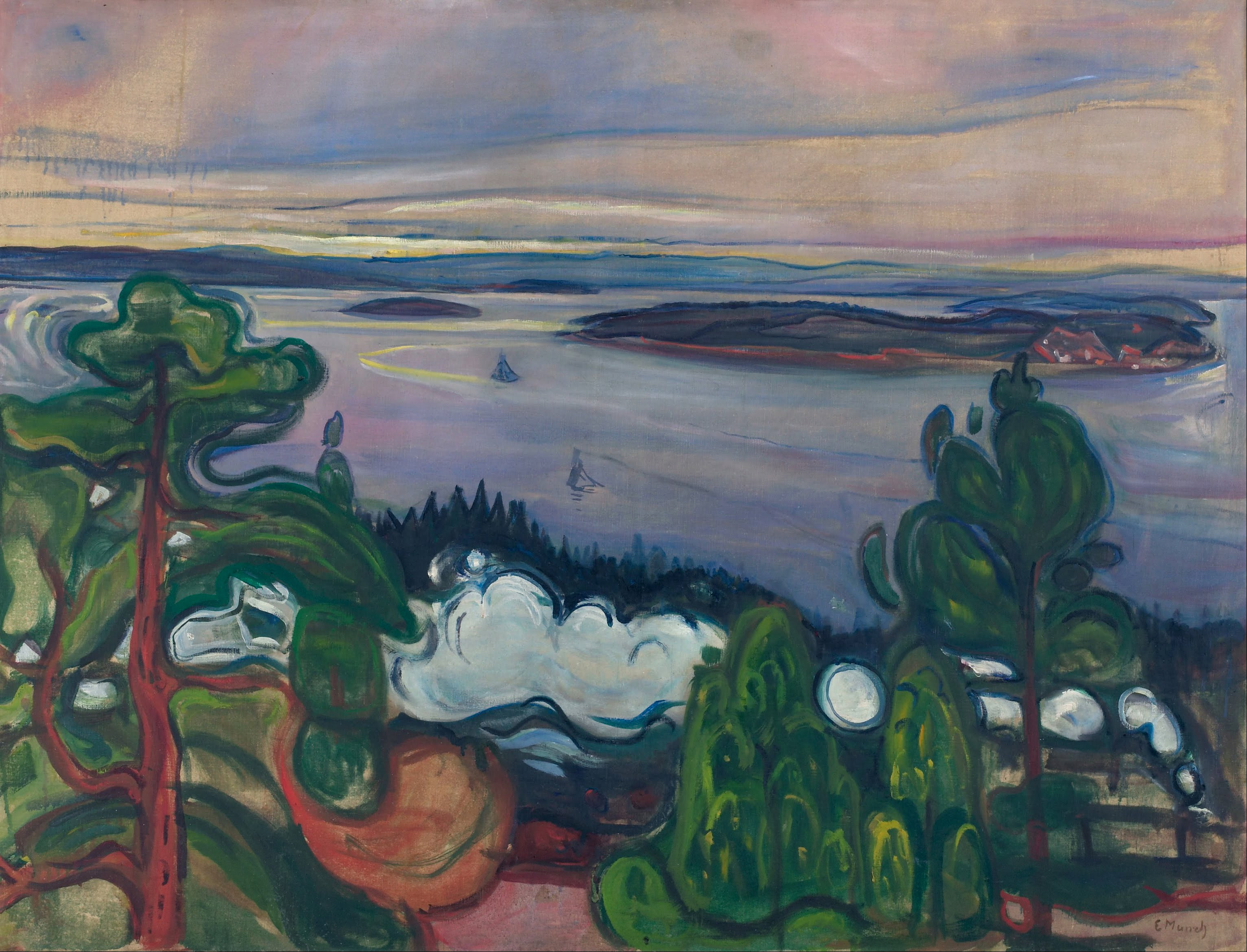
Tren de niebla, 1900, Munch Museum, Oslo.
Costa con casa roja, 1904, óleo sobre lienzo, 69 × 109 cm, Munch Museum, Oslo.
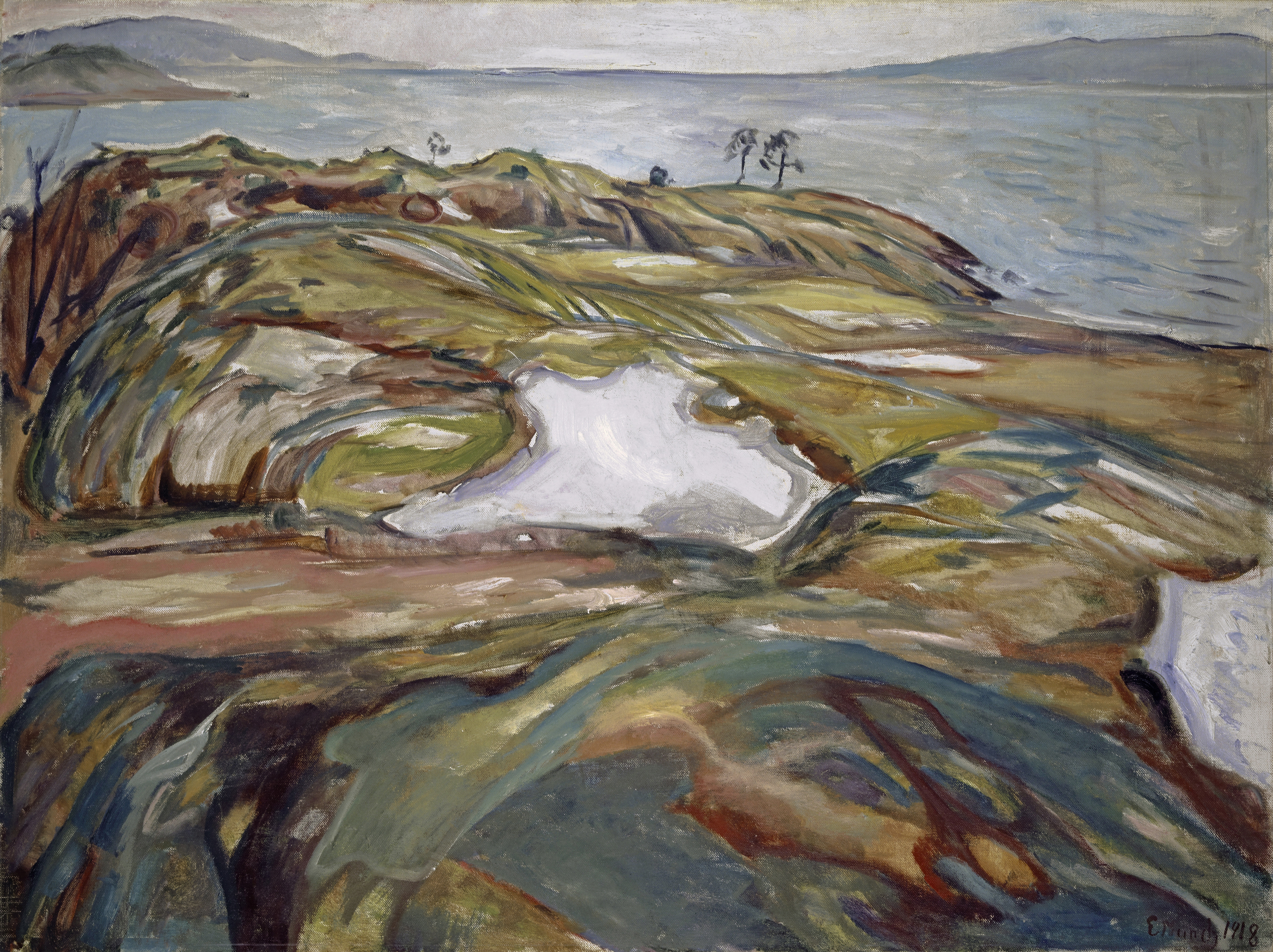
Paisaje marino, 1918, óleo sobre lienzo, 120.9 x 160, Kunstmuseum Basel.
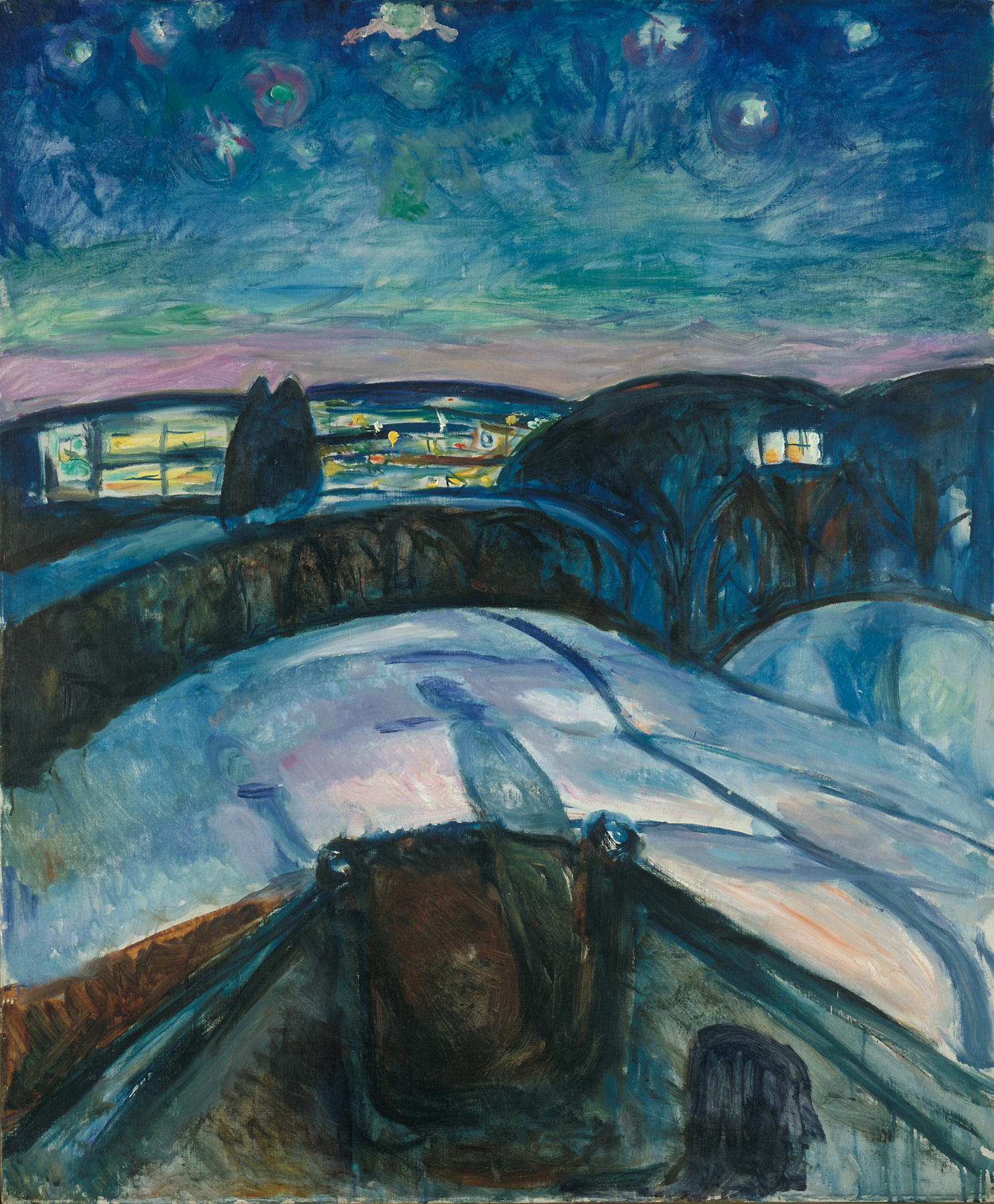
Noche estrellada, 1922-1924, óleo sobre lienzo, 120.5 x 100 cm, Munch Museum, Oslo.
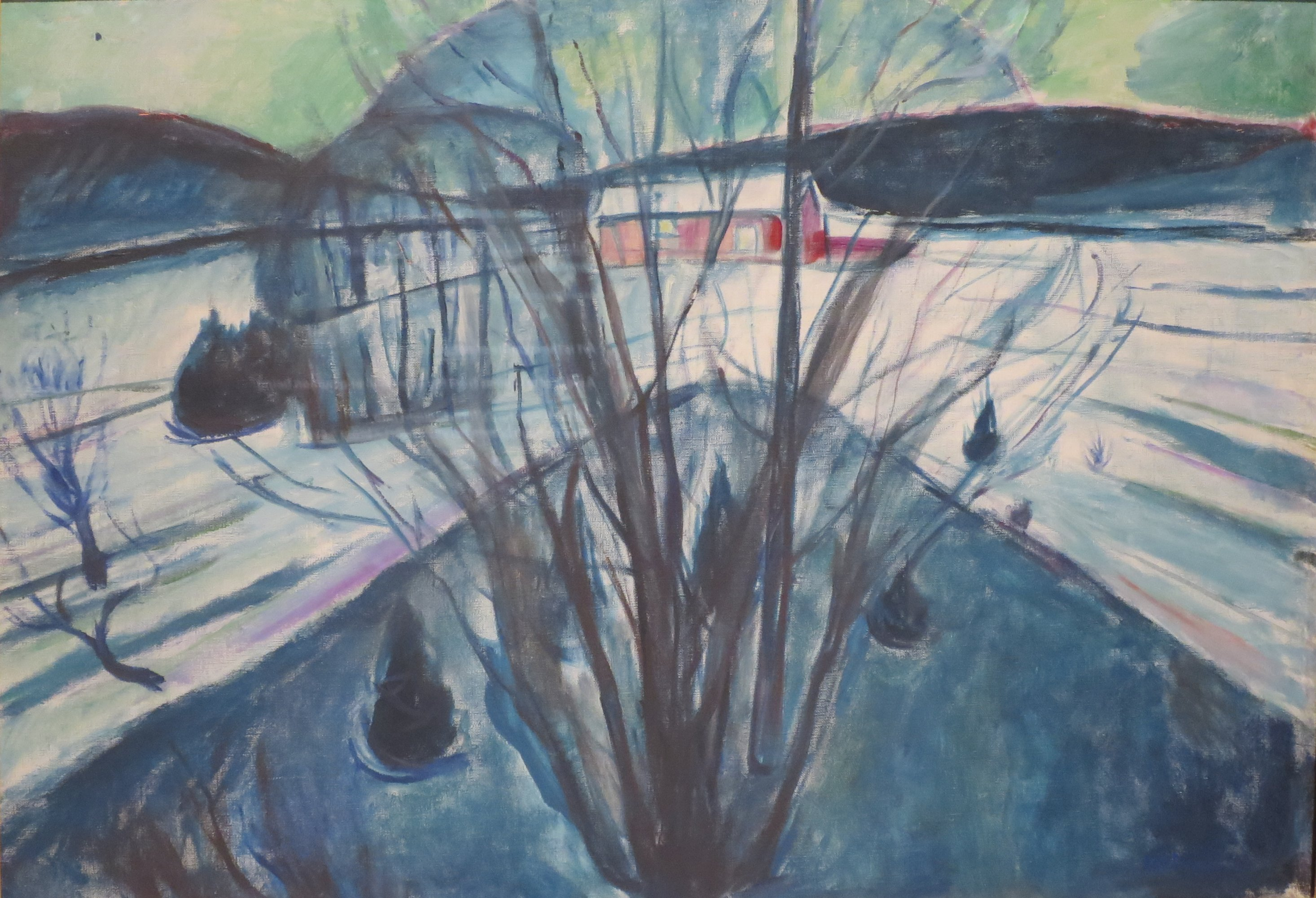
Noche de invierno, Ekely, 1930-1931, óleo sobre lienzo.

### Fotografías

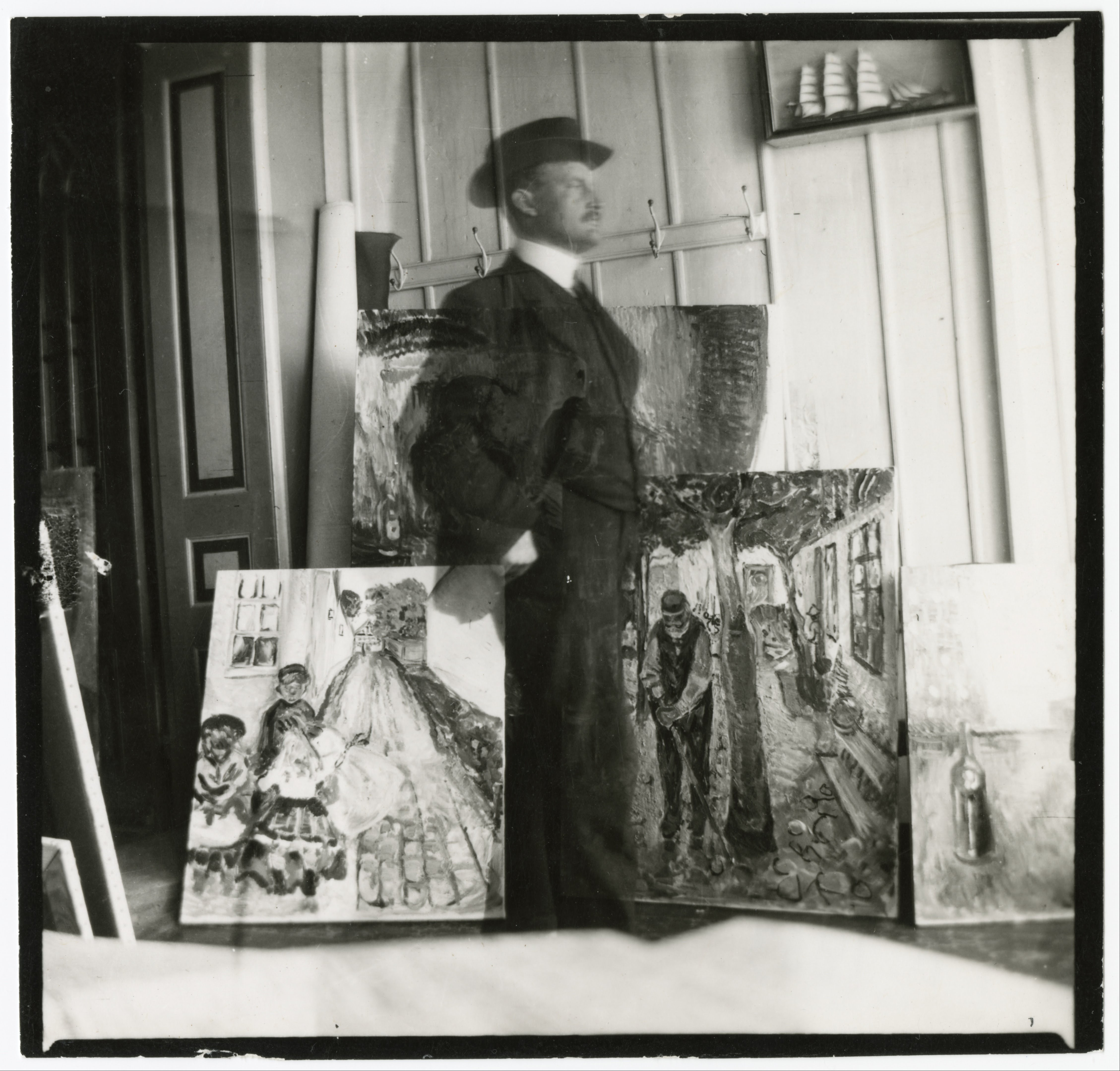
Autorretrato a los 53 en el arroyo en Warnemünde, 1907, Munch Museum, Oslo
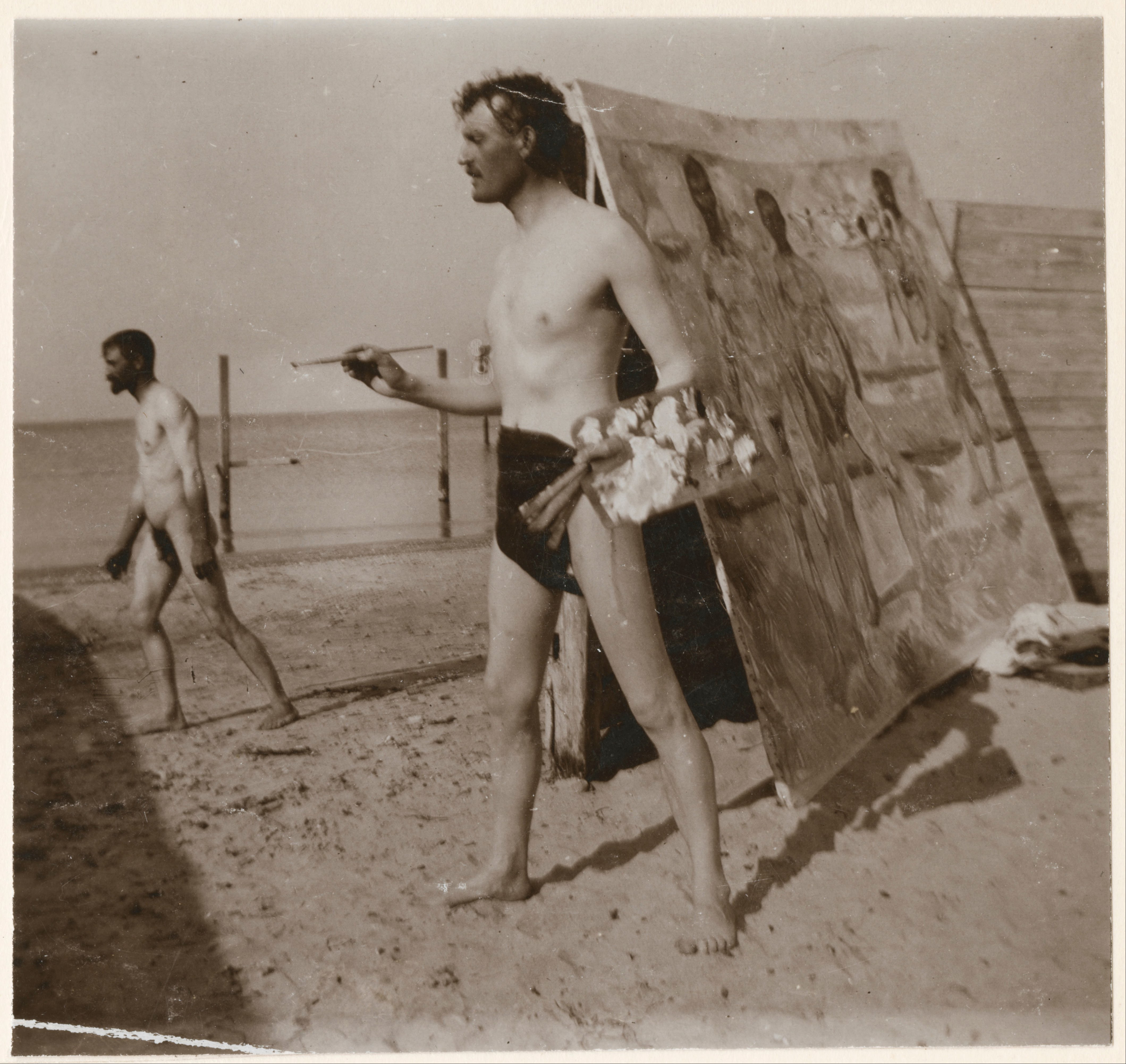
Edvard Munch en la playa de Warnemünde, 1907, Munch Museum, Oslo.
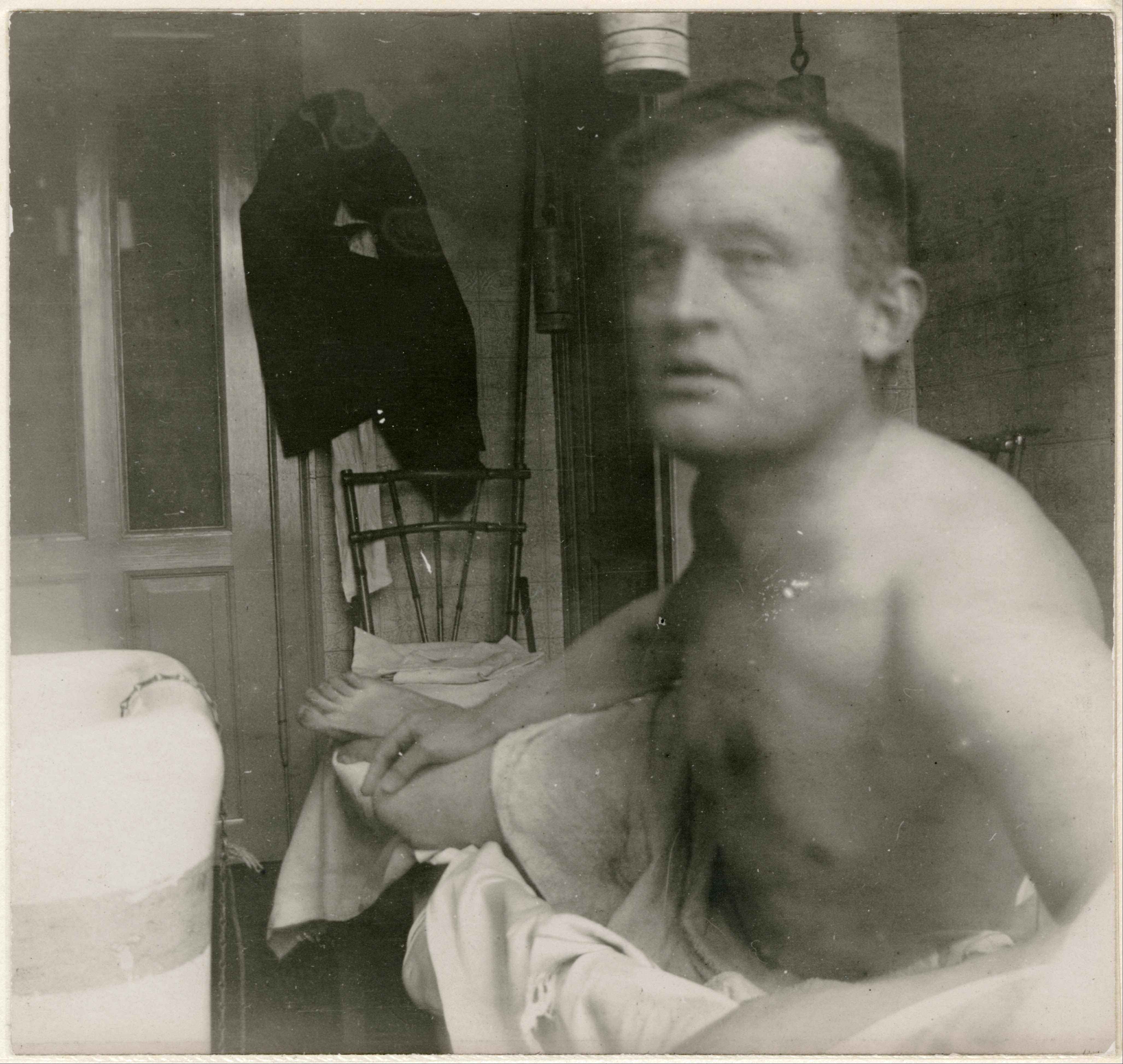
Autorretrato "a lo Marat", 1908–09, Munch Museum, Oslo.
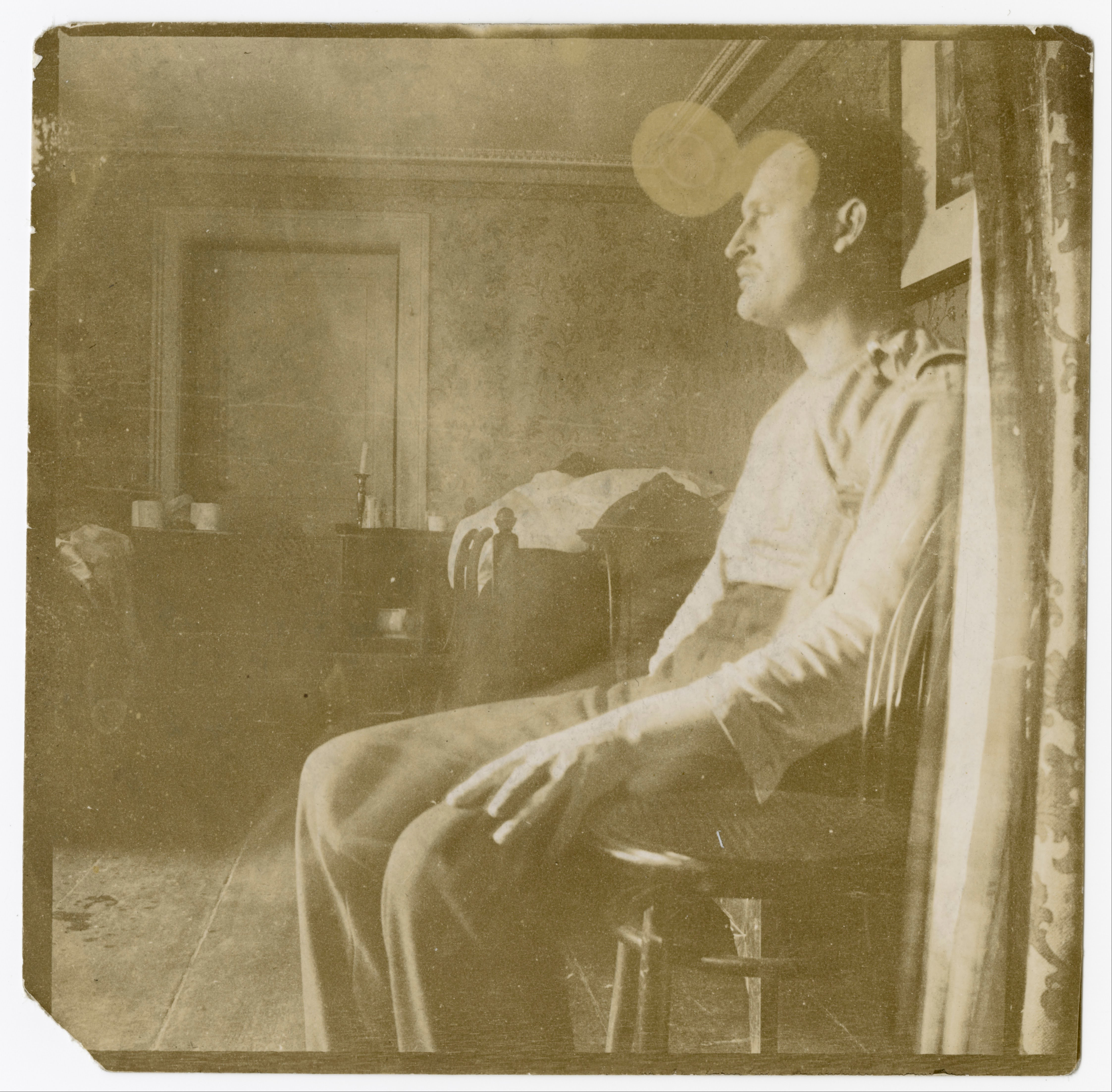
Autorretrato en algún lugar del continente I, 1906, Munch Museum, Oslo.
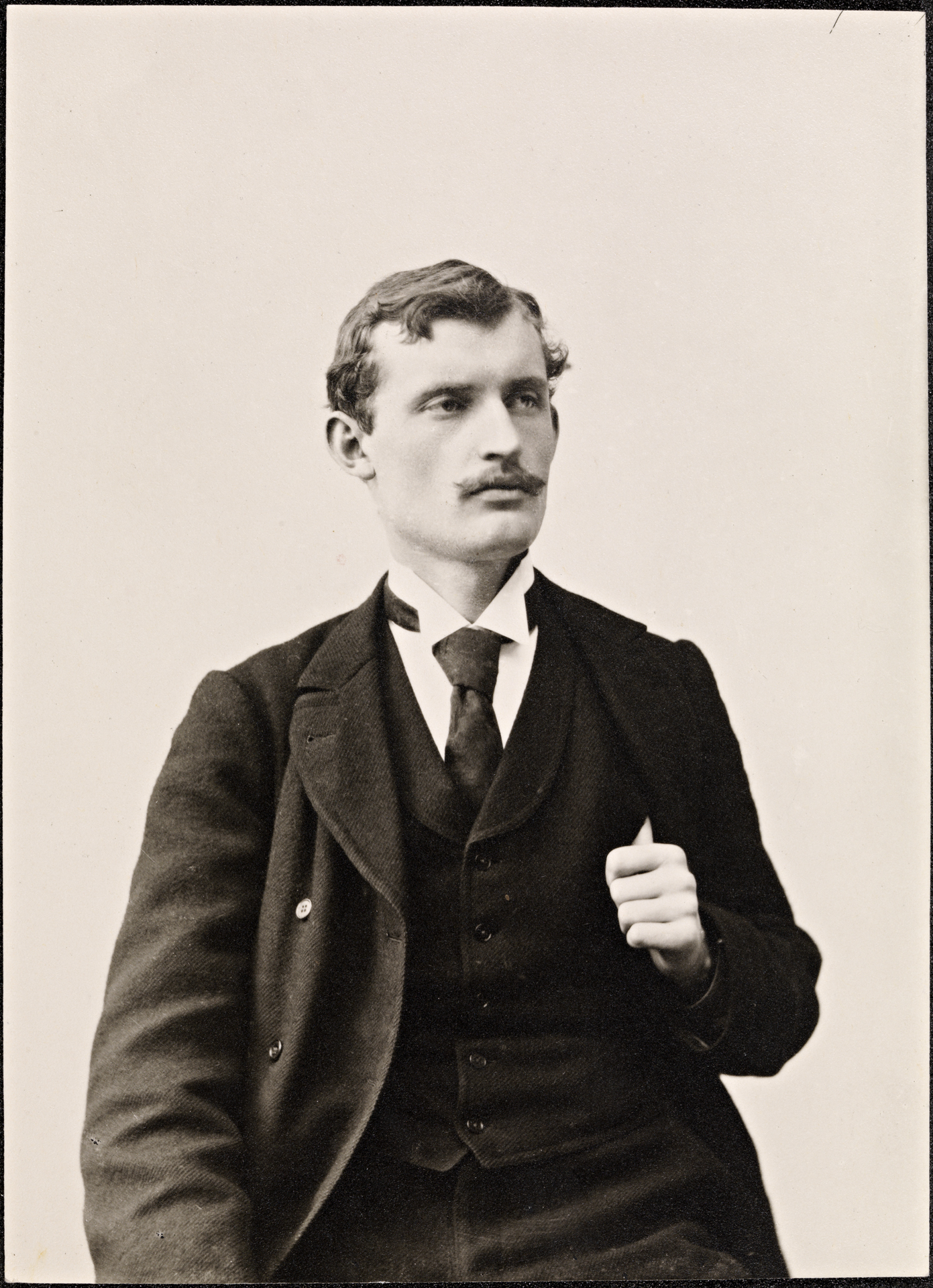
Autorretrato a los 26 años.
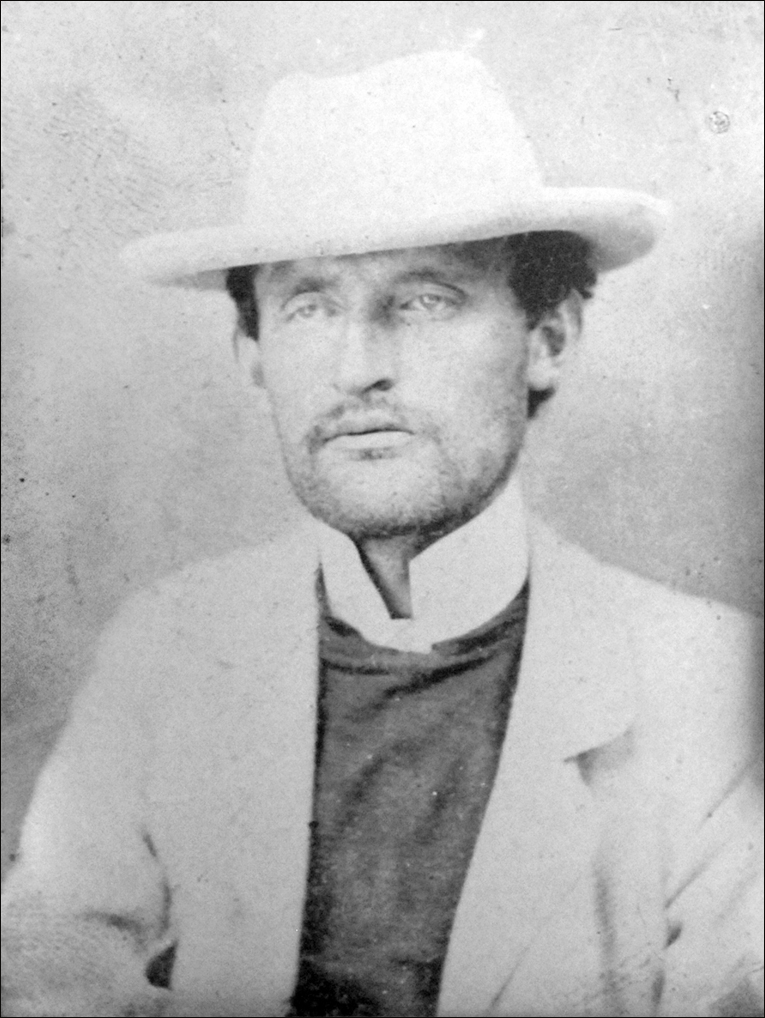
Retrato de Edvard Munch en 1902.
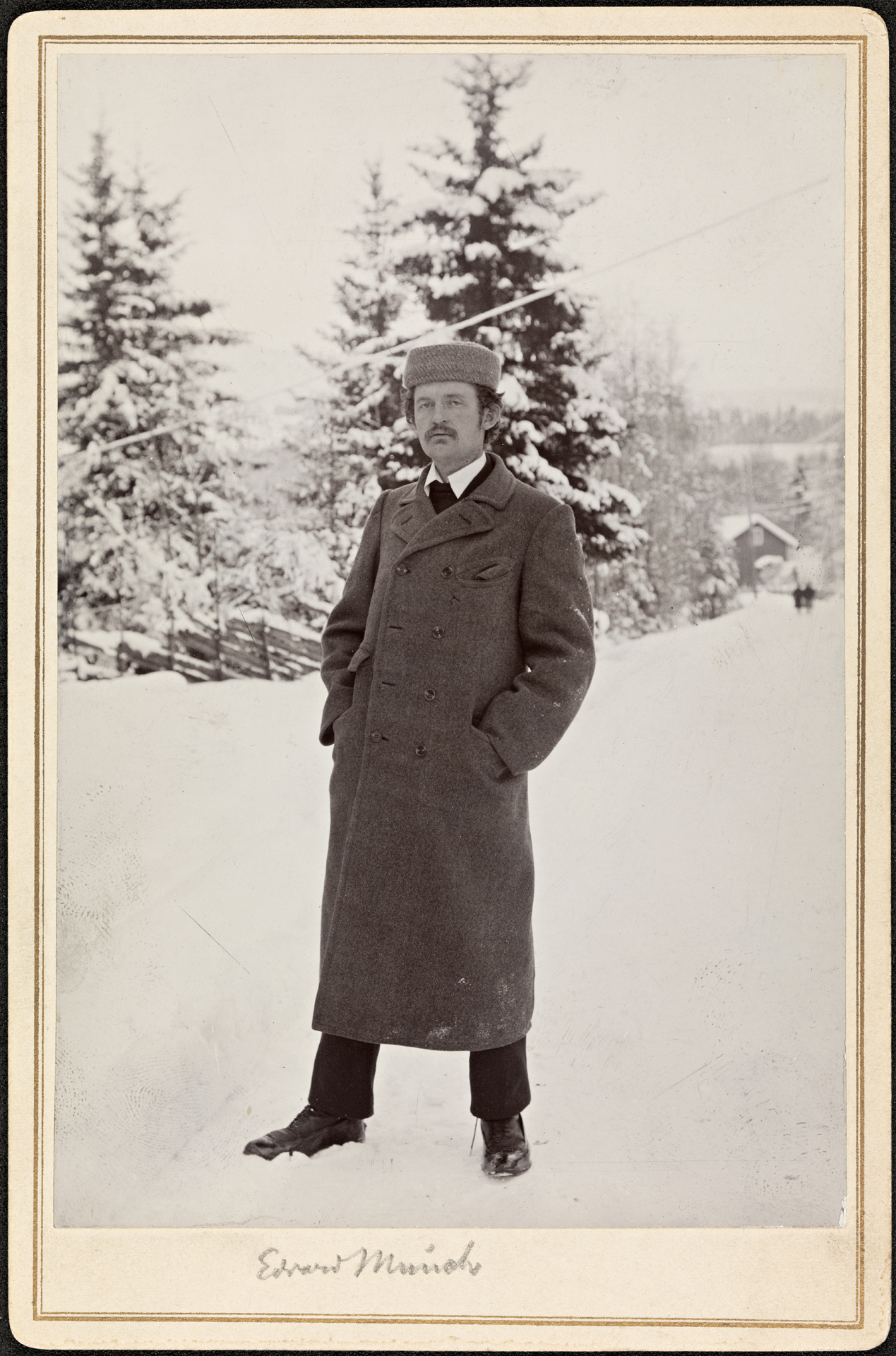
Retrato de Edvard Munch.
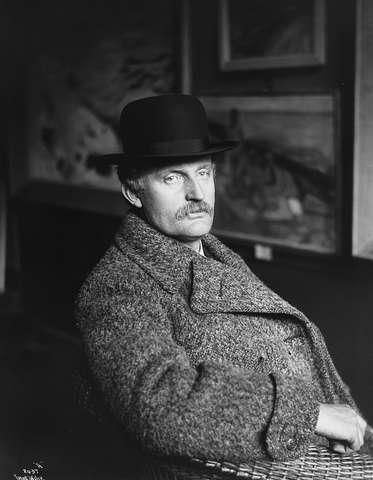
Munch en 1912.
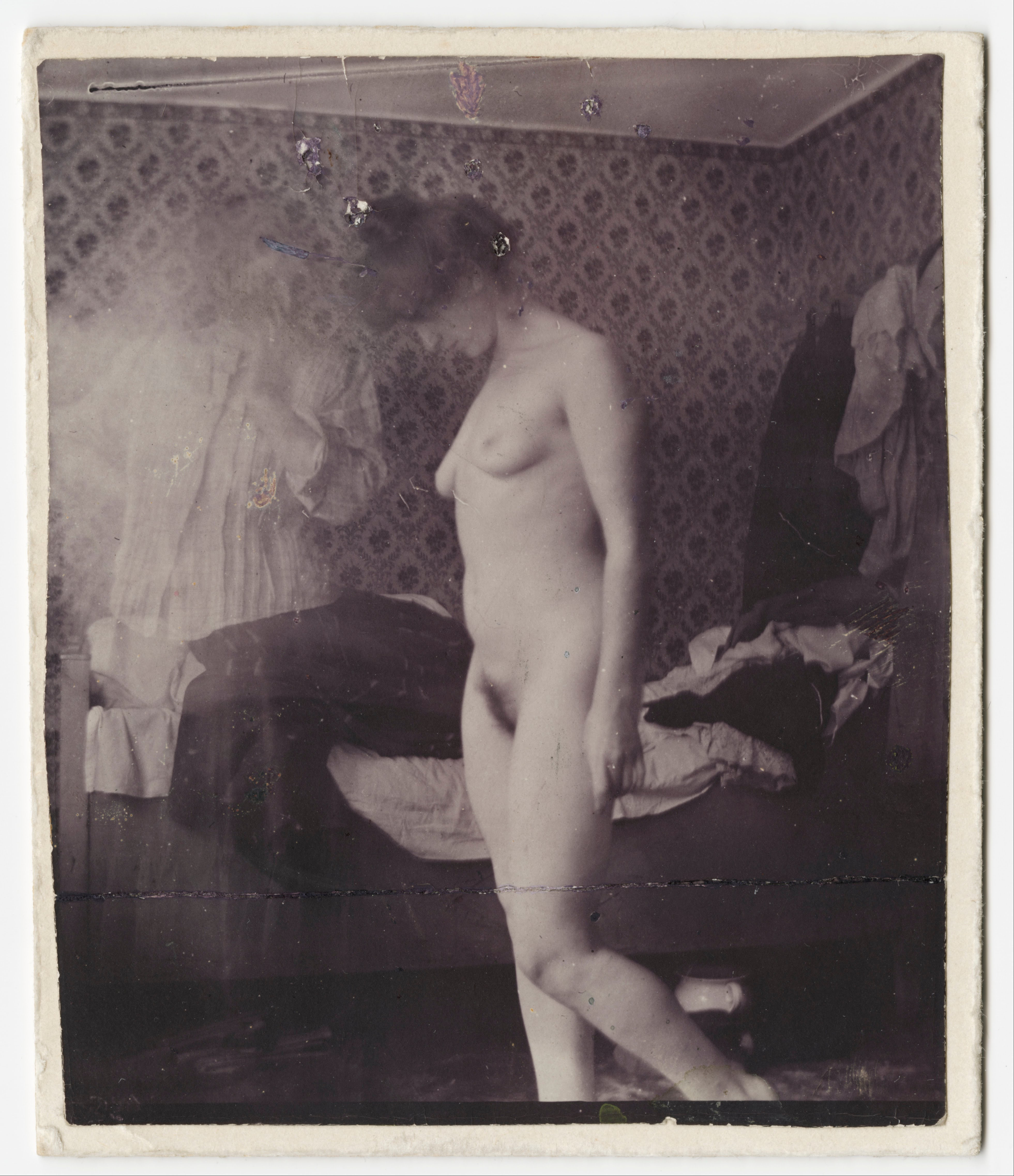
Rosa Meissner en el Hotel Rohn en Warnemünde, 1907, photograph, Munch Museum, Oslo.